# オットー・フォン・ビスマルク
オットー・エドゥアルト・レオポルト・フォン・ビスマルク＝シェーンハウゼン（独: Otto Eduard Leopold von Bismarck-Schönhausen、1865年からビスマルク＝シェーンハウゼン伯爵〈独: Graf von Bismarck-Schönhausen〉、1871年からビスマルク侯爵〈独: Fürst von Bismarck〉、1890年からラウエンブルク公爵〈独: Herzog zu Lauenburg〉、1815年4月1日 - 1898年7月30日）は、ドイツ（プロイセンおよびドイツ帝国）の政治家。
プロイセン王国首相（在職1862年 - 1890年）、北ドイツ連邦首相（在職1867年 - 1871年）、ドイツ帝国宰相（在職1871年 - 1890年）を歴任した。ドイツ帝国の初代宰相を務めたドイツ統一の中心人物であり、「鉄血宰相（独: „Eiserne Kanzler“）」の異名を持つ。
プロイセン東部の地主貴族ユンカーの出身であり、代議士・外交官を経て、1862年にプロイセン国王ヴィルヘルム1世からプロイセン首相に任命され、軍制改革を断行してドイツ統一戦争に乗り出した。1867年の普墺戦争の勝利で北ドイツ連邦を樹立し、ついで1871年の普仏戦争の勝利で南ドイツ諸国も取り込んだ統一ドイツ国家「ドイツ帝国（Deutsches Reich）」を樹立した。プロイセン首相に加えてドイツ帝国宰相も兼務し、1890年に失脚するまでドイツを指導した。文化闘争や社会主義者鎮圧法などで反体制分子を厳しく取り締まる一方、諸制度の近代化改革を行い、また世界に先駆けて全国民強制加入の社会保険制度を創出する社会政策を行った。卓越した外交力で国際政治においても主導的人物となり、19世紀後半のヨーロッパに「ビスマルク体制」と呼ばれる国際関係を構築した。

## 概要
1815年にプロイセン王国東部のシェーンハウゼンにユンカーの息子として生まれる。文官を目指し、ゲッティンゲン大学やベルリン大学で法学を学ぶ。1835年に大学を卒業し、官吏試補となるも職務になじめず、1839年からユンカーとして地主の仕事をする（→政界入りまで）。
1847年に身分制議会のプロイセン連合州議会の代議士となり、政界入り。1849年に新設されたプロイセン衆議院の代議士にも当選する。代議士時代には強硬保守派として行動した。正統主義に固執し、1848年革命で高まりを見せていた自由主義やナショナリズム運動、国民主権の憲法によるドイツ統一の動きを批判した。裁判官ルートヴィヒ・フォン・ゲルラッハとその兄で国王フリードリヒ・ヴィルヘルム4世の寵臣である侍従武官長レオポルト・フォン・ゲルラッハ将軍に近い立場をとり、革命で誕生した自由主義政府を牽制するためにゲルラッハ兄弟が宮廷内に組織した「影の政府」の「カマリラ」に参加した（→代議士）。
1851年にドイツ連邦議会プロイセン全権公使となり外交官に転身。ドイツ連邦議長国オーストリア帝国との利害対立の最前線に立つ中でオーストリアを排除した小ドイツ主義統一の必要性を痛感するようになり、オーストリアとの連携を重視する神聖同盟などの正統主義の立場から離れるようになる。保守主義者・君主主義者の矜持は保ちつつ、正統性がないとされていたナポレオン3世のフランス帝国や小ドイツ主義統一を目指す自由主義ナショナリズム勢力との連携を模索するようになった（→連邦議会プロイセン公使、→反墺親仏派に）。
1858年に皇太弟ヴィルヘルム王子（ヴィルヘルム1世）が摂政となり、自由主義的保守派貴族による「新時代」内閣が発足すると強硬保守派と看做されていたビスマルクは駐ロシア大使に左遷されたが、クリミア戦争以来オーストリアを恨んでいたロシアの宮廷・政治家から反墺的態度を歓迎された。イタリア統一戦争の際にもプロイセンが反墺的中立をとるよう尽力した（→駐ロシア大使に左遷、→イタリア統一戦争をめぐって）。
1861年に国王に即位したヴィルヘルム1世と陸軍大臣アルブレヒト・フォン・ローン中将は軍制改革をめぐり、その予算を「軍隊に対する王権強化」と看做して通そうとしない衆議院の自由主義派議員と対立を深めていった。国王側近たちが衆議院に対するクーデタ論に傾く中、ローンはクーデタによらず解決を図りたいと考え、同様の考えのビスマルクの首相就任を希望するようになった。1862年、無予算統治を決意したヴィルヘルム1世は、その覚悟がある者としてローンが推薦するビスマルクをプロイセン首相に任命した（→自由主義勢力の台頭、→首相任命）。
首相に就任するや衆議院予算委員会で鉄血演説を行い、ドイツ問題でプロイセンが優位に立つためには軍拡が必要である旨を訴え、自由主義者に軍制改革を支持させようとしたが、逆に批判を受ける。この演説で「鉄血宰相」の異名を取るようになった（→鉄血演説）。自由主義派の支持が得られそうにないと見るや無予算統治で軍制改革を断行した。これによって無予算統治を違憲とする自由主義派との間に憲法闘争が巻き起こった（→自由主義者との対立）。
この国内的亀裂は、三度の小ドイツ主義統一に関する戦争に勝利して自由主義派の支持を獲得することで解決に向かう。その最初の戦争は1864年、デンマークに併合されそうになったシュレースヴィヒ公国とホルシュタイン公国をめぐって、オーストリアとともに起こした対デンマーク戦争だった。イギリスの干渉を抑えてこの戦争に勝利したことで両公国からデンマークの支配権を排除することに成功し、ドイツ・ナショナリズムからのプロイセンの評価を高めた（→対デンマーク戦争）。
ついで両公国の帰属をめぐってオーストリアと対立を深めた。同時期オーストリアに保守政権が樹立されるとこれを利用してガスタイン協定を締結し、ドイツ・ナショナリズムにおけるオーストリアの威信を低下させた。またビアリッツでナポレオン3世と密約を結び、フランスの中立の確信を得たといわれる（→深まるオーストリアとの対立、→ガスタイン協定とビアリッツの密約）。
1866年に普墺戦争を開始し、短期間で勝利を収めた。フランスの領土欲を抑えながら、オーストリアに寛大な講和条件を提示して戦争を早期終結させた。これによりオーストリアをドイツ問題から排除し、プロイセン一国覇権の北ドイツ連邦を樹立することに成功した。ただしこの時点ではフランスの圧力もあり反プロイセン的な南ドイツ諸国は参加しなかった（→普墺戦争）。
つづいて、北ドイツ連邦と南ドイツ諸国の統一を目指して、南ドイツ諸国のプロイセン型軍制改革を支援したり、関税同盟に議会を設置するなどしてドイツ統一機運を盛り上げようとしたが、南ドイツ諸国の反普感情を変えることはできなかった（→南ドイツとの統一を目指して）。
そのためフランスとの開戦によって南ドイツ諸国のドイツ・ナショナリズムを高めることを目指すようになった。1870年、スペイン王位継承問題を巧みに利用し、フランスが理不尽な要求を突き付けて一方的にプロイセンに宣戦布告してきたという状況を作り上げることで、全ドイツ諸国の反仏感情を爆発させ、プロイセン軍のもとに一致団結させ、また他国の中立も確保して普仏戦争に持ち込んだ（→スペイン王位継承問題）。セダンの戦いではナポレオン3世を捕虜にした。これによって第二帝政から第三共和政に移行したフランスだったが、ビスマルクが要求したアルザス＝ロレーヌ地方割譲を拒否したため、戦争は続行された。パリ包囲戦中の1871年1月にドイツ軍の大本営がおかれていたヴェルサイユ宮殿で南ドイツ諸国と交渉にあたり、ドイツ統一国家ドイツ帝国を樹立する合意を取り付け、ヴィルヘルム1世をドイツ皇帝に即位させた。戦争の方も2月にはパリの困窮に耐えきれなくなったフランス政府がビスマルクの要求に応じたことで終結した（→普仏戦争、→ドイツ統一）。
プロイセン首相に加えてドイツ帝国首相となったビスマルクは、国民自由党など自由主義勢力と協力して様々なドイツ近代化改革を行った（→自由主義・近代化改革）。その一環でカトリックを弾圧する文化闘争を行い、ローマ教皇ピウス9世や中央党と対立を深めた。しかし社会主義勢力の台頭や国民自由党内でエドゥアルト・ラスカーら自由主義左派が反ビスマルク的姿勢をとるようになったことで中央党との関係改善を志向するようになり、文化闘争を終了させた（→文化闘争）。
ついで社会主義者鎮圧法制定や保護貿易への転換などで国民自由党に揺さぶりをかけ、国民自由党内の自由主義左派が分党するよう追い込み、保守党、帝国党、国民自由党の三党に「カルテル」と呼ばれる選挙操作協定を結ばせ、これを自らの与党勢力とした。さらにドイツ社会主義労働者党や自由主義左派勢力に「帝国の敵」というレッテルを貼って攻撃した。とりわけ社会主義労働者党には社会主義者鎮圧法によって厳しい弾圧を加えた（→保守主義へ転換、→社会主義者鎮圧法）。労働者が社会主義労働者党に流れるのを防止すべく、1883年には疾病保険法、1884年には労災保険法、1888年に障害・老齢保険法を成立させ、世界初の全国民強制加入の社会保険制度を創出した（→社会政策）。
ドイツ統一後の外交は、対独復讐に燃えるフランスを孤立させることに腐心した。はじめ君主国の連帯で露墺とともに三帝同盟を結んでいたが、露土戦争に勝利したロシアがバルカン半島に支配権を確立すると英墺が強く反発し、列強間の大戦の気配が漂った。三帝同盟崩壊を恐れるビスマルクは「公正な仲介人」としてベルリン会議を主催してロシアを妥協させて戦争を回避したが、今度はロシアの不満が高まり、三帝同盟は事実上崩壊した（→三帝協定、→露土戦争をめぐって）。
ビスマルクは新たなフランス封じ込め体制の構築を狙い、1882年にはオーストリアやイタリアと三国同盟を結び、1887年にはイギリスとイタリアの間に地中海協定を締結させ、ついでオーストリアもこれに参加させた。他方ロシアとの関係もできる限り維持すべく、1887年に独露再保障条約を締結した（→ビスマルク体制）。
一方アフリカやアジアで過熱するヨーロッパ諸国の植民地獲得競争では、英仏の植民地獲得を支援し、両国が植民地の利権をめぐって対立するよう離間を策動し続けた。1884年にコンゴの領有権をめぐってヨーロッパ諸国の対立が深まるとベルリン・コンゴ会議を主催し、植民地獲得の原則を定めた。ドイツ自身の植民地獲得には慎重だったが、1884年から1885年にかけてはアフリカや太平洋上のドイツ人入植地をドイツ領に組み込んでいる（→植民地政策）。
こうしたビスマルクの一連の巧みな外交のおかげで普仏戦争後の19世紀後半のヨーロッパではヨーロッパ諸国間の戦争は発生しなかった。この第一次世界大戦までの小康状態は「ビスマルク体制」と呼ばれる。
しかしヴィルヘルム2世がドイツ皇帝・プロイセン王に即位すると社会主義者鎮圧法や労働者保護立法をめぐって新皇帝と意見がかみ合わず、1890年3月に首相を辞することとなった（→失脚）。退任後、ヴィルヘルム2世と対立を深めていたが、最終的には屈服した（→首相退任後）。1898年7月30日に死去した（→死去）。
スピノザ、ヘーゲル、ランケ、マキャベリ、ゲーテなどから影響を受け、ドイツ統一の精神や統一後の自制の外交などの精神を培ったという（→影響を受けた人物）。反ユダヤ主義政治家に肩入れすることもあったが、基本的には反ユダヤ主義者ではなく、私的人事にはユダヤ人学識者を重用していた（→ユダヤ人について）。
保守派や伝統的史観からの評価は高いが、彼と敵対した思想である社会主義や自由主義の立場からは強権的で排他的な政権運営が批判され、アドルフ・ヒトラーの萌芽に位置づけられることも多い。しかしこれに対しては外交のやり方、反ユダヤ主義政策の有無などビスマルクとヒトラーでは正反対だという反論も多い。『ドイツの特殊な道』論に立つとヒトラーに結び付けられやすかったが、現在のドイツの歴史学界は「ドイツの特殊な道」論に否定的であるためヒトラーと直接に結び付けられることは減った。政治手腕への評価としては「現実主義者」「ボナパルティスト」などとする物が多い（→評価）。
妻はユンカーの娘ヨハンナ・フォン・プットカマー。彼女との間に長男ヘルベルト以下2男1女を儲けている。長男ヘルベルトは父のもとで帝国外務長官(外相)を務めた（→家族）。

## 生涯

### 政界入りまで

#### 生誕とその時代背景

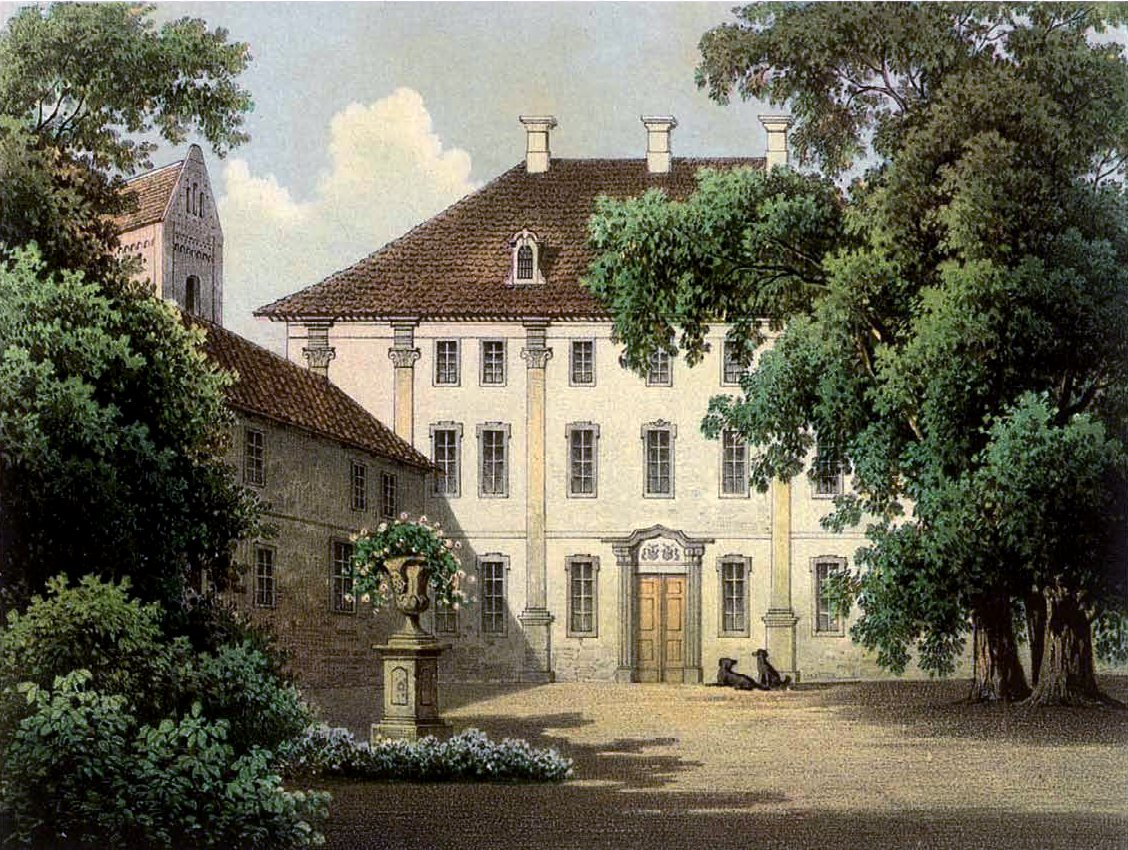
ビスマルクが生まれたシェーンハウゼンの屋敷

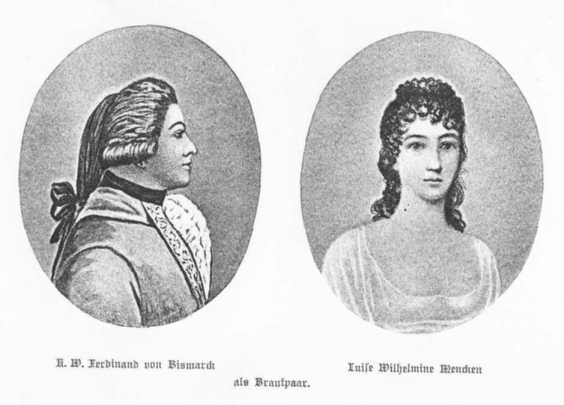
ビスマルクの両親、フェルディナント・フォン・ビスマルクとその妻ヴィルヘルミーネ。

ビスマルクは1815年4月1日、プロイセン王国ブランデンブルク県に属するビスマルク家所有の土地シェーンハウゼンにおいて生まれた。父は地主貴族（ユンカー）フェルディナント・フォン・ビスマルク。母はその妻ヴィルヘルミーネ・フォン・ビスマルク（旧姓メンケン）。
ビスマルク家は14世紀に商人クラウス・フォン・ビスマルクがブランデンブルク辺境伯ヴィッテルスバッハ家から貴族の身分とブルクシュタルの領地を与えられて以来続く由緒あるユンカーの家系であり、ホーエンツォレルン家がブランデンブルク選帝侯となった後の16世紀にシェーンハウゼンに領地を移された。父はビスマルク家の末子の生まれだが、長兄がユングリンゲンに領主屋敷を構え、他の兄二人は農場を相続せずに職業軍人の道を選んだので父がシェーンハウゼンの土地を継いでいた。
母ヴィルヘルミーネの実家メンケン家は貴族ではないが、学者の家系だった。ヴィルヘルミーネの父アナスタージウス・ルートヴィヒ・メンケンはプロイセン王フリードリヒ大王に取り立てられ、3代のプロイセン王に内閣秘書官（Kabinettssekretär）として仕えた人物だった。
父と母は1806年に結婚し、その第四子として生まれたのがビスマルクであった。
ビスマルクが生まれた1815年という年はフランス皇帝ナポレオン・ボナパルトが敗退し、正統主義と勢力均衡を基調とした保守体制「ウィーン体制」が構築された年だった。
ウィーン体制下のドイツ地方にはオーストリア帝国やプロイセン王国、ザクセン王国、バイエルン王国、ハノーファー王国、ヴュルテンベルク王国など39か国が独立して存在し、これらの国はドイツ連邦という緩やかな国家連合を形成していた。またウィーン体制下ではロシア皇帝とオーストリア皇帝とプロイセン国王の間で「神聖同盟」という正統主義と王権神授説を基礎とする絶対君主の国際協力体制が築かれていた。

これらウィーン体制はナポレオン戦争の落とし子ともいうべき思想、立憲政治の確立を目指そうとする自由主義や民主主義、民族国家（国民国家）を作ろうとするナショナリズムを抑圧して王権を守るための共同体制であった。しかしウィーン体制側の抑圧にもかかわらず、これらの思想は強まっていくばかりであり、対立は先鋭化していった。

#### 幼少・少年期

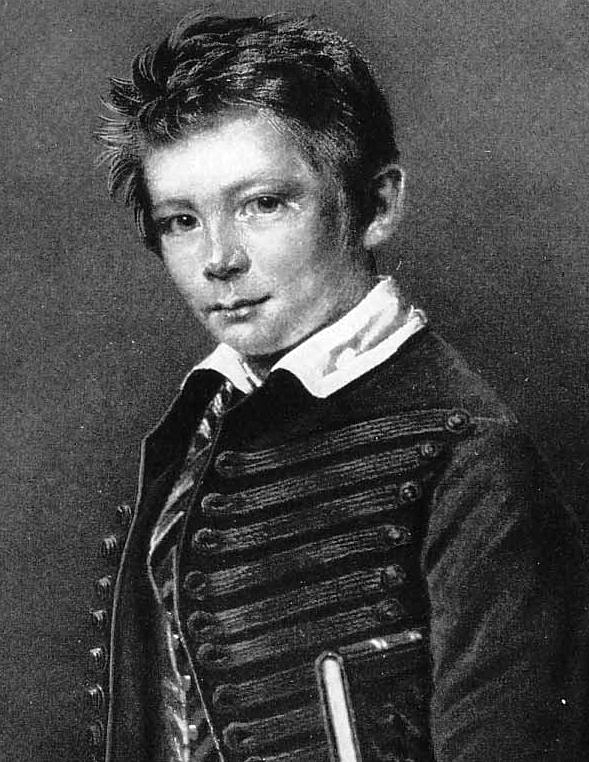
11歳の頃のビスマルクを宮廷画家フランツ・クリューガーが1826年に描いた絵。

1816年にビスマルク一家はポンメルン地方に新たに得たクニープホフの農場へ引っ越した。ビスマルクはここの牧歌的世界の中で幼少期を送った後、1822年1月に家族の下を離れて王都ベルリンの全寮制学校プラーマン学校に入学し、1827年秋まで在学した。
プラーマン学校はヨハン・エルンスト・プラーマンが創始したペスタロッチの教育理念に根差した学校だった。しかしビスマルクはプラーマン学校にいい思い出をもっていない。後年ビスマルクはプラーマン学校について「不自然なスパルタ教育」「まるで監獄だった」「この学校時代の事は面白くないことばかりだ」と酷評した。ビスマルクはこの学校でやらされる器械体操が嫌いだった。またプラーマン学校は「万人平等」の理念を掲げていたのでビスマルクの姓に付いた貴族の称号「フォン」が煙たがられて仲間外れにされたとビスマルクは回顧している。
プラーマン学校で6年間学んだあと、1827年から1830年までベルリンのフリードリヒ通りにあるフリードリヒ・ヴィルヘルム・ギムナジウムに在学した。ついで1830年から1832年までクロスター通りにあるグラウエン・クロスター・ギムナジウムで学んだ。両校ともヒューマニズムを理念としている名門校で多くの学者、官僚、医師を輩出していた。
ビスマルクにとってギムナジウムはプラーマン学校と比べれば居心地が良かったようである。プラーマン学校の庶民的な器械体操から解放されて貴族的な乗馬に熱中することができた。また語学に才能を発揮し、とりわけラテン語、フランス語、英語が得意だった。国語（ドイツ語）も「表現力に優れる」という評価を受けている。一方で17歳の時の成績表には「勤勉」の欄に「何事も継続せず。登校も精勤を欠く」と書かれている。

ビスマルクは後年の回顧録の冒頭においてギムナジウム教育を終えた時の自身の精神についてこう述べている。「私は1832年に中等教育を終えたとき、共和主義者とまではいかないまでも共和国を最も理想的な国家形態だと確信する汎神論者になっていた」、「しかし多様な影響も君主主義を旨とする生まれ持ったプロイセン的感情を消し去るほど強くは無かった。歴史において私の共感は常に権威の側にあった」。

#### 大学時代

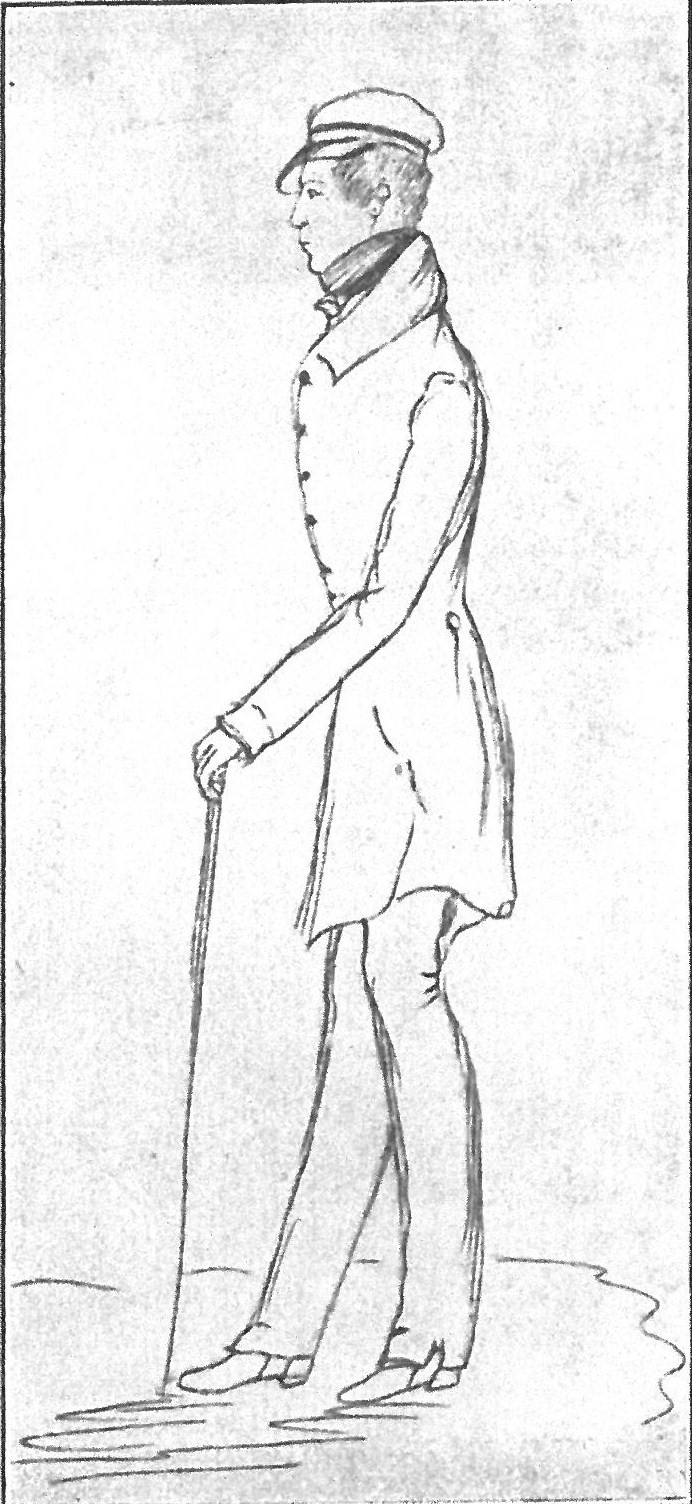
学友が描いた1833年のビスマルクの絵。

ユンカーの息子は実家の農業に奉仕しないのであればプロイセン王室に軍人か文官として仕えるのが普通であり、ビスマルクもその道を選んだ。しかしビスマルクは軍人になりたがらず、文官になる道を目指した。当時のプロイセンにおいて文官になるためには大学で法学を学ぶ必要があった。
1832年4月15日にアビトゥーアを取得し、5月10日に当時イギリスと同君連合関係にあったハノーファー王国ゲッティンゲンにあるゲッティンゲン大学に法学と政治学を専攻として入学した。ここに入学したのは同大学が当時中欧で最先端の大学と言われており、母親が入学を薦めたからであった。
当時のドイツの大学では学生団体としてランツマンシャフトとブルシェンシャフトの二流があった。ブルシェンシャフトは自由主義とナショナリズムの傾向があった。代議士時代にビスマルクは自由主義・ナショナリズム思想と徹底的に戦う事になるが、ビスマルクの回顧録によると学生時代の彼は「ドイツ国民意識が強かった」といい、初めはブルシェンシャフトに近づいたという。しかし所属する学生たちが決闘を拒否していることや礼儀作法に欠けていることからビスマルクの肌に合わなかったといい、結局ビスマルクはランツマンシャフトに加入し、ゲッティンゲン大学在籍の1年半の間に25回も決闘をした。
法律の学業はかなり疎かになっていたようだが、政治学の方ではアルノルト・ヘルマン・ルートヴィヒ・ヘーレンの歴史学の授業を気に入り、後年にもビスマルクは彼の言葉をしばしば引用した。
1833年9月にゲッティンゲンを離れてベルリンに戻り、1834年5月からベルリン大学に入学した。ベルリン大学でも勉学に熱心ではなく、ベルリンの社交界で活動することに熱心だった。ビスマルクの学業怠慢を心配した母ヴィルヘルミーネは文官ではなく軍人を目指してはどうかと勧めたが、ビスマルクには軍人になる気は全く無かった。
ビスマルクは体系的な学問は続かなかったが、議論好きだったので読書して教養を付けるのは好きだった。世界観の問題、特に宗教の問題をよく討議した。この場合ビスマルクは常に不信仰の側に立ち、宗教に懐疑的だったという。ドイツ観念論には興味を示さず、ヘーゲル右派にもヘーゲル左派にも近付かなかった。またロマン主義にもほとんど関心がなかったが、フリードリヒ・フォン・シラーはよく読んだという。またシェイクスピアやバイロンなどイギリス文学にも関心を示し、これらを通じて英語力を高めた。

1834年夏には幼少期からの友人モーリッツ・フォン・ブランケンブルクの叔父で当時参謀本部地図作成部に勤務していたアルブレヒト・フォン・ローン中尉の仕事をモーリッツとともに手伝い、ローンの知遇を得た。

#### 官吏試補

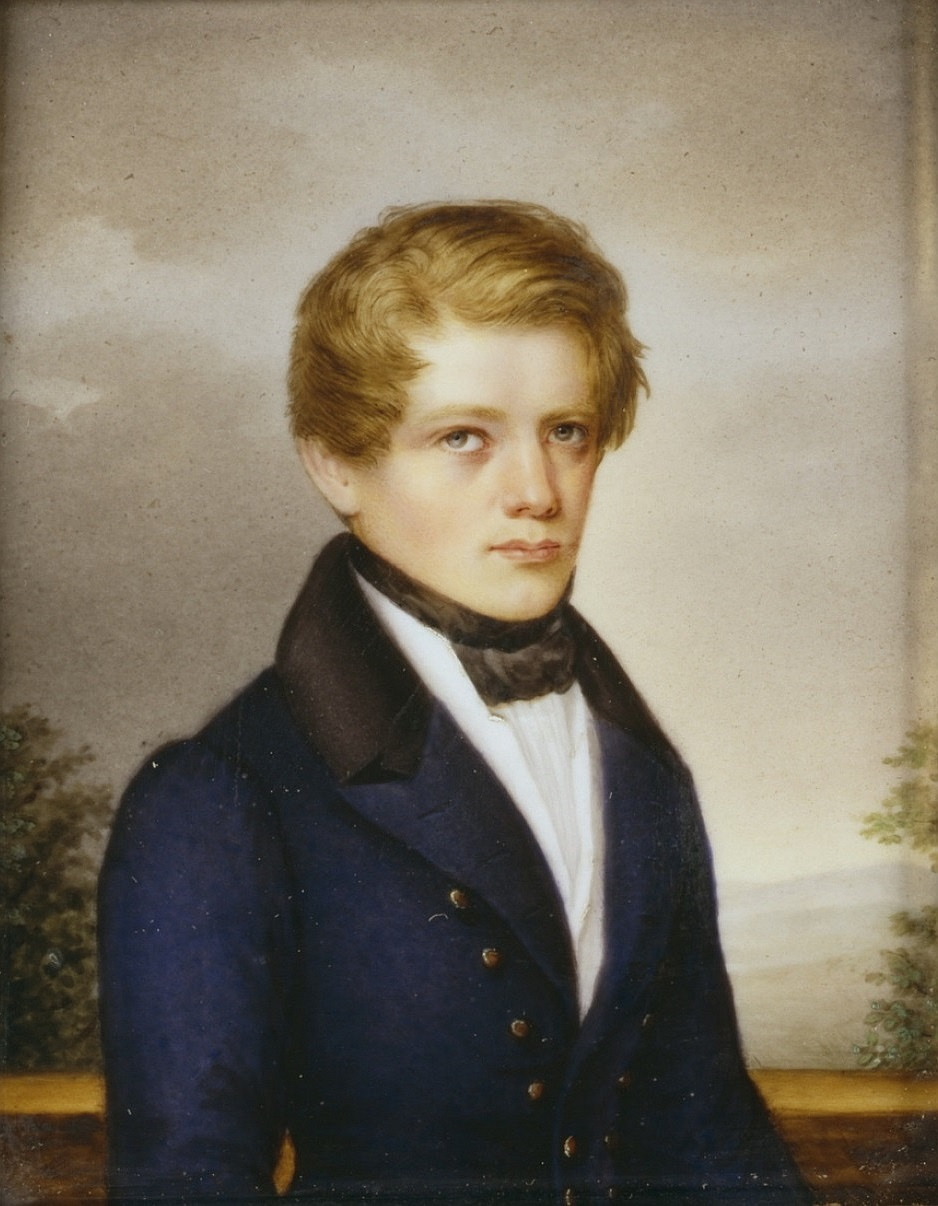
1836年、22歳の頃のビスマルクを描いた絵画

1835年3月にベルリン大学を去り、5月に高等裁判所の第一次司法試験に合格した。ベルリンの王立裁判所で司法試補教育を受けたが、やがて司法の仕事に飽き始めた。1836年6月末に行政官になるための第2次試験を受けて合格し、アーヘンの県庁で行政官試補として勤務するようになった。ビスマルクは更に外交官に転じたがっていたが、外務省からも県知事からも認められなかった。
アーヘンは有名な温泉地であり、イギリス人を中心に外国人旅行客が多く、社交界にもイギリス人が多く出入りしていた。流暢な英語をしゃべるビスマルクはイギリス人女性たちと付き合う様になり、仕事への熱意がなくなった。さらに交際費を稼ぐためルーレット賭博に手を出して借金を背負った。イングランド国教会牧師の娘との交際のためにビスマルクは独断で休暇を取り、ヴィースバーデンへ移ったが、経済的な問題から結婚することはできなかった。
失恋に終わったビスマルクは適当な理由をつけて更に休暇を伸ばそうとしたが、アーヘン県知事から却下された。しかし他の県庁への転勤は許可され、1837年9月からポツダムに転勤した。
ポツダムで数か月勤務した後、プロイセン陸軍の1年の兵役を終わらせてしまうことに決め、1838年3月末にポツダムの近衛狙撃連隊に入隊した。ついでグライフスヴァルトのポメルン狙撃部隊に入営して兵役を終えた。

ビスマルクは兵役後も県庁の仕事に興味が持てず、ユンカーとして農業経営に携わる決意を固めた。ちょうどこの頃、ビスマルク家の農場を実質的に運営していた母の癌が悪化したので（母は1839年1月1日に死去）、父は長男ベルンハルトと四男ビスマルクに農場を任せるようになった。

#### 農場経営
1839年の復活祭にポンメルンのクニープホーフの農場に戻り、兄ベルンハルトと共に農場の管理にあたった。1841年に兄がナウガルト郡長に選出されると兄弟間で仮の所有分割が行われ、クニープホーフとキュルツの農場をビスマルクが監督することとなった。ナウガルト郡長である兄の代理もしばしば務めた。
プロイセンの農業生産は19世紀初頭から右肩上がりに伸びており、ビスマルクの農場経営も順調だった。当時のユンカーの独立性は強く、ビスマルクも農民に対して領主警察権や裁判権を行使して絶対的領主として接した。郡の委員会などに出席した時には他のユンカーと親しくし、狩猟をよく共にした。しかしこの頃のビスマルクは放埓に振舞って「気違いユンカー」の異名をとっていたという。
農業経営が軌道に乗って借金返済も順調に進んだので、1842年7月から9月にかけてイギリス、フランス、スイスを歴訪した。イギリスのマンチェスターでは世界最大の機械工場とマニュファクチュアを見学し、その技術に感銘を受けたが、当時マンチェスターで盛り上がっていたチャーティズム運動などの社会問題にはほとんど関心を払わなかったという。

#### 敬虔主義のサークルで
1843年から友人モーリッツ・フォン・ブランケンブルクも司法官を辞めて父親の農場の経営にあたるようになった。ビスマルクは彼の邸宅に足繁く訪問し、モーリッツの婚約者マリー・フォン・タッデン＝トリーグラフとも親しくなった。やがて彼女を中心に形成されているポンメルンのユンカーの敬虔主義者サークルにも参加するようになった。マリーは伝道心に燃えて不信心なビスマルクを信仰の道に戻すことに熱中していた。
1845年にはサークルに所属するフランクフルト・アン・デア・オーダー上級地方裁判所裁判官ルートヴィヒ・フォン・ゲルラッハ（以下「ゲルラッハ（弟）」）の知遇を得た。またその翌年には彼の兄であるレオポルト・フォン・ゲルラッハ少将（以下「ゲルラッハ（兄）」）の知遇も得た。ゲルラッハ（兄）は国王フリードリヒ・ヴィルヘルム4世の近臣で国王に影響力があった。この兄弟はあらゆる革命的政策を「悪魔の業」と看做す強硬保守派であった。彼らの知遇を得たことはビスマルクの栄進に役立つことになる。
1845年11月22日に父が死去すると、兄ベルンハルトと農地の所有分割が行われた。ビスマルクはクニープホーフとシェーンハウゼンの農場を相続し、1846年2月にシェーンハウゼンに移住した。ここに移住したのは、この前年の1844年にゲルラッハ（弟）がマクデブルクの上告裁判所の裁判官に転じていたので、マクデブルクに近いシェーンハウゼンに移住した方が立身出世に役立つという政治的判断からと見られる。ゲルラッハ（弟）は、この頃、台頭する自由主義を警戒し、保守勢力を結集しようと若きユンカーを集めていたので、ビスマルクともすぐ親しい関係となった。彼はビスマルクの政治と法律の師となった。
1847年7月28日、マリーを通じて知り合った信仰熱心なユンカーの娘ヨハンナ・フォン・プットカマーとラインフェルトで挙式した。宗教に懐疑的だったビスマルクもヨハンナの影響で信仰の道に戻り、熱心に祈祷を行うようになったという。

### 代議士

#### 連合州議会議員
1848年革命の前夜の1845年と1847年、ヨーロッパは不作と金融危機に襲われた。ベルリンはじめ各都市では市民暴動が多発するようになった（じゃがいも革命）。折しもドイツでは自由主義者の活動が活発になっていたが、経済危機の中でそれは増幅された。こうした中、1847年2月に国王フリードリヒ・ヴィルヘルム4世は勅令を出して第一回プロイセン連合州議会を召集した。これは8州の議会の三身分会（騎士・都市・地方自治体の代表者）と領主会（王族、侯爵、伯爵の代表者）をベルリンへ集めた身分制議会であった。
ビスマルクは1846年12月から領主裁判権問題で政治運動をしており、その影響でマクデブルクの選挙人に名を知られていた。そのため1847年5月に欠員の生じたマクデブルク身分制議会の議員に選出され、そのまま連合州議会議員になった。
連合州議会におけるビスマルクは、復古主義的な貴族強硬保守派（aristocratic ultras）に属した。しかし連邦州議会議員のほとんどはブルジョワ自由主義派か、ゲオルク・フォン・フィンケ男爵率いる貴族自由主義的保守派に属しており、強硬保守派は少数派だった。
しかしビスマルクは臆することなく強硬保守主義を前面に打ち出した。「神の恩寵を受けた」プロイセン王権による君主主義を擁護し、自由主義的憲法の導入を主張する反政府派の議員を罵った。「キリスト教国家」を擁護し、ユダヤ人を罵った。農民を苦しめていた地主貴族の狩猟権（野鳥獣に農作物が荒れる）を擁護し、農民の立場に立ってその撤廃を求める議員を「共産主義に導こうとしている」として批判した。当時多くの貴族議員たちさえも時代錯誤として反対していたユンカーの領主裁判権を擁護した。

全体的には第一回連邦州議会におけるビスマルクの活動はこうした「信仰告白」に留まり、王権とゲルラッハ兄弟に忠誠心を示しただけだった。時にはゲルラッハ（兄）が指示した通りに演説するだけという場合もあったという。

#### 1848年革命をめぐって

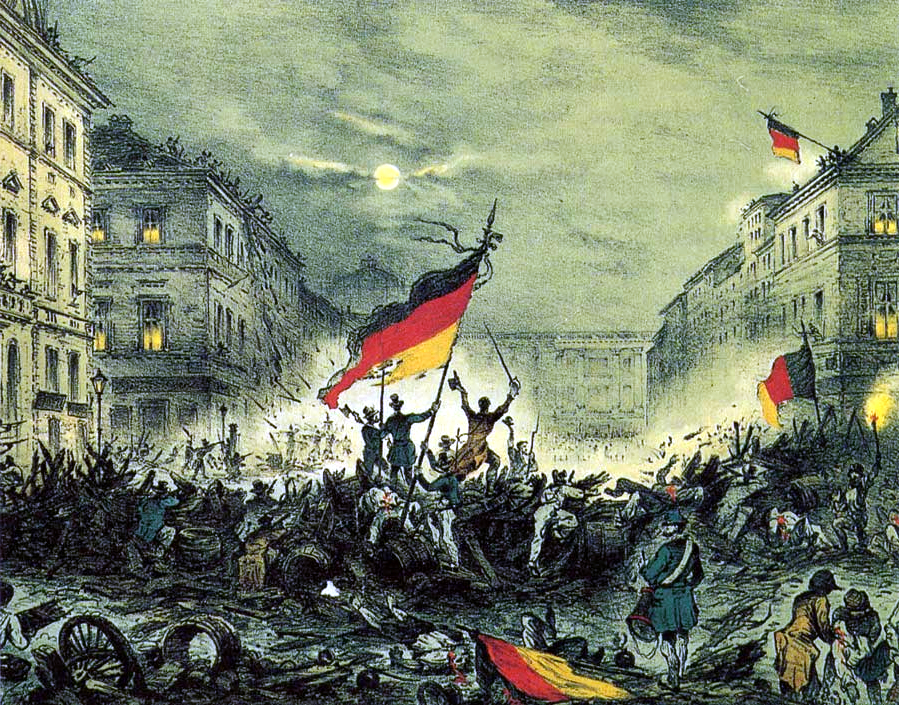
1848年3月革命で黒赤金の旗を掲げて蜂起するベルリン市民。

1848年2月にフランス王国で革命が発生しルイ・フィリップの王政が打倒され、共和政が樹立された。革命はドイツ連邦諸邦にも飛び火した。プロイセン首都ベルリンでは連日のように民権拡大を求める自由主義者・民主主義者・ナショナリストたちの民衆集会が開かれたが、3月18日に国王軍が市民に向かって発砲したことで市民軍と国王軍が衝突した（3月革命）。国王は王権の延命のために革命勢力と手を結ぶ道を選び、3月19日に市内から国王軍を撤収させて自ら市民軍の管理下に入り、宮殿中庭に安置された革命の死者の前で脱帽し、自由主義者による内閣を構成すると約束し、革命を示す黒赤金の腕章をつけて市内を行進した。
ビスマルクはこの革命が発生した時シェーンハウゼンの自邸にいた。後のビスマルク自身の報告によると3月20日にタンゲルミュンデからの使者がシェーンハウゼンにやって来て黒赤金の革命旗を掲げるよう命じたという。これに対してビスマルクはシェーンハウゼンの教会の旗にプロイセン王権を示す黒十字を掲げさせて返事とし、村民たちに村中の猟銃をかき集めさせ、窮地の国王を革命勢力から救いだすべくベルリン進軍の準備を開始させたという。その後単身ポツダムやベルリンへ赴き、自らの勤王の志を伝えるとともに農民軍を率いて参じる用意がある事を政府に告げたが、すでに国王は軍隊を撤収させているとして政府から止められた。ビスマルクは王弟カール王子の名前を使って王位継承権者である皇太弟ヴィルヘルム王子(後の第7代プロイセン王・初代ドイツ皇帝)の妃アウグスタと会見して皇太弟の名で国王の決定を取り消す許可を得ようとしたが、アウグスタに拒否されたという。彼女は自由主義的な思想の持ち主で生涯を通してビスマルクと敵対することになる。
ドイツ各邦国の自由主義ナショナリストたちはドイツ統一の道を模索するため、国民主権のドイツ憲法とそれを制定するためのドイツ国民議会の設置を要求した。帝国自由都市フランクフルト・アム・マインに設置されているドイツ連邦議会も3月革命によって各邦国の代表の顔ぶれが変わったことでこれを認めた。

1848年、プロイセン王フリードリヒ・ヴィルヘルム4世とビスマルク

プロイセンではルドルフ・カンプハウゼンとダーフィト・ハンゼマンを中心とする自由主義政府が誕生したが、これに対抗してゲルラッハ兄弟は「カマリラ」という「影の政府」を結成し、宮廷から政府に対して反革命運動を開始した。自由主義政府は国王から統帥権を奪えなかったので、このカマリラが徐々に支配的な地位を確立していく。ビスマルクもこのカマリラに参加していた。
自由主義政府はドイツ国民議会とは別にプロイセンにも独自のプロイセン国民議会を設置することを決め、その招集までの過渡期的議会として1848年4月2日から10日にかけて第二回プロイセン連合州議会を召集した。召集された連合州議会でビスマルクは現在の自由主義内閣を「秩序を保った合法的状態を維持できる唯一の政府」と認めつつ、「過去は葬り去られてしまった。国王自らが過去の棺に土をかけた今、過去を復古させることはもはや誰にもできまい。私はこの事を他のどの議員よりも悲しく思っている」と演説した。しかしゲルラッハ兄弟は彼の演説を「酷く無気力」「退却だ」と批判している。

#### 議員失職期・革命の衰退
1848年5月はじめ、プロイセンでドイツ国民議会とプロイセン国民議会の選挙（普通選挙・間接選挙）が行われ、ビスマルクもその議員になることを希望していたが、当選の見込みがなく諦めた。
この直後から全ヨーロッパで保守主義者の反転攻勢がはじまった。6月にはパリで発生した労働者の蜂起がルイ＝ウジェーヌ・カヴェニャック将軍率いるフランス軍により鎮圧された。オーストリア軍も北イタリアやチェコの民族主義運動の鎮圧に成功し、またサルデーニャ王国国王カルロ・アルベルトがイタリア民族主義思想のもとに開始した北イタリア侵攻も退けた。5月18日からフランクフルトにおいて開催されたドイツ国民議会（フランクフルト国民議会）もロシアやイギリスから激しい反革命干渉を受けた。
プロイセンでもカマリラが勢いづいた。カマリラは7月から保守世論の喚起を狙って『新プロイセン新聞』（Neue Preußische Zeitung、鉄十字章を紙面に使っていたことから『十字章新聞』と呼ばれた）の発行を開始した。ビスマルクもこの新聞に協力し、しばしば記事を投稿している。
10月にはウィーンで革命派が蜂起するもオーストリア皇帝軍に鎮圧された。保守派のフェリックス・シュヴァルツェンベルク侯爵がオーストリア首相に就任し、自由主義的な約束を負っていた皇帝フェルディナント1世が皇位を追われ、フランツ・ヨーゼフ1世が新皇帝に即位した。11月にはプロイセンでも保守派のフリードリヒ・ヴィルヘルム・フォン・ブランデンブルク伯爵が首相に就任し、革命弾圧が本格化した。ベルリンは再び軍によって占領され、プロイセン国民議会は休会させられた。

一方で国王は自由主義者の反発を抑えるためのガス抜きで12月5日に自由主義的なプロイセン欽定憲法を制定した。この憲法はドイツ国民議会が決議した基本的人権のいくつかを盛り込んでいた。また衆議院と貴族院の二院制の議会を創設して原則として衆議院選挙を普通選挙・間接選挙で行うと定めていた。他方、国王の統帥権や官吏任免権は温存し、これによって絶対主義の本質を守る内容になっていた。

#### プロイセン衆議院議員

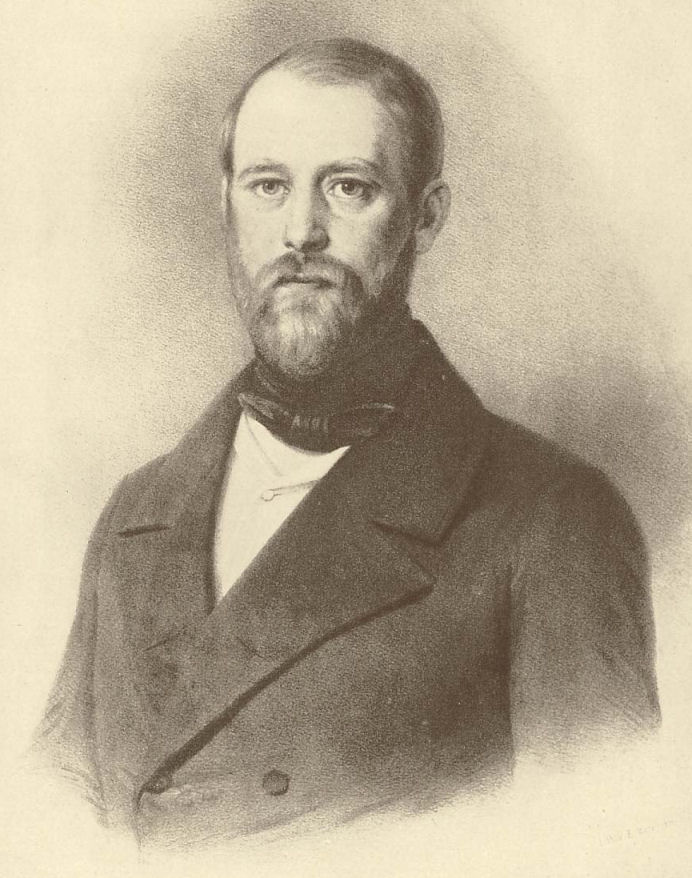
プロイセン衆議院議員時代のビスマルク

ビスマルクは1849年2月5日にブランデンブルクの選挙区から出馬して衆議院議員に当選する。選挙全体の結果は左右両派がほぼ拮抗し、右派も大多数は中道立憲主義者というカマリラにとっては芳しくないものだったが、その分カマリラの数少ない当選者であるビスマルクの重要性は増し、ゲルラッハ（兄）も日記の中でビスマルクに多大な期待を寄せている。
一方ドイツ国民議会の自由主義派は、オーストリア首相シュヴァルツェンベルクがハプスブルク帝国の領土を単一不可分な物とする欽定憲法を採択し、ドイツ民族以外の他民族を大量に抱えているオーストリアの現状を変える気がない事を示したのに失望し、大ドイツ主義から小ドイツ主義に転じた。3月27日にドイツ国民議会は連邦制と議院内閣制を定めたドイツ帝国憲法（フランクフルト憲法）を決議し、その翌日にはプロイセン王フリードリヒ・ヴィルヘルム4世をドイツ皇帝に選出した。4月3日にはその旨を伝える国民議会の使節がプロイセンにやってきたが、国王は他のドイツ諸邦が納得するのであればとの条件を付け、回答を引き延ばした。
プロイセン衆議院ではフィンケ男爵ら自由主義派が帝国憲法と帝冠を受け入れるべきと主張したが、ビスマルクはそれに反対した。彼は国民主権を基礎とする帝国憲法は国王から主権をだまし取っており、そのような憲法の下にドイツ統一すべきではなく、プロイセン人はプロイセン人に留まるべきであると主張した。加えてこの憲法が普通選挙と議会の年次予算承認権を認めている点にも反対した。普通選挙は「各階級の政治的教養の低下と反比例して影響力を増大させる」として、議会の年次予算承認権は「普通選挙という博打で選ばれた多数派がいつでも国家機能を停止できてしまう」としてそれぞれ批判した。また議会から帝冠が与えられることについても「王がこれまで自由に我が物としてきた王冠をフランクフルト議会からの封土として受領させようとするもの」と批判した。

国王も国民主権を嫌って帝国憲法と帝冠を拒否する考えだったが、4月21日に立憲主義者が多数を占める衆議院が帝国憲法を合法とする決議を行ったため、これに対抗して同日中に衆議院を解散した。この解散総選挙にあたって国王はプロイセン憲法を改正して普通選挙を廃し、納税額に応じた三等級選挙権制度を導入した。これにより保守派の議席は53議席から約三分の一を占める114議席に躍進し、ビスマルクも再選を果たした。

#### ドイツ連合とオルミュッツ協定をめぐって

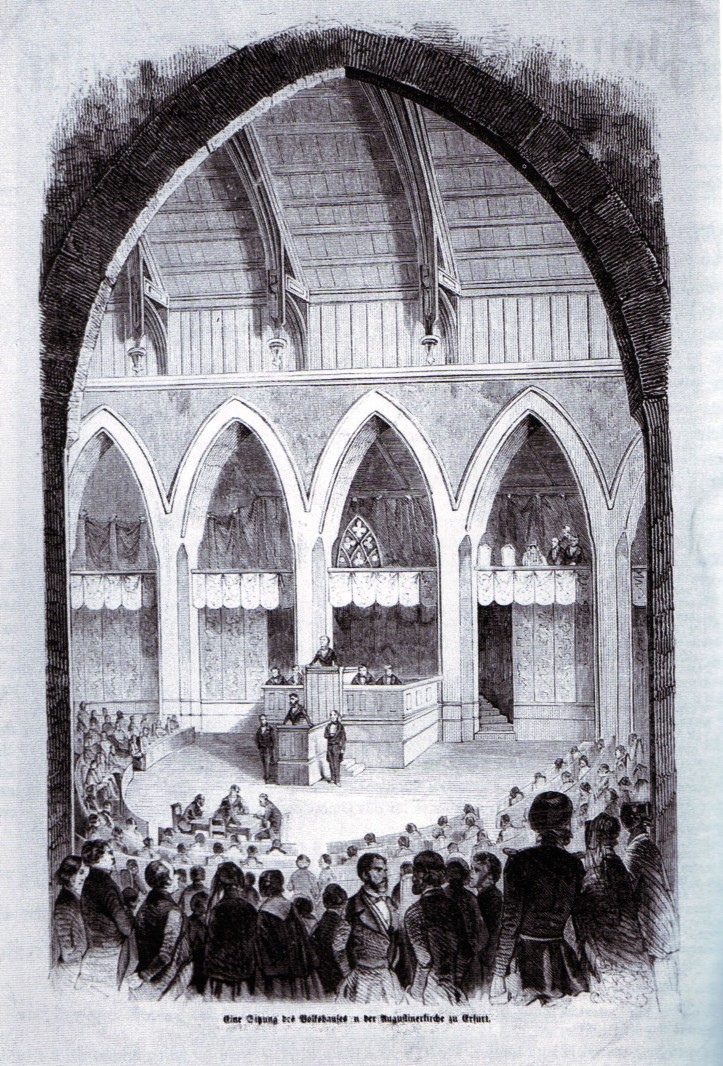
エルフルトで開かれたドイツ連合の連合議会。

国王は4月28日にドイツ帝国憲法と帝冠を正式に拒否したが、これに反発する革命派がドイツ各国で蜂起した。国王は皇太弟ヴィルヘルム王子を司令官とする鎮圧軍を派遣しつつ、自由主義右派のヨーゼフ・フォン・ラドウィッツ中将の構想を採用して、5月26日にザクセン王、ハノーファー王とともに三王同盟を結んで、小ドイツ主義の「ドイツ連合憲法」（エアフルト憲法）と「ドイツ連合」（エアフルト連合）を創設した。連合憲法は帝国憲法と比べると非民主的な内容ながら、自由主義右派を革命運動から引き離す意図で帝国憲法に依拠した自由主義的な部分も入れていたので「ゴータ派」と呼ばれる自由主義右派が支持していた。
しかしこの路線は既存のドイツ連邦議長国であり、「七千万人帝国」構想を推進するオーストリア首相シュヴァルツェンベルクとの対立を深めた。シュヴァルツェンベルクは8月にもドイツ連合はドイツ連邦規約に反するとの見解を表明してバイエルンやヴュルテンベルクから支持を得た。三王同盟はオーストリア以外のドイツ諸邦が全て参加するならという条件になっていたため、10月にはザクセンとハノーファーもドイツ連合から離脱してオーストリア側に付いた。残ったドイツ連合参加国も憲法蜂起の鎮圧にプロイセン軍の助力を得たいがために参加しているだけなのでプロイセン軍が革命勢力を一掃すると結束力を失っていった。
プロイセン国内でも正統主義・神聖同盟の立場に立つ強硬保守はオーストリアとの関係を悪化させるラドウィッツのドイツ連合構想に否定的だった。ビスマルクも9月6日の衆議院演説で自由主義者がフランクフルトでの失敗に懲りずに再びドイツ憲法によって君主から主権を奪おうとしていると批判し、ドイツ憲法に対してプロイセン議会が修正・否決する権利を留保すべきと主張した。
1850年3月20日から4月29日にかけてドイツ連合参加国によるエアフルト連合議会が召集され、ビスマルクもその議員となったが、ここでもビスマルクはドイツ連合に反対する意思を表明した。
普墺の睨みあいは続いたが、ヘッセン選帝侯国で起きた革命の鎮圧をめぐる普墺の対立でロシアがオーストリアを支持する介入をしたことで、国王はドイツ連合構想を諦め、11月2日にラドウィッツを外相から罷免した。後任の新首相・外相オットー・テオドール・フォン・マントイフェルはオーストリアとオルミュッツ協定を結んだ。これは一般にオーストリアへの完全屈服とされ、「オルミュッツの屈辱」と呼ばれた。

プロイセンがオルミュッツ協定に抵抗しようとするならば自由主義・民主主義・ナショナリズムを味方につけてブルジョワ議会主義小ドイツ統一を目指していく路線しかなかった。保守派はそれを何よりも嫌ったため、屈辱的であろうともオルミュッツ協定に賛成する立場を取った。ビスマルクも12月3日の衆議院演説で「オルミュッツ協定はプロイセンの地位を貶めたり、その威光や名誉を失墜させるような性格のものではない」、「私はオーストリアとの戦いを恐れているわけではないが、大国の唯一の健全な基礎 ―これによって大国は自らを小国と本質的に区分できる― は、国家的利己心であり、ロマン主義ではない。自国の利害に関係のないところで戦うのは大国にあるまじき行いである」、「君主の助言役は敵（オーストリア・ロシア）よりも危険な同盟者（自由主義者・民主主義者）から君主を守らねばならない。プロイセンの旗がプロイセンの意に反してヨーロッパが追放した者の集合場所にならぬよう監視せねばならない。」と演説した。

### 外交官

#### 連邦議会プロイセン公使

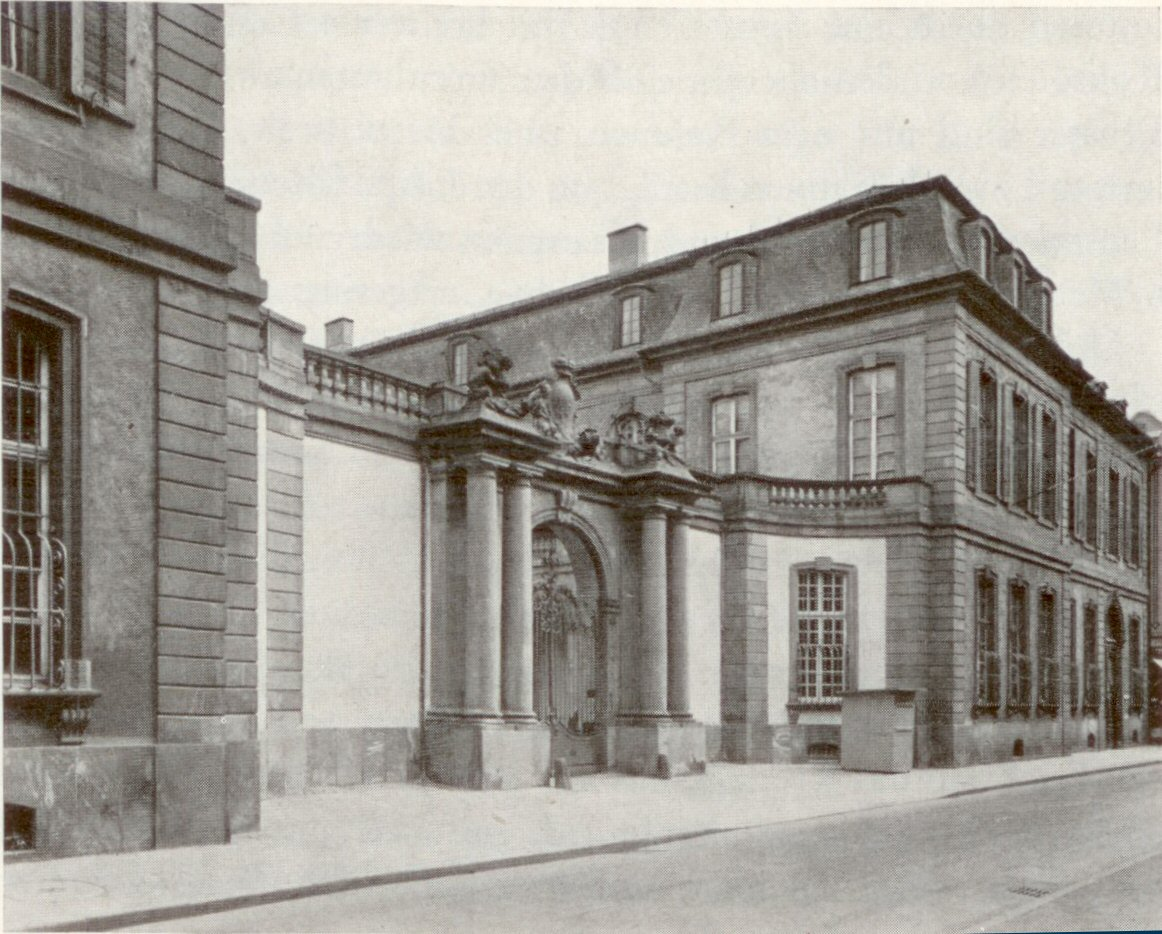
ドイツ連邦議会

オルミュッツ協定で開催が取りきめられた普墺の会議がドレスデンで開催され、ドイツ連邦機構改革が話し合われたが、オーストリアは対等のドイツ連邦指導権をプロイセンに認めず、プロイセン側もオーストリア全領土をドイツに加えることに反対した（中小邦国や露仏もこの件ではプロイセンを支持）。結局会議は1848年革命で停止されていたドイツ連邦議会を革命以前の状態のまま再開することのみを決定して終わった。
連邦議会に派遣するプロイセン全権公使にはプロイセンの利害をしっかり主張しつつ、反革命を共通項にオーストリアと連携できる人物がよいと考えられた。そこで国王はゲルラッハ（兄）中将（当時「国王高級副官」。首相マントイフェルとともに実質的な二頭政治を敷いていた）の推挙でオルミュッツ協定の擁護者であり、熱狂的な君主主義者のビスマルクを連邦議会全権公使にすることを決めた。ビスマルクは1851年5月8日に国王に召集されてその旨を告げられ、さしあたって枢密参事官（Geheimer Legationsrat）に任命された。
この抜擢によりこれまで地味な政治家だったビスマルクに本格的にスポットライトが当たるようになった。しかし反発も多く、皇太弟ヴィルヘルム王子は「ラントヴェーア少尉が連邦議会公使になるというのか」と不満を漏らした。首相マントイフェルやゲルラッハ（弟）も官吏試補の公務員経験しかないビスマルクに重要な外交官ポストを宛がうことに疑問を感じていたという。
5月11日に過渡期的な公使グスタフ・フォン・ロッホウ中将の補佐役としてフランクフルトに着任し、7月半ばにロッヒョウから受け継いで正式に公使となった。しかしオーストリアと保守的連帯をとることは困難だった。オーストリアは革命以上にプロイセンのドイツ連邦破壊の傾向を危険視していた。また中小邦国も強権的な政治体制のプロイセンより多民族国家で不安定なオーストリアがドイツの頂点にある方が干渉される恐れが少ないと考えて親墺反普的な立場をとることが多いので（このためオーストリアはドイツ連邦を維持したがっていた）、プロイセン公使にとって連邦議会は苦しい議場だった。
ビスマルクは連邦議会議長を務めるオーストリア公使とドイツ艦隊資金拠出問題、ドイツ連邦出版法制定問題、ドイツ関税同盟問題などをめぐって鋭く対立した。特に関税同盟の問題は保護貿易を推進したいオーストリアと自由貿易を推進したいプロイセンで対立が深まった。

フランクフルト時代を通じてビスマルクは神聖同盟などの正統主義から離れ、プロイセン強化のためにはオーストリアと対決することも辞さない立場へ変更していった。またかつてあれほど憎んだブルジョワ自由主義者の小ドイツ主義ナショナリズムや経済思想が反オーストリアやプロイセン大国化に役立つと評価するようにもなった（特に関税問題ではブルジョワと連携したので）。フランクフルトというヨーロッパ金融の一大拠点で生活するようになって自分のような土地貴族とブルジョワの間には共通する利害も多いと感じるようになっていった。

#### クリミア戦争をめぐって

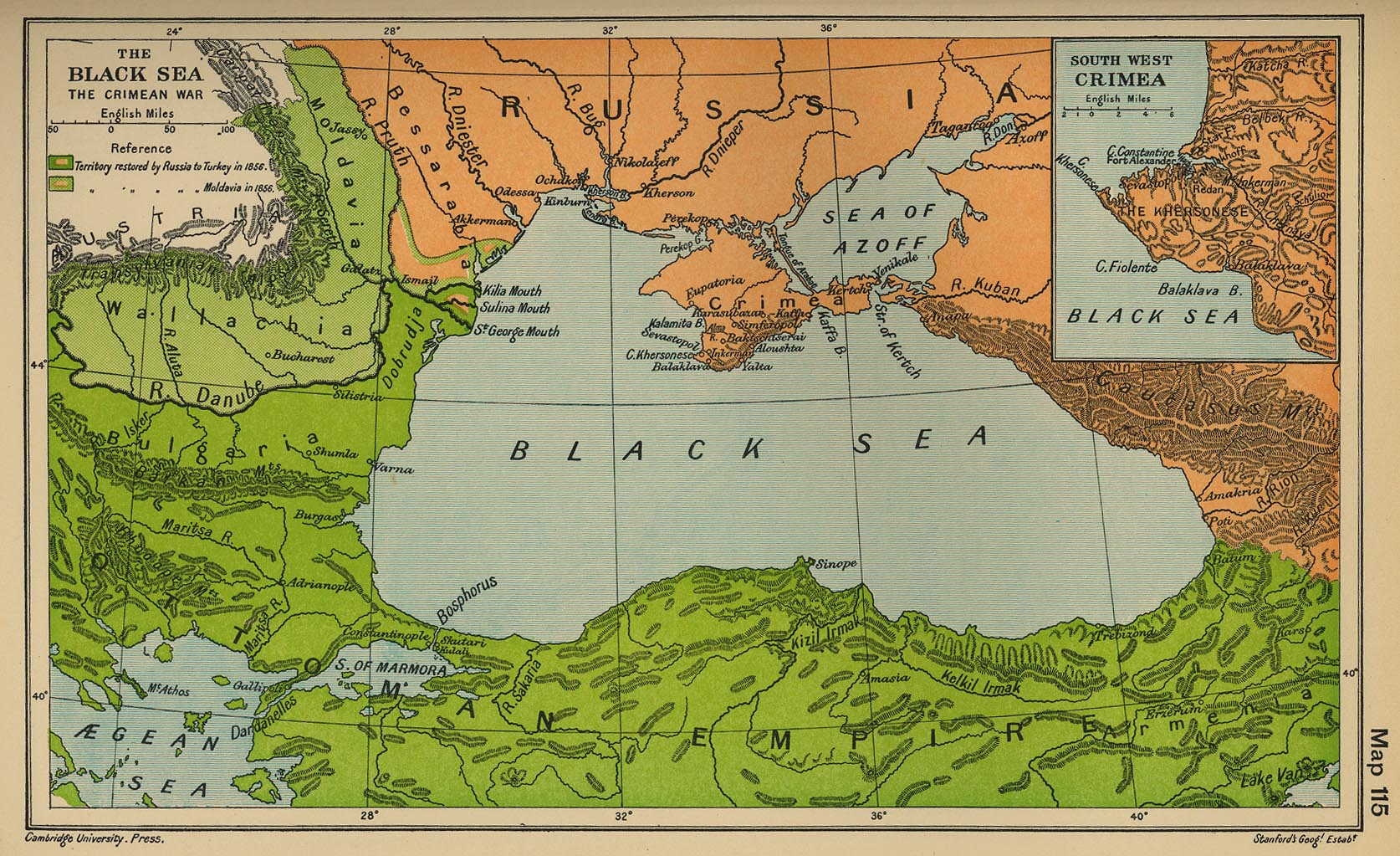
当時の黒海・クリミア半島周辺地図。オレンジがロシア、緑がオスマン＝トルコ、黄緑がモルダビアとワラキア、白がオーストリア。

この時代、オスマン＝トルコ帝国は「死にかけの病人」と呼ばれるほど衰退していた。かつての繁栄の残滓で中近東・北アフリカ・バルカン半島にまたがる広大な領土を領有していたものの、その内情はヨーロッパ列強の半植民地だった。とりわけバルカン半島と中近東への支配権拡大を狙うロシアは、通商上の特権を強要したり、バルカン半島諸国の独立や自治化を支援したりと様々な手段でトルコを浸食した。
フランス皇帝ナポレオン3世がトルコからエルサレムのカトリック教徒保護権を獲得したのに対抗し、1853年5月 ロシア皇帝ニコライ1世は自分にもエルサレムのギリシャ正教徒保護権を認めるようトルコに要求したが、拒否された。これを不服としたロシアは7月にトルコ宗主権下のドナウ川周辺国ワラキア公国とモルダビア公国に進軍し、11月に露土間でクリミア戦争が勃発した。ロシアのバルカン半島獲得と地中海進出を恐れた英仏も1854年3月にロシアに宣戦布告した。
このクリミア戦争についてプロイセンでは意見が分かれた。自由主義的保守派の貴族や官僚で構成された「週報党」は親英仏政策を取るべきであり、その見返りに英仏からドイツ問題での支持を獲得し、オーストリアに対して優位に立つべしと主張していた。一方ビスマルクの所属するカマリラは神聖同盟擁護の立場から親露を主張した。ビスマルクの政治的立場からいって週報党を支持するわけにはいかなかったが、内心では週報党の考えに共感を寄せていたという。とはいえ公的にはカマリラの一員として行動した。ゲルラッハの召集でベルリンに呼び戻されたビスマルクは、週報党の意見を一蹴するのに貢献し、結果、週報党の面々は罷免され、プロイセンは中立の立場を取ることになった。
一方オーストリアも中立を宣言していたが、同国は「ドナウ君主国」とも呼ばれるほどドナウ川の通商で栄える帝国なのでロシアのドナウ川への前進を阻止したがっていた。
オーストリアはクリミア戦争参戦を睨んで、1854年4月にプロイセン王に強要して普墺攻守同盟を締結させたが、ビスマルクはこの同盟を「我が国の美しく精強なフリゲート艦を虫食いだらけのオーストリアの軍船に繋ぎとめる物」と批判した。この同盟の締結後オーストリアはバルカン半島への野心を強め、6月にはロシアに対してワラキアとモルダビアからの撤退を要求し、ロシアがオーストリア参戦を防ぐために渋々応じると、9月に代わって同地を占領した。さらに12月には英仏と攻守同盟を結んだ。
とはいえオーストリアは財政難だったため、単独での参戦は困難であり、ドイツ連邦軍の動員を狙っていた。1855年1月のドイツ連邦議会でオーストリアは中小邦国を威圧してドイツ連邦軍の兵力の半分をクリミア戦争に動員することを求めたが、ビスマルクは連邦軍が戦時体制をとることを認めつつ、その目的は「あらゆる方向から迫っている危険に対処するため」に変更することを提案した。この提案は対ロシア参戦したくない中小邦国から圧倒的な支持を受け、オーストリアも連邦議会内で明白な敗北を喫して議長国の威信が傷つくのを避けるためにこの提案を受け入れる羽目となった。これによってドイツ連邦軍を対ロシア戦争に引きずり込もうというオーストリアの野望は一蹴された。

ビスマルクはクリミア戦争がいまだ終結していない1855年8月にパリ万国博覧会に出席し、そこでフランス皇帝ナポレオン3世の引見を受けた。正統主義者のゲルラッハ（兄）はナポレオン3世を初代ナポレオンと同様にフランス革命の流れを汲む人物と看做して嫌っていたので、ビスマルクの訪仏を快く思わなかった。ビスマルクはゲルラッハ（兄）にナポレオン3世やボナパルティズムに共感など持っていない旨の申し開きをしている。しかし内心ではこの1855年の時点でナポレオン3世が将来プロイセンの同盟者になりうると考えていたという。

#### 反墺親仏派に

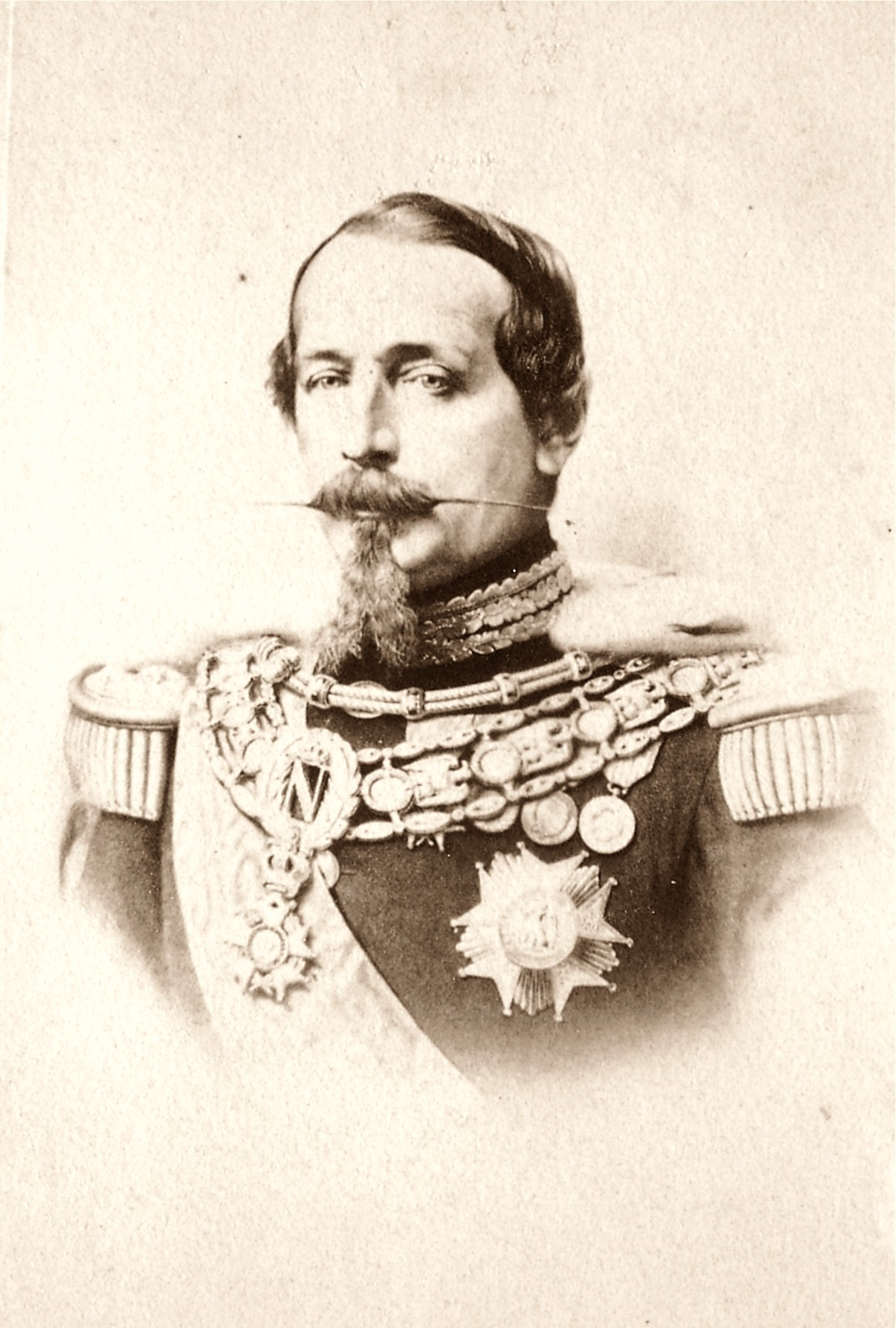
クリミア戦争後に国際社会の中枢となったフランス皇帝ナポレオン3世

クリミア戦争はロシアの敗北に終わり、1856年2月3日のパリ講和会議の結果、ロシアは黒海に軍艦を置くことを禁じられ、ドナウ川自由航行も認めることを余儀なくされた。これによりロシアは弱体化し、逆にフランスが影響力を増大させた。またロシアはオーストリアの「裏切り」を恨むようになり、露墺対立が深刻化し、神聖同盟も事実上崩壊した。かといって戦闘に参加していないオーストリアは英仏と関係強化できたわけでもなく、国際的に孤立した。
4月26日にビスマルクは首相マントイフェルへの私信の中で、神聖同盟が崩壊した今、ロシア・イギリス・オーストリア・ドイツ中邦国とすべての勢力がフランスと結び付きを強めることを志向しており、したがってナポレオン3世は国際社会で最も枢要な地位を手に入れたこと、そういう中でフランスは対立要素が最も少ないロシアに接近する可能性が高く、それに対抗してオーストリアはドイツ連邦を固めようとするだろうが、神聖同盟の庇護を失ったドイツ連邦に中小邦国が従い続けるかは不透明であること、中小邦国は基本的にフランス庇護下で再びライン同盟になることにもそれほど抵抗感を持っておらず、利益があるならドイツ連邦など簡単に捨てるであろうこと、普墺は根本的利害対立が多すぎて、その間に長期的な同盟関係は成立し得ないことなどを指摘し、今後ますますドイツ連邦の内的弱さが露呈し、普墺対立が深まることを示唆した。
1年後の1857年5月のマントイフェルへの意見書の中でビスマルクは、フランスがイギリスと疎遠にならないため、ロシアとの同盟を保留にしている今、フランスにとって間をとる良い方法がプロイセンとの接近であり、普仏の接近が実現すれば中小邦国もライン同盟の望みを絶たれるので、オーストリアがロシアとの関係を改善できない限り、オーストリアだけに従っていても安全が保障されないと感じてプロイセンに接近してくるようになるだろうと主張し、フランスとの接近を推奨した。
また同月、ゲルラッハ（兄）にもフランスへの接近を訴える書簡を送り、彼と論争になった。正統主義の原理原則が長期的同盟の基盤と考えるゲルラッハには「正統性のない革命者」ナポレオン3世との同盟など考えられなかった。これに対してビスマルクは疑いなく正統性のあるルイ14世も反普的だったのであり、それは正統性のないナポレオン1世の反普政策と何が違うのかと問いかけ、プロイセンの国益を正統主義のみで判断すべきではないと主張した。ゲルラッハとの意見統一は見ず、二人の距離感は広がった。

このゲルラッハとの論争をもってビスマルクは理念的保守主義から「現実政治（Realpolitik）」へ転換したとする評価もある。

#### 駐ロシア大使に左遷

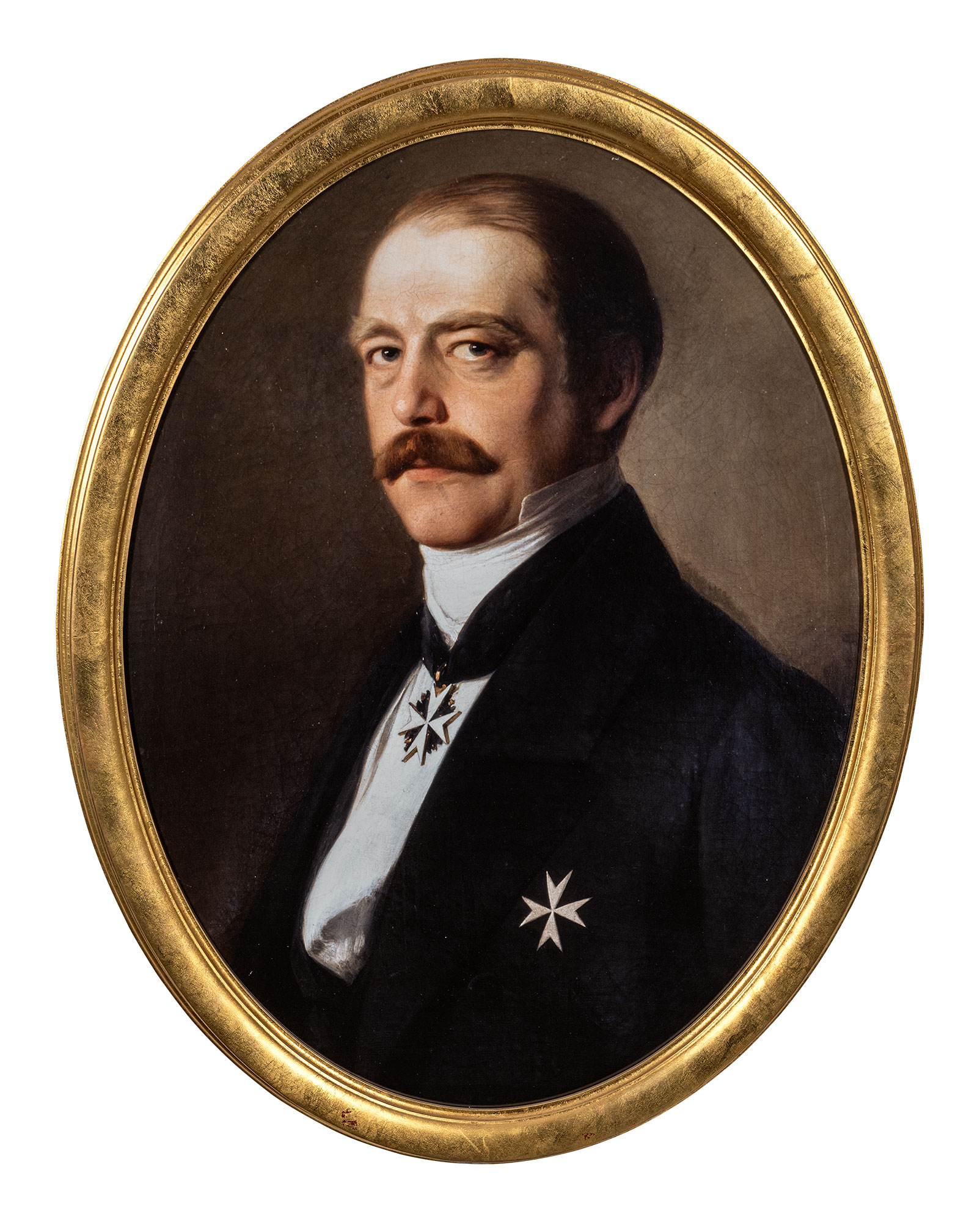
1858年のオットー・フォン・ビスマルク

1858年10月7日、精神疾患の国王フリードリヒ・ヴィルヘルム4世に代わって皇太弟ヴィルヘルムが摂政に就任した。皇太弟は憲法蜂起の際に鎮圧軍の指揮をとった人物だが、妃アウグスタの影響で自由主義に理解を示すようになり、マントイフェル首相の親露外交や官僚政治を批判していた。
皇太弟は摂政に就任するやただちにマントイフェル内閣を更迭し、ホーエンツォレルン家の分家ジグマリンゲン家のカール・アントン侯を首相、ルドルフ・フォン・アウアースヴァルトを副首相とする自由主義的保守派貴族による内閣を誕生させた。カマリラの宿敵である週報党もこの内閣に閣僚を出した（この体制は「新時代」と呼ばれた）。一方カマリラたちは追放され、ゲルラッハ（兄）も当時付いていた役職の侍従武官長を更迭された。
ビスマルクも新政権に嫌われて1859年1月29日に駐ロシア全権大使に左遷された。ビスマルクはフランクフルトを去るにあたって後任者がオーストリアに追従するのではと不安だったという。

3月にロシア帝国首都サンクト・ペテルブルクに着任した。ロシアで高まる反墺の機運の中、ビスマルクは自分の反墺的立場がロシア皇帝アレクサンドル2世やロシア外相アレクサンドル・ゴルチャコフなどから歓迎されていると感じた。とりわけ親仏反墺の立場を明確にしていたゴルチャコフとは親しくなり、二人は毎日のように会談した。この頃ゴルチャコフはビスマルクとの関係について「手と手袋のよう」と表現している。

#### イタリア統一戦争をめぐって

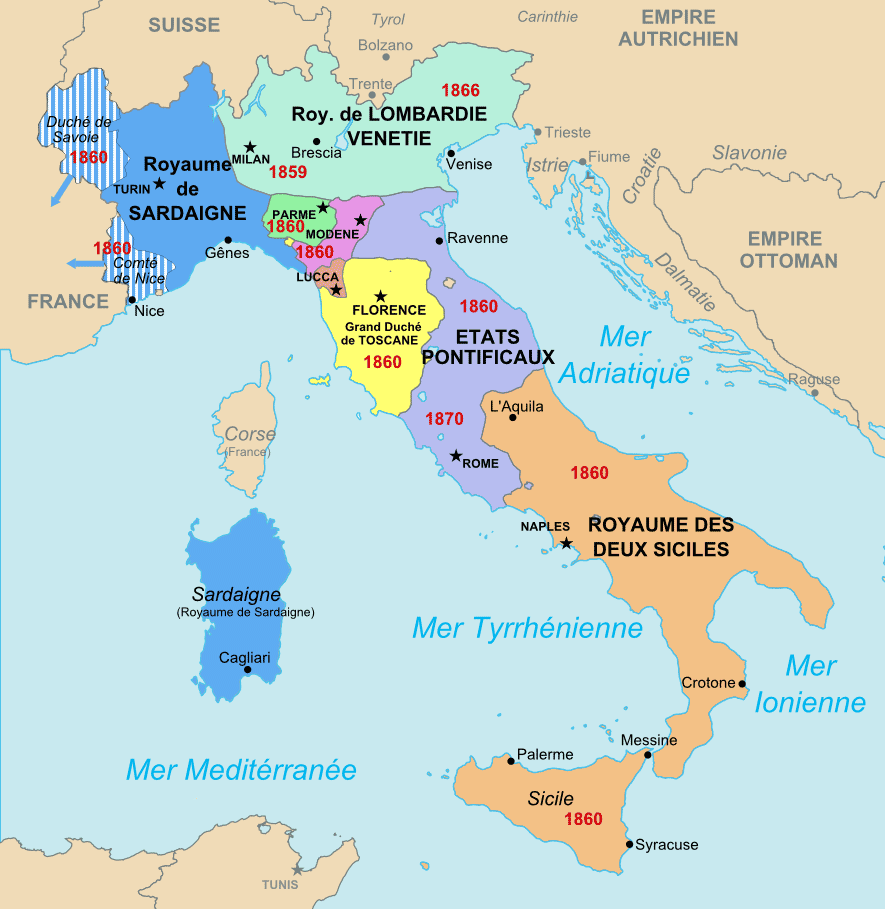
イタリア統一図。青がサルデーニャ王国、薄緑がロンバルド＝ヴェネト王国、紫が教皇領、オレンジが両シチリア王国。水色と白の縞模様がフランス獲得地域。

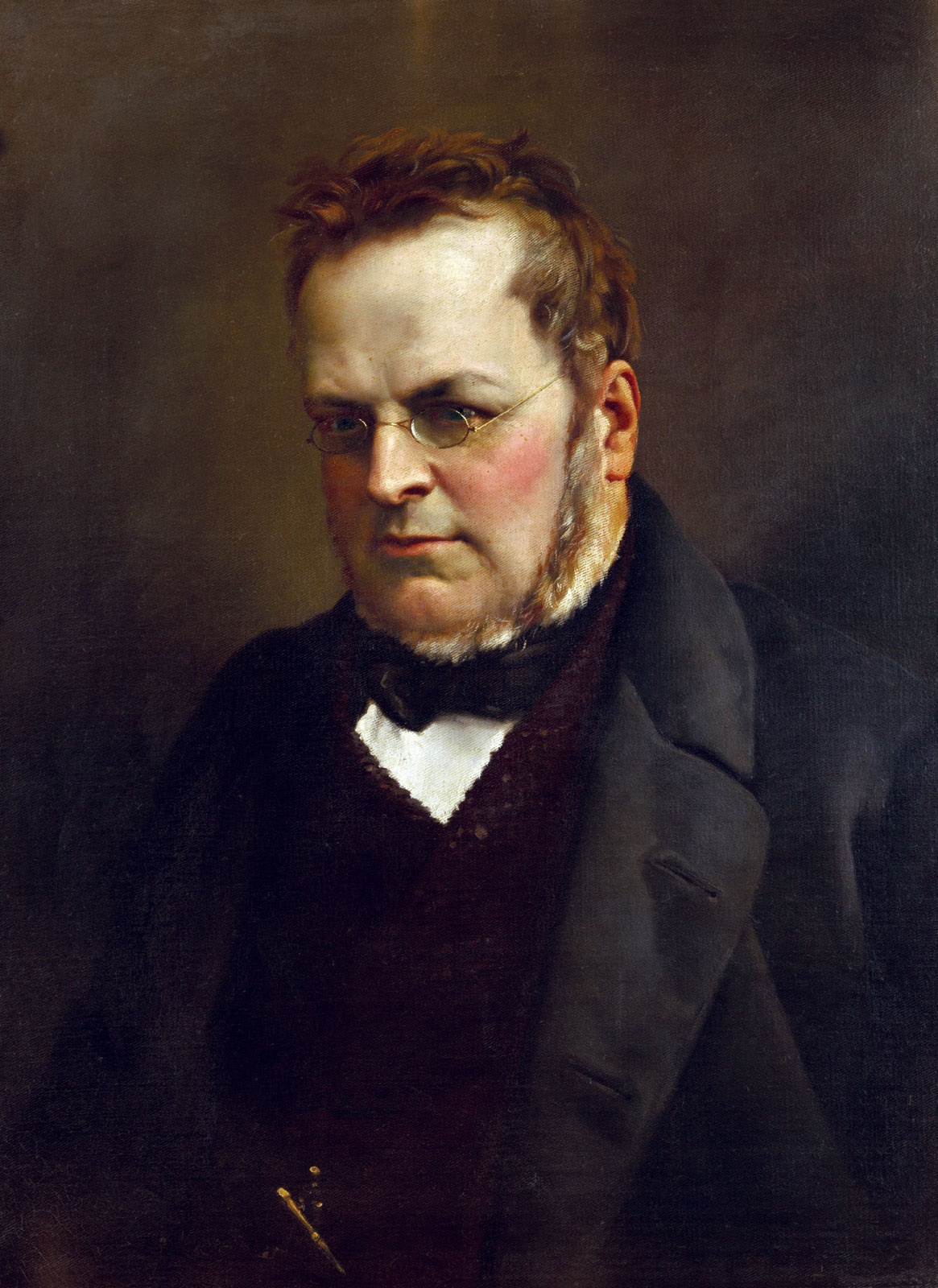
カミッロ・カヴール伯爵

ビスマルクがロシアに着任した頃、すでにイタリア問題をめぐってフランス・サルデーニャ王国とオーストリアの戦争が不可避になっていた。当時、北イタリアはオーストリア皇帝フランツ・ヨーゼフ1世（ハプスブルク家）がロンバルド＝ヴェネト王国国王として支配していたが、これに対抗してサルデーニャ王国宰相カミッロ・カヴール伯爵とフランス皇帝ナポレオン3世はプロンビエールの密約を結び、「異民族の支配からイタリア民族を解放する戦い」を起こすことで同地と教皇領エミリアをサルデーニャが併合し、フランスはニースとサヴォワの割譲を受けることを約定した。これに基づきサルデーニャは1859年4月29日にオーストリアと開戦し、フランスもサルデーニャ側で参戦した。
この戦争についてドイツ世論は、ナポレオン3世に対する予防戦争を求める声が強かった。ナポレオン3世が次なる狙いをラインラントに定めると一般に考えられていたためである。プロイセン摂政ヴィルヘルムや新時代内閣外相アレクサンダー・フォン・シュライニッツ伯爵も態度を不明瞭にしながらも対仏開戦の可能性を示唆した。ゲルラッハ派も正統主義の立場から反ナポレオン3世とハプスブルク家支持を表明した。一方ビスマルクは世論の大勢にもゲルラッハ派にも背いて、来る対墺戦争に備えてフランスから好意を得ておかねばならないとして中立を主張した。ビスマルクはゴルチャコフと連携してロシアがフランス側で参戦するかもしれないという印象をベルリンに送ることで政府に反墺的中立の立場をとらせることに尽力した。
結局、プロイセン政府はプロイセンの介入をオーストリアに高く売りつけようという政策、すなわちドイツ連邦軍指揮権を要求する政策を追求した。しかしビスマルクはドイツ連邦軍指揮権など手に入れてもオーストリアに傾きがちなドイツ連邦という鎖に自らを縛り付けてしまうだけと考えてこれに否定的だった。あくまでプロイセン単独の軍事的優位が必要と認識するビスマルクは、中立を維持しつつオーストリア国境に軍隊を派遣して小邦国を脅しつけることで連邦改革の準備を進めるべきと主張した。1859年5月12日付けのシュライニッツ外相宛ての書簡の中で「私の見る限りドイツ連邦の現状がプロイセンの欠陥であり、早急に治療できなければ我々は遅かれ早かれ鉄と火によって治療せねばならなくなるだろう」と書いた事はそれを象徴していた。
戦況はオーストリアの敗北が続き、さらにハンガリーで革命が発生したため、オーストリアは早急に講和する必要に迫られた。一方ナポレオン3世もイタリア政策が統制できなくなりつつあり、またプロイセンやドイツ連邦の介入の可能性が捨てきれなかったので早期講和を望んでいた。こうして1859年7月10日には休戦協定が締結され、オーストリアはヴェネト領有権を維持しつつ、ロンバルディアについてはフランスを介してサルデーニャに譲渡するということで戦争は終結した。

この戦争はドイツ諸邦の自由主義派・民主主義派・ナショナリストに影響を与えた。1859年にはイタリア国民協会を模したドイツ国民協会が組織された。この組織は小ドイツ主義的であり、ビスマルクもこの組織の幹部ハンス・ヴィクトル・フォン・ウンルーと接触して、オーストリアとの決戦路線は自由主義派から支援を期待できるという感触を得た。同時に自由と統一を求める声が以前より強くなっており、国民に自由を与えすぎてプロイセン王権を縮小しないためにはどうすればいいのか模索していく必要も感じた。

#### 自由主義勢力の台頭

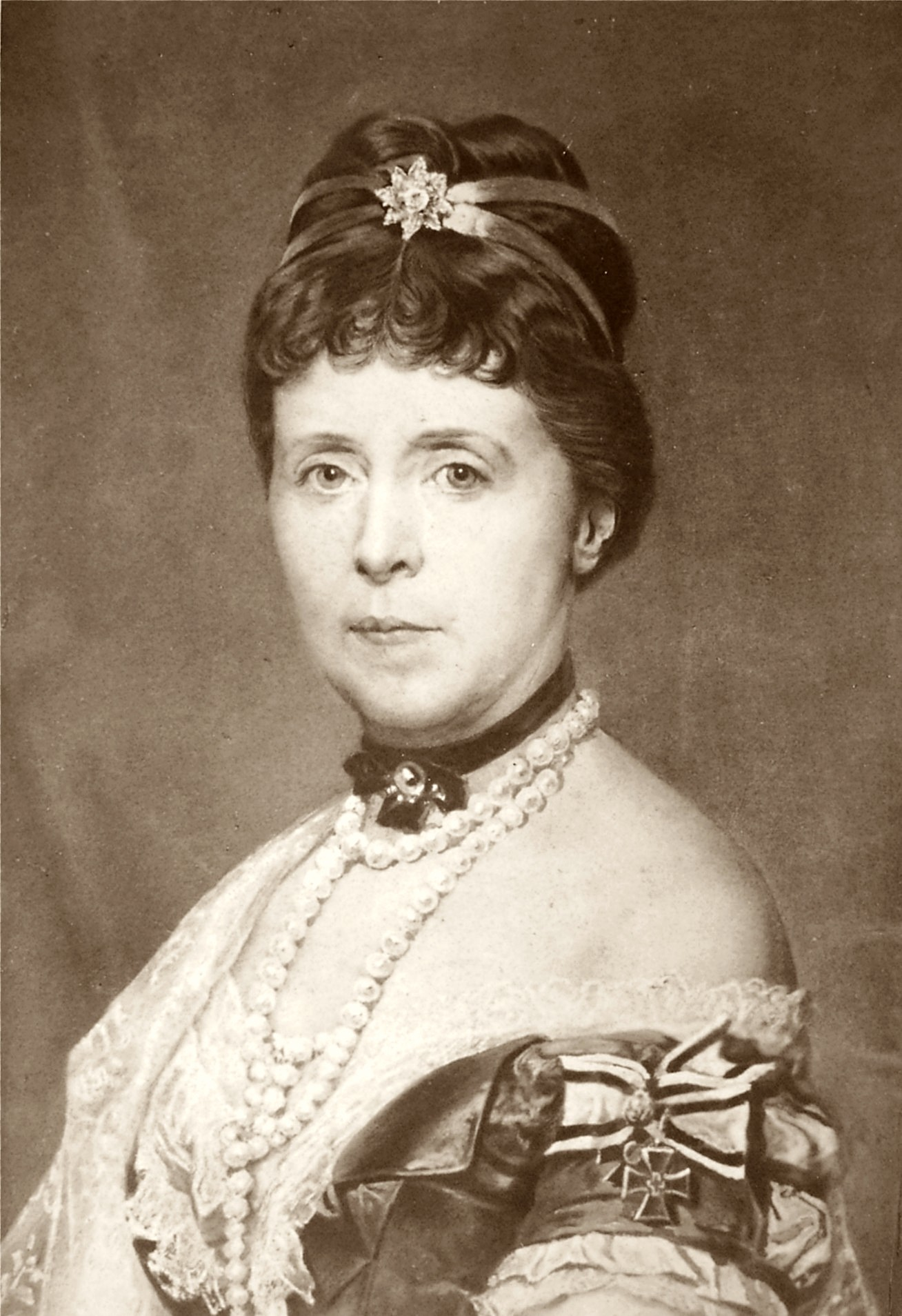
王妃アウグスタ。宮廷自由主義派の中心人物でビスマルクの首相就任に反対した。

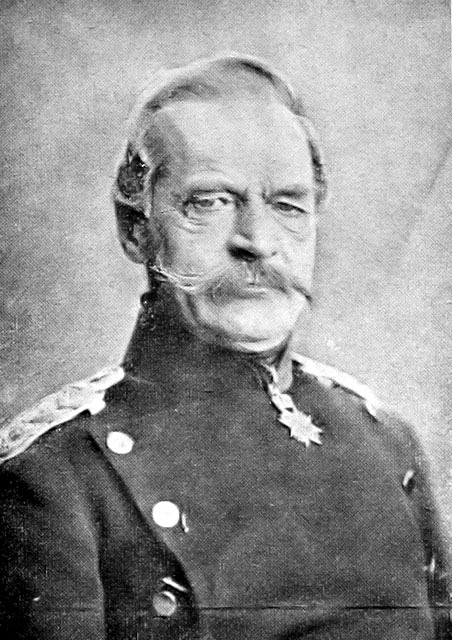
ビスマルクを首相に据えようとした陸軍大臣アルブレヒト・フォン・ローン中将

1861年1月2日に国王フリードリヒ・ヴィルヘルム4世が崩御し、その弟である摂政ヴィルヘルムがヴィルヘルム1世として新しいプロイセン王に即位した。
同年12月のプロイセン衆議院総選挙は自由主義左派政党ドイツ進歩党が109議席、旧派自由主義が95議席、カトリック派が54議席、自由主義中央左派が52議席、ポーランド人派が23議席を獲得したが、保守党はわずか15議席しか取れなかった。
衆議院の最大勢力となった進歩党は旧派自由主義や中央左派と異なり妥協的でなく、新時代内閣の掲げた公約を彼らが理解している意味で実施するよう要求した。すなわち自由主義的法治国家の樹立、立憲政治の確立、小ドイツ主義に基づくドイツ連邦改革である。保守派はこれらの要求に怒り心頭だったが、ビスマルクは小ドイツ主義連邦改革論に着目し、これを利用すれば進歩党を味方に引き入れられると考えていた。
進歩党は1862年3月に軍事費を含めた予算の公表を求める決議案を衆議院に可決させた。これは国王や軍部が推し進めようとしていた軍制改革を牽制するものだった。反発した国王は衆議院を解散するとともに新時代内閣を更迭し、反自由主義者の貴族院議長アドルフ・ツー・ホーエンローエ＝インゲルフィンゲンを新たな首相に任命した（実質的な内閣の指導者は蔵相アウグスト・フォン・デア・ハイト男爵）。しかし1862年5月の解散総選挙の結果は政府にとってさらに壊滅的だった。保守党の議席は11議席になり、閣僚も全て落選した。政府に協力的な態度をとった旧派自由主義とカトリック派も大きく議席を落とした。一方で進歩党が135議席、中央左派が96議席を獲得して躍進した。
政府と衆議院の協調は一層難しくなった。プロイセン王権の支柱は陸軍のみとなり、当時陸軍大臣になっていたローン中将が政府の中心になった。軍部の中には衆議院に対する軍事クーデタを計画する者もいたが、ローンは露骨な軍事クーデタには慎重であり、クーデタ無しの政治危機解決と小ドイツ主義とプロイセン王権維持を同時に遂行することを目指す者としてビスマルクを首相にしたいと考えていた。
しかし宮廷自由主義者の中心人物である王妃アウグスタがビスマルクを「何の原則もない男」と評して嫌っていたため、国王もビスマルクに不信感を持っていた。ビスマルクは5月10日に国王の招集を受けてベルリンに到着し、国王から長時間に及ぶ引見を受けた。この引見で国王のビスマルクを首相に登用することへの不安はだいぶ解消された。しかしさしあたって衆議院の自由主義派の出方を見る必要があり、また普仏通商条約が普墺協定に違反するとしてオーストリアと外交問題になっていた時期だったので現時点での首相交代は時期尚早として、ひとまずビスマルクは駐フランス全権大使に任命された。

#### 駐フランス大使
フランス皇帝ナポレオン3世は新任の大使が近いうちにプロイセン首相になる可能性が高いと知っていたので、6月26日と27日にビスマルクを引見した。ビスマルクはナポレオン3世との謁見について国王や外相に報告書を送ったが、それを自らの意見表明に利用した。その中で彼はナポレオン3世が民族自決の新潮を理解できないオーストリアに不信感を持っていること、またナポレオン3世はプロイセンとの連携を望んでおり、自分にそれを提案してきたことを指摘したうえで、「フランスと同盟を結ぶべきとは言わないが、フランスと敵対してオーストリアを頼らざるを得ない状況をつくってはならない。またオーストリアがいつの日か自発的に我が国のドイツにおける地位向上に力を貸してくれるなどという希望に身をゆだねてはならない」と主張した。
1862年7月初めにはロンドン万博に出席するためロンドンに赴いた。英国首相パーマストン子爵と外相ラッセル伯爵と会談した。ビスマルクは報告書の中で「イギリスはわが国の現状をよく知らず、小ドイツ主義統一への協力も得られないだろう」という印象を書いた。このような報告書を送ったのは旧週報党やドイツ国民協会、バーデン大公フリードリヒ1世（ヴィルヘルム1世の娘婿）など自由主義派がイギリスへの接近をヴィルヘルム1世に進言していたのでこれを牽制するためと思われる。ビスマルクにとってイギリスは内政外交どちらの面からみても組合せの枠外に置いておくべき存在だった。
ビスマルクが外遊報告書を提出した後、王妃アウグスタはビスマルクの首相任命に反対する文書を改めて発した。その中で彼女は「B氏は連邦議会で親プロイセン国に不信感を持たせ、反プロイセン国には『ドイツの中のプロイセン』ではなく『危険な大国プロイセン』という印象を残す見解を振りかざした人物である」と批判した。とはいえビスマルクの首相任用は王権の唯一の支柱の陸軍が希望することであり、彼女にできたことはビスマルクのベルリン召集を一度延期させたことだけだった。

### プロイセン首相

#### 首相任命

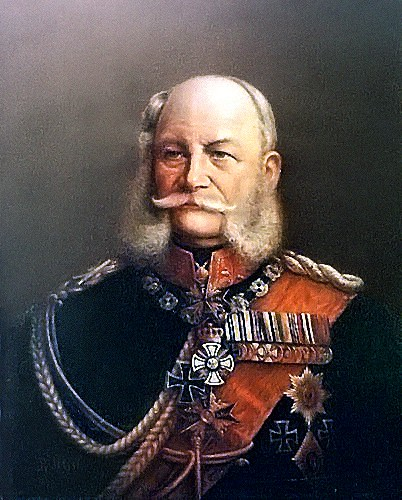
ビスマルクを首相に任命し、崩御まで深く信任し続けたプロイセン国王ヴィルヘルム1世

1862年9月11日から18日のプロイセン衆議院は軍制改革を盛り込んだ予算案を拒否する態度をとり紛糾した。一部の反政府派議員が妥協案を提出したが、国王はこれを統帥権の干犯と看做して応じず、無予算統治で軍制改革を断行する決意を固めた。この国王の非妥協的な態度に衆議院は憤慨して妥協案は否決された。
政府内でも意見が分かれて分裂し、王弟カール王子や侍従武官長グスタフ・フォン・アルフェンスレーベン中将、軍事内局局長エドヴィン・フォン・マントイフェル中将らが衆議院に対するクーデタ計画を国王に上奏し、一方蔵相フォン・デア・ハイト男爵や外相アルブレヒト・フォン・ベルンシュトルフ伯爵らは無予算統治を断行する政府には所属できないとして辞表を提出した。衆議院と妥協する意思もクーデタの意思もなかった国王は退位を決意したが、皇太子フリードリヒ（後の第8代プロイセン王、第2代ドイツ皇帝）は諌止した。皇太子は自由主義者であったが、この退位については王位の屈服を意味するとして反対した。
混迷した事態の中の9月18日にローンは、パリのビスマルクに宛てて「遅延は危険（Periculum in mora）。急がれよ（Dépêchez-vous）」という電報を送った。
9月22日にビスマルクはベルリンとポツダムの間にあるバーベルスベルク離宮において国王の引見を受けた。国王は軍制改革を断行する勇気ある大臣が現れないなら退位するという意思を表明したが、これに対してビスマルクは自分は王権を守ることに尽くす忠臣であり、現状でも入閣する用意があり、衆議院の多数派に反してでも軍制改革を断行し、辞職者が出ても怯まないことを伝えた。これを聞いた国王は「それならば貴下とともに闘う事が私の義務だ。私は退位しない。」と述べた。
しかしてビスマルクはプロイセン王国首相に任じられた。またベルンシュトルフ辞職後に外相を兼務した。最後までビスマルクの首相就任に反対した王妃に対して国王は9月23日の手紙で「軍隊再編を取り消そうとする衆議院は軍と国家に破滅を命じているに等しい。そういう鉄面皮に対抗するために同じ鉄面皮を登用することを私は躊躇わないし、躊躇ってはならないのだ」と述べている。
以降ビスマルクは26年に渡ってヴィルヘルム1世の首相であり続ける。その間、プロイセンとドイツは激動だったが、首相任免権は変わることなくヴィルヘルム1世が握り続けたのでビスマルクには常に彼の信任が必要であった。二人の共通の基盤は何よりも君主主義だった。ビスマルクは1863年12月にヴィルヘルム1世へ送った上奏文の中で「私は自らの地位を立憲大臣ではなく陛下の従僕と理解しており、陛下の御命令が私の個人的見解に合致しない場合、究極においては陛下の御命令に従う覚悟です」と書いている。

強硬保守派と目されていたビスマルクの首相就任は自由主義派に衝撃を与え、政府との妥協を志向する穏健派にも動揺が広がった。自由主義派はクーデタを警戒したが、一方で衆議院の多数派に逆らう統治は不可能という確信から政府に対する強気を崩さなかった。

#### 鉄血演説

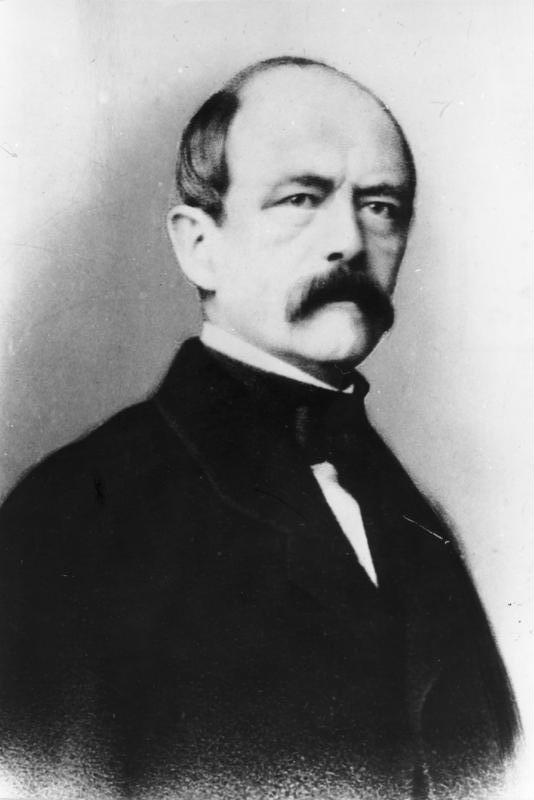
1862年時のオットー・フォン・ビスマルク

9月30日に衆議院予算委員会に立ったビスマルクは、軍制改革において重要なのは国内政治闘争の観点ではなく、急迫しているドイツ問題でプロイセンが有利に立つために早急に軍事力を増強させることだと訴えることによって、自由主義者の小ドイツ主義ナショナリズムを高めて軍制改革を支持させようとした。それが鉄血演説であった。
この演説は小ドイツ主義自由主義者が思い描く外交目標を代弁したものにもかかわらず、反発を招いた。予算委員の一人で進歩党スポークスマンであるベルリン大学病理学者ルドルフ・ルートヴィヒ・カール・ウィルヒョーは軍制改革の外交上の必要性の話については触れず、首相は外交問題を暴力的に処理することで内政問題を隠そうとしている点のみを指摘して批判した。このウィルヒョーの批判は大きな影響を及ぼし、国内外がビスマルク批判一色になった。この演説でビスマルクは「鉄血宰相」の異名を得た。

鉄血演説があった際、国王はビスマルクの政敵の王妃アウグスタとバーデン・バーデンで静養中だった。国王の信任を失ったのではと不安になったビスマルクは10月9日にユーターボークまで国王を出迎えた。ビスマルクの回顧録によれば、国王は自分が断頭台に送られる事態になるのではと不安になっていたが、「神の恩寵の王権を守るための闘いで死すことを恐れてはいけない」というビスマルクの説得が王の心をとらえ、その信任を繋ぎとめることに成功したという。

#### 自由主義者との対立
衆議院との協議は失敗に終わり、1862年10月13日に議会は停会した。ビスマルクはこの際に国王の勅語を通じて当面は無予算統治を行うこと、しかし憲法無視ではなく、無予算統治は予算が確定されるまでの暫定処置に過ぎないことを表明した。
この停会中にビスマルクは自由主義的な官吏（特に進歩党に属する官吏議員）の配置転換・退職を推し進めたが、進歩党はこの処置を「絶対主義」と批判した。この一連の粛清人事は必ずしも一枚岩ではなかった自由主義者の抵抗運動の足並みを揃えてしまうことにつながった。
1863年1月に再び議会が招集されるとビスマルクは「憲法は3つの立法権（国王、衆議院、貴族院）の同格性を規定しており、いずれの立法権も他の立法権に譲歩を強制することはできない。それゆえに憲法は三者の妥協の協調を指示しているのである。立法権者の1つが原理原則1点張りで妥協を崩した場合には争議が生じる。争議は権力問題である。国家運営は一瞬たりとも停止するわけにはいかないので、その時には権力を手中にする者は自己の意志で行動できるべきである。」という空隙説を説いて無予算統治の正当化を図ったが、この演説も進歩党や中央左派からは「外形的立憲主義」として批判された。以降1866年まで政府と自由主義者の間で憲法闘争が巻き起こった。
後述するポーランド蜂起でロシアを支援したことで自由主義者の批判は激化した。5月22日に衆議院はビスマルク更迭を国王に嘆願する上奏文を決議したが、国王はこれを自らの大臣任免権への干犯と看做して応じず、5月27日に議会を閉会させた。閉会から間もない6月1日にビスマルクは国王に「新聞並びに雑誌の禁止に関する勅令」（Verordnung betreffend das Verbot von Zeitungen und Zeitschriften）を発令させ、自由主義ジャーナリズム弾圧を開始した。これによって自由主義メディアに経営面で打撃を与え、代わりに保守的なメディアを増やす算段だったが、その目論見は奏功しなかった。むしろ憲法闘争をいたずらに激化させる結果となった。王妃アウグスタを筆頭とする宮廷自由主義者の反ビスマルク運動も激しくなり、皇太子に至ってはダンツィヒで出版勅令を公然と批判する演説を行った。

#### ラッサールとの接触

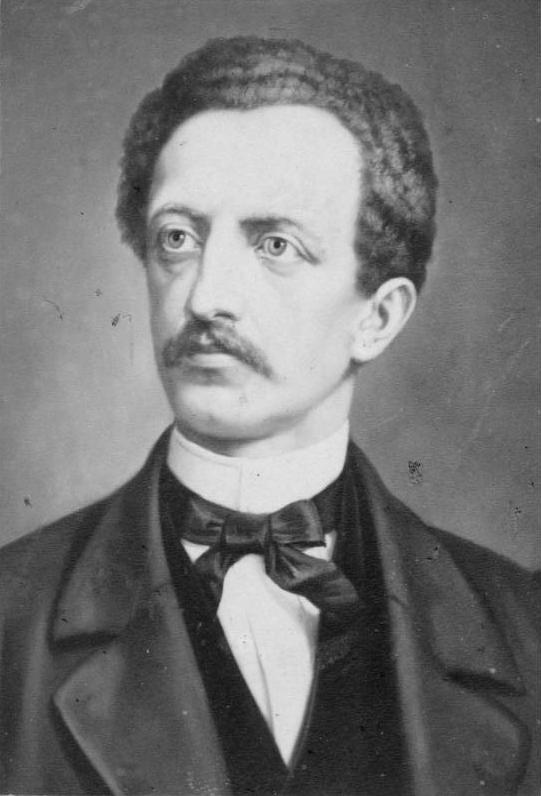
ビスマルクと会談した社会主義者フェルディナント・ラッサール

進歩党などの自由主義議員たちは三等級選挙制度で選ばれた上層市民（ブルジョワ）だった。三等級選挙制度はもともと保守派貴族を有利にすべく制定されたものだったが、1850年代のプロイセンの急速な産業化で台頭したブルジョワが一等選挙権を獲得した結果、今やブルジョワ自由主義に有利な選挙制度と化していた。プロイセンで多数を占める農業労働者は地主に強く従属していたので、むしろ普通選挙の方が保守派貴族に有利と考えられるようになっていた。
自由主義者との対立の流れの中でビスマルクは全ドイツ労働者同盟指導者で社会主義者のフェルディナント・ラッサールに接近した。彼は普通選挙論者であり、また社会政策に取り組まないブルジョワ政党の態度を夜警国家と批判していた。ビスマルクの社会問題の助言者であるヘルマン・ヴァーゲナーも社会政策について賃金労働者を親王室にする手段として前向きだったから、ビスマルクとラッサールには共通の基盤が多かった。
ラッサールの遺稿集を編纂したグスタフ・マイアーによれば二人の会談は資料で確認できるだけでも1863年5月から1864年初めにかけて5回は行われたという。その中で二人は進歩党を共通の敵とすることや社会的王政・普通選挙の欽定などについて話し合ったと見られる。これらの会談は秘密裏に行われたものだが、1864年3月にラッサールは反逆罪に問われた法廷で「恐らく1年もたたないうちにビスマルク氏はロバート・ピールの役割を果たし普通選挙を導入するだろう」と演説したため、彼はビスマルクに親近感を抱いているのではと話題になった。以降進歩党はビスマルク内閣とプロレタリアに挟撃されるという不安を抱くようになり、「社会主義者はビスマルクの公然たる雇われ人」と批判するようになった。ラッサールは1864年8月に恋愛問題に絡む決闘で落命したが、ビスマルクは同年ラッサールの同志でその遺稿管理人ローター・ブハー(ブーヒャー)を外務省に招き、以降側近として重用した。

#### 労働者保護政策
ビスマルクの政敵である進歩党議員レオノール・ライヒェンハイムが所有するヴェステギアースドルフの工場で労働者の不満の声が高まると、ビスマルクはその工場で働く織り工の代表者3名が1864年5月6日に国王の引見を受けられるよう手はずを整えた。織り工たちは国王に「生存が不可能なレベルにまで賃金が切り下げられている」と訴え、それに対して国王は可能な限りの法的救済を講じることを約した。5月9日にはビスマルク自身も織り工たちと会見し、彼らに金を渡す代わりに労働者の仲間内で進歩党やその指導者である工場主をもっと攻撃するよう仕向けたと見られる。
ライヒェンハイムは賃金値上げ要求や国王への直訴に関与した織り工ら13名を解雇した。これに対してビスマルクは解雇された13名の織り工を保護し、彼らにヴェステギアースドルフ生産組合を結成させた。労働者の生産組合はラッサールがかねてから提唱していた制度であり、労働者の自由な同盟と国家の援助によって労働者階級を企業体（生産組合）にし、生産を掌握させ、労働者が賃金のみならず、営業収益ももらえるようにする制度だった。ビスマルクにとってこれは実験であったが、生産組合を監督していた郡長と織り工たちの対立、商業的観点の無さなどにより失敗に終わった。

生産組合を諦めたビスマルクはついで労働者の団結権保護に乗り出した。1866年2月に団結権を禁じる規定の一部廃止を盛り込んだ法案を議会に提出したが、衆議院の反発に遭い、普墺戦争の勃発による議会の審議中断で流産した。最終的にこの法案はビスマルクが衆議院を掌握した普墺戦争後の1869年に成立している。

#### ポーランド蜂起をめぐって
ロシア帝国支配下ポーランドでは1863年1月からロシアの支配に抵抗するポーランド人の蜂起が発生しており、ヨーロッパ中の自由主義者はこれを民族自決運動と看做して共感を寄せていた。しかしビスマルクはプロイセンのポーランド支配地域への波及阻止や露仏の接近阻止という観点から国王副官アルフェンスレーベン将軍をペテルブルクへ派遣し、2月8日に普露両国が蜂起鎮圧の追撃にあたってお互い国境越境を許し合うというアルフェンスレーベン協定を締結させた。
オーストリアもポーランドに支配地域を持っており、過去2回（1830年と1848年）のポーランド蜂起では普露と共同して鎮圧した。しかし今回は普露と険悪な関係になっていたため、共同歩調を取らなかった。この神聖同盟の足並みの乱れは、自由主義的なフランス皇帝ナポレオン3世とイギリス首相パーマストン子爵の介入を招いた。彼らは国際会議を開催してロシアにポーランド民族主義への一定の譲歩を迫るつもりだったが、ビスマルクとロシア外相ゴルチャコフがそろって国際会議に反対し、英仏の足並みもそろわなかったので国際会議開催は阻止された。
しかしこの件でプロイセンは自由主義者から目の敵にされるようになり、これまで小ドイツ主義の立場をとってきた自由主義者からも小ドイツ主義に疑問が呈されるようになった。対するオーストリアは普露と距離を置いたことを英仏や自由主義者から高く評価されて威信を回復し、ドイツ問題で優位に立つようになった。

#### オーストリアのドイツ連邦改革阻止

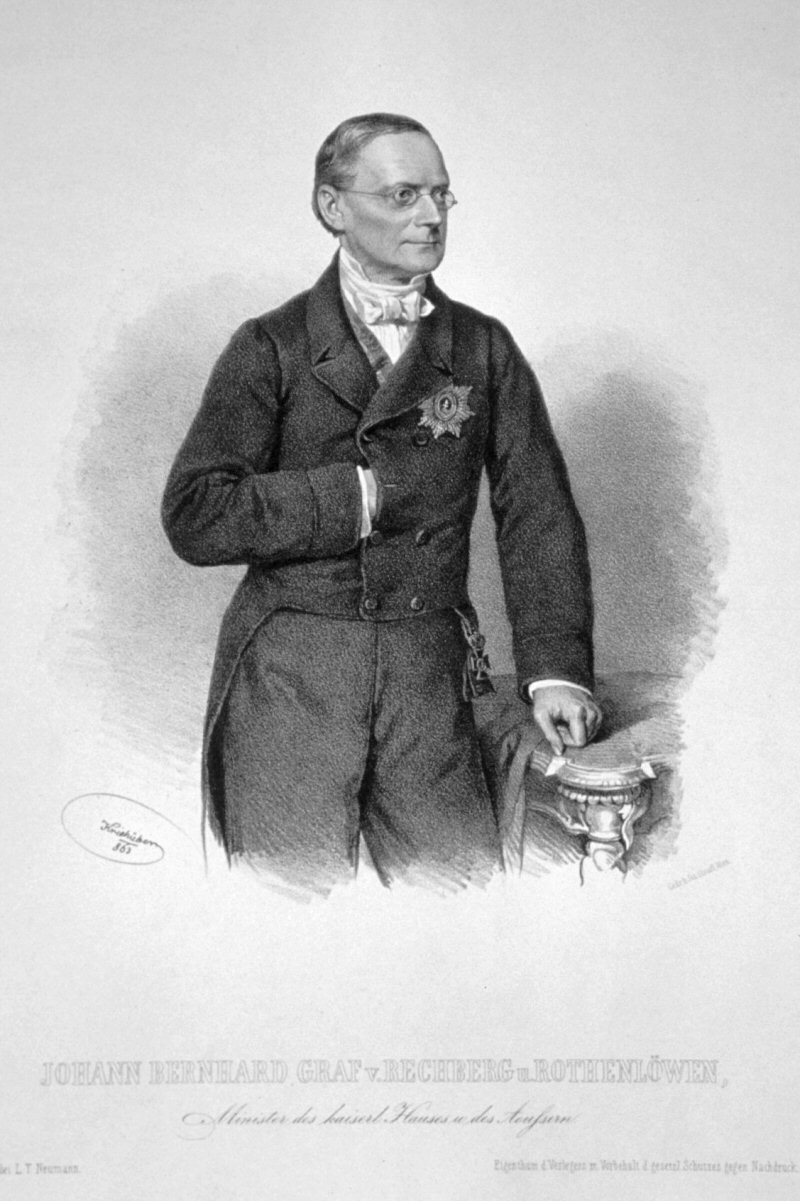
オーストリア外相ベルンハルト・フォン・レヒベルク伯爵

オーストリアの内相アントン・フォン・シュメルリンク（実質的な首相）、外相ベルンハルト・フォン・レヒベルク伯爵、外務省ドイツ問題担当官ルートヴィヒ・フォン・ビーゲレーベン男爵らはかねてから大ドイツ主義的ドイツ連邦改革を計画しており、連邦諸侯がオーストリア寄りなのを利用してフランクフルトで連邦諸侯会議を開催し、そこでプロイセン王ヴィルヘルムに賛同を迫るつもりだった。1863年7月にオーストリア皇帝フランツ・ヨーゼフもこの方針を了承した。
ヴィルヘルムがオーストリア・ガスタインで静養中の8月3日、フランツ・ヨーゼフは2週間後に開催予定のドイツ諸侯会議への出席をヴィルヘルムに要請した。ビスマルクの頭越しに君主間で行われた申し入れだった。これを知ったビスマルクは国王に圧力をかけて、まず連邦諸国大臣会議を行うよう返答させた。しかしフランツ・ヨーゼフは拒否し、予定通り8月17日からフランクフルトで諸侯会議を開催し、プロイセン王に出席を要請する決議を行った。この決議はザクセン王ヨハンが使者となってバーデン・バーデン滞在中のヴィルヘルムに届けられた。国王は一時出席の意思を強めたが、ビスマルクが辞職をちらつかせた脅迫をして翻意させ、出席を拒否する返答を出させた。
諸侯会議は9月1日にオーストリア皇帝の連邦改革案を決議したが、それに対してビスマルクはプロイセンがそれに賛成する条件として、連邦の宣戦布告の際に普墺が拒否権を持つこと、連邦の指導権について普墺を同等にすること、全ドイツ国民が直接に参加する議会を設置することを要求した。最初の2つはオーストリア主導の連邦改革が行われそうになった場合のプロイセンのお決まりの返答だが、最後のは初めての要求だった。オーストリアの下での諸侯の団結に対してドイツ国民を対置させた形だった。連邦に国民参加議会ができれば小邦は政治的に死滅するし、さらにその選挙法として普通選挙が導入されれば多民族国家オーストリアは致命的だった。ビスマルクが普通選挙論者ラッサールと接触していたのはこれも背景であった。
ドイツ国民を盾にした受諾不可能な要求を突きつけたことでオーストリアに連邦改革を断念させることに成功した。またドイツ自由主義者のビスマルク支持が高まって小ドイツ主義が盛り返した。これを国内政治闘争の改善に利用できると踏んだビスマルクは国王に閉会中の衆議院を解散させたが、ビスマルクの期待に反し、進歩党は選挙戦で国内問題のみ（特に出版勅令の廃止）を争点とした。そのため10月に行われた総選挙は、保守党が38議席まで持ち直したものの、進歩党と中央左派が合わせて247議席を確保し、自由主義陣営の圧勝に終わった。これによりビスマルクは出版勅令の廃止と無予算統治の継続を余儀なくされた。

この埋め難い国内的亀裂は、小ドイツ主義統一をもっと大胆に進めること（対外戦争）によって修復するしかなかった。

#### 対デンマーク戦争

##### 開戦までの経緯

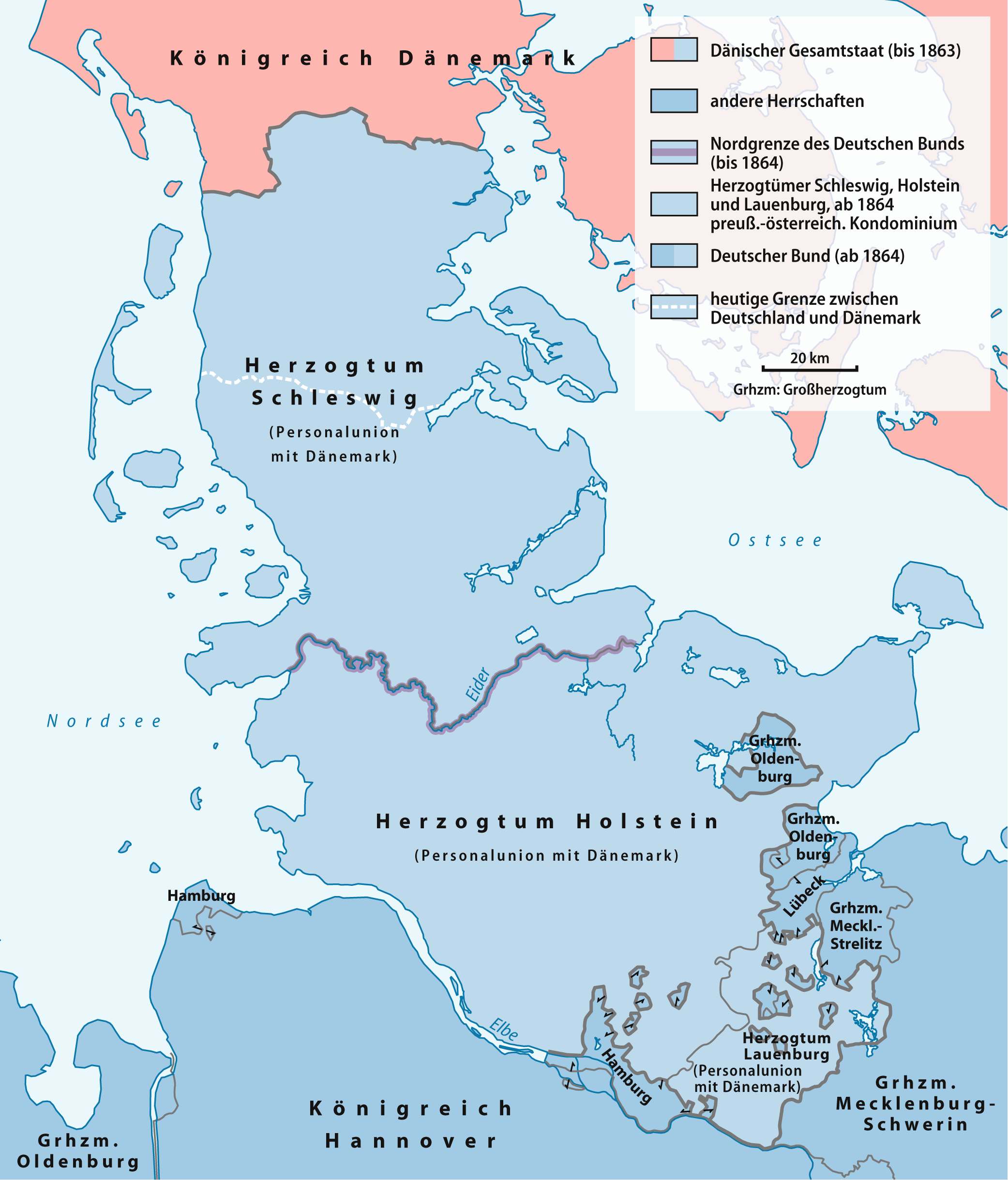
薄い水色部分がシュレースヴィヒ公国とホルシュタイン公国とラウエンブルク公国

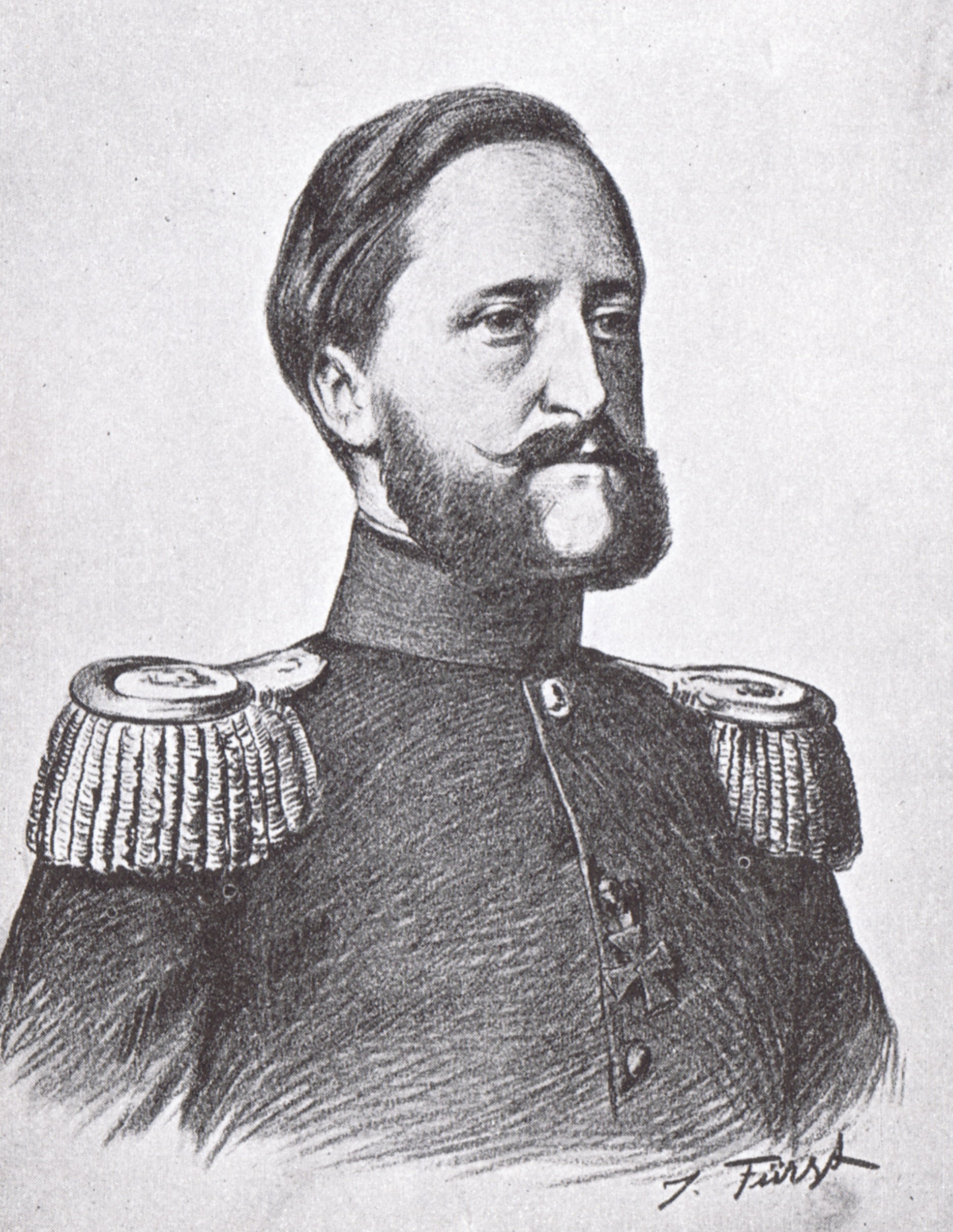
アウグステンブルク公世子フリードリヒ

北ドイツのシュレースヴィヒ公国とホルシュタイン公国とラウエンブルク公国の三公国はデンマーク王が同君連合で統治していたが、シュレースヴィヒ北部を除いて住民の大多数はドイツ系だった（ホルシュタインとラウエウンブルクはドイツ連邦加盟国）。シュレースヴィヒ北部もドイツ系とデンマーク系が混在していた。そのためドイツ系住民によるデンマーク王国からの分離独立運動が発生していた（シュレースヴィヒ＝ホルシュタイン問題）。
1848年革命の際、ドイツ・ナショナリズムの高まりでプロイセン軍と三公国のドイツ人はクリスチャン・アウグスト2世をアウグステンブルク公に擁立して1851年までデンマーク軍と戦ったが、プロイセンの伸長を警戒した列強の介入で休戦協定を結ぶことを余儀なくされた（第一次シュレースヴィヒ＝ホルシュタイン戦争）。この時に英仏露普墺丁瑞の間でロンドン議定書が締結され（ドイツ連邦は締結せず）、シュレースヴィヒとホルシュタインは不可分の物としてデンマーク王の同君連合下に置かれることや後継者のないデンマーク王フレデリク7世が崩御したらグリュックスブルク家のクリスティアンがデンマーク王に即位することが確認された。
しかし前述の1863年1月のポーランド蜂起はヨーロッパ中でナショナリズムを高揚させた。デンマークも同様で三公国についてロンドン議定書よりもデンマーク側に有利な引き直しを図ろうという運動が盛り上がった。その世論を背景にデンマーク王フレデリク7世もシュレースヴィヒ併合を強引に推進し、ドイツ連邦と対立を深めていった。両国関係が一触即発状態になった11月にフレデリク7世が崩御し、グリュックスブルク家のクリスチャン9世が新国王に即位したが、三公国のドイツ民族主義者たちは彼を統治者とは認めなかった。11月にはアウグステンブルク公世子フリードリヒが三公国の継承権を求めて蜂起し、ドイツ民族主義者や中小邦国の支持を獲得するに至った。
プロイセンでも国王や衆議院がドイツ・ナショナリズムからアウグステンブルク公の独立公国を支持していた。しかしビスマルクは反プロイセン的自由主義邦国の増加を避けたがっており、三公国を独立邦国ではなくプロイセンに併合することを企図していた。
しかしそれを公然と主張すれば、国際的に孤立するし、国王の逆鱗にも触れて解任される恐れが高いので、ひとまずその意図は隠して、ロンドン議定書を支持しそれをデンマークに守らせるという立場をとった。アウグステンブルク公を認めていないロンドン議定書はドイツ内では評判が悪いが、これを掲げることでロンドン議定書署名国の列強の中立を確保できるし、議定書署名国オーストリアの外相レヒベルク（彼はこの問題でドイツ連邦が自由主義・ナショナリズムに傾斜していることを危惧する保守派だった）と連携することができた。また約束を守るべきという主張は国王を納得させやすかった。
普墺が中小邦国を威圧した結果、12月7日のドイツ連邦議会はロンドン議定書を前提に連邦加盟国ホルシュタインに強制執行を行うことを僅差で可決し、12月24日にザクセン軍とハノーファー軍がドイツ連邦軍としてホルシュタインに進駐した（デンマーク軍は撤退したので無血占領）。しかしこの決議はロンドン議定書を前提にしているためナショナリストから批判された。その批判熱の影響で1864年1月14日の連邦議会は普墺が提出したロンドン議定書を前提とする対デンマーク開戦案を否決した。これを受けて普墺両国の連邦議会公使は「今後は自分の責任で行動する」と宣言した。
以降ビスマルクは普墺二国でロンドン議定書を理由とした対デンマーク戦争を開始し、議定書に関係のないドイツ連邦を沈黙させつつ、アウグステンブルク公独立公国を阻止して最終的に三公国併合にもっていくことを目指すようになった。オーストリアもビスマルクの誘いに乗るしかない立場にあったため、両国は1864年1月16日に協定を締結し、デンマークに対してロンドン議定書を守らせるための最後通牒を出すこと、デンマークがそれに応じないなら普墺でシュレースヴィヒに進軍すること、占領後にはデンマーク的・アウグステンブルク的・民主的な運動を禁止すること、両公国の将来は普墺の協議で決めることを約定した。

ビスマルクは開戦直前まで国王が王妃の圧力でアウグステンブルク公支持を決定するのではという不安を抱いていたらしいことが書簡から窺えるが、国王の説得は1月25日までには完了したと見え、この日国王はシュレースヴィヒでの軍事行動の予算を認めなかったことを理由に衆議院を解散している。

##### 前半戦

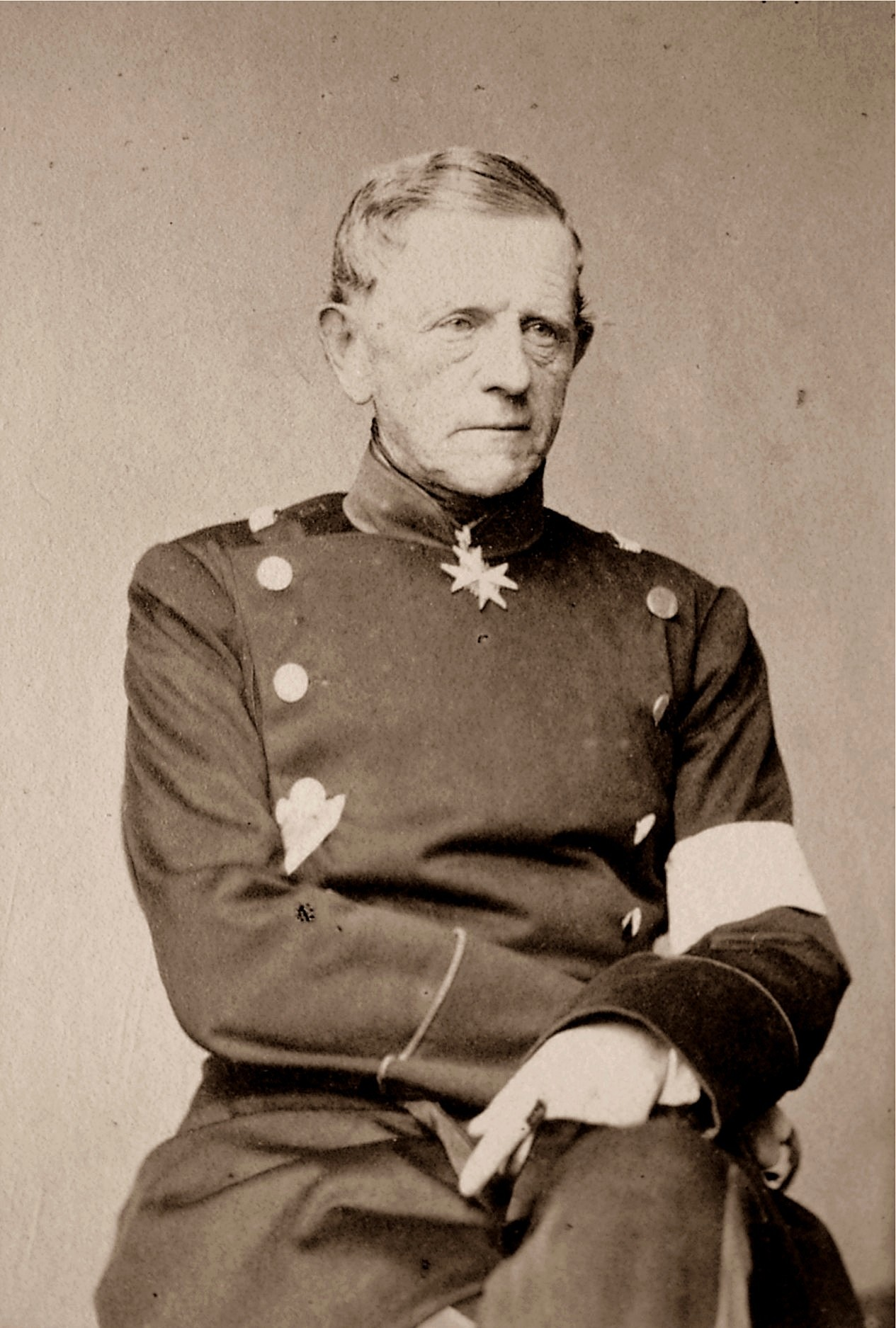
参謀総長ヘルムート・フォン・モルトケ。

普墺はデンマークに対してロンドン議定書を守るよう求める最後通牒を発したが、デンマークがこれを拒否したことで1864年2月1日よりシュレースヴィヒ侵攻を開始し、第二次シュレースヴィヒ＝ホルシュタイン戦争が開戦した。
参謀総長ヘルムート・フォン・モルトケ中将はデンマーク領ユトランドへ侵攻することを提案したが、ビスマルクは列強の介入とオーストリア離脱を恐れ、ロンドン議定書違反のユトランド侵攻には反対した。この頃の参謀本部の権威は微妙だったので、この時点ではユトランド侵攻は延期となった。
しかし2月19日にプロイセン軍司令官フリードリヒ・フォン・ヴランゲル元帥が独断でデンマーク国境を越えてユトランドの一部を占領した。オーストリアの反発を恐れたビスマルクは、レヒベルクにこれによる列強の介入の可能性はほとんどないことや万が一イギリスが介入したとしても英仏関係が悪化しているのでフランスに接近できるとの見通しを伝えた。またオーストリア皇帝の覚えめでたいマントイフェルをウィーンに派遣して皇帝の説得にあたらせた。その結果、オーストリアもユトランド侵攻を追認することになった。3月初めに普墺両国は「デンマーク側はまるでロンドン議定書を守ろうとしないので、こちら側もこれ以上ロンドン議定書を守る義務はない」という宣言のもとにユトランド侵攻を開始した。これはこれまでロンドン議定書の擁護者のように振舞っていた普墺の立場変更であり、以降オーストリアはプロイセンに引きずられるままになる。

3月中、デンマーク軍の籠城するデュッペル要塞を攻撃するか否かをめぐってプロイセン軍部に論争が起こった。モルトケは犠牲が出過ぎるとしてデュッペル要塞攻撃に反対したが、ビスマルク、ローン、マントイフェルは要塞攻撃に賛成した。ビスマルクやローンは国内の憲法闘争収拾のために分かりやすい戦果が必要だと考えていた（マントイフェルは軍事クーデタに繋げる意図だった）。結局モルトケの意見が退けられ、4月18日に同要塞への攻撃が敢行され、多くの犠牲を出しながらも同日中に同要塞を陥落させることに成功した。これは作戦指導をめぐってビスマルクの政治的判断とモルトケの軍事的判断が対立した最初の事例であった。

##### ロンドン会議

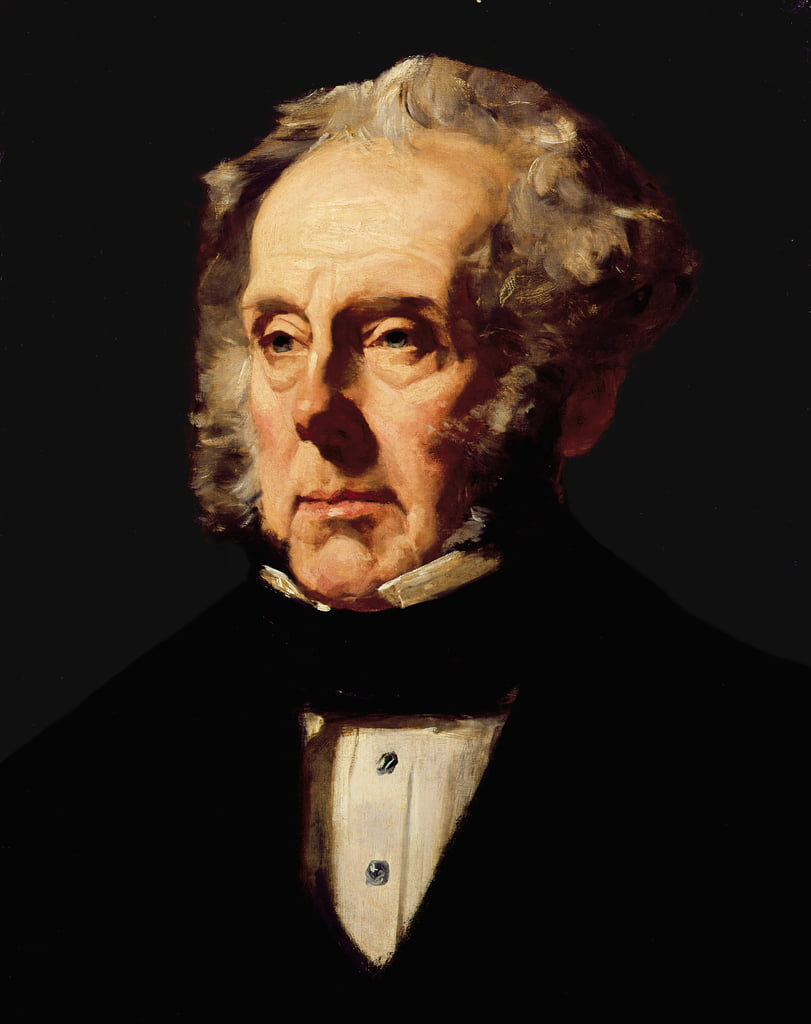
イギリス首相第3代パーマストン子爵ヘンリー・ジョン・テンプル

イギリス首相パーマストン子爵と外相ラッセル伯爵はシーレーンの関係から親デンマーク的であり、普墺の増長を抑えたがっていたが、イギリスの陸軍兵力は脆弱であり、強大な海軍も世界中に散らばっていて召集困難だったため、参戦ではなく会議外交による調停を目指した。二人は親独派のヴィクトリア女王を抑えながらロンドン会議開催への露仏の支持を取り付け、2月20日に当時国三国に調停を申し出た。この頃、戦況はデンマーク軍のデュッペル要塞籠城で膠着状態だったので、ビスマルクは立て直しの時間稼ぎにちょうどいいと見て、2月23日にもロンドン会議開催に同意の回答を出した。レヒベルクも賛同した。しばらく渋ったデンマークも3月16日には同意した。
こうして4月25日からラッセルを議長とするロンドン会議が開催されたが、パーマストンとラッセルが早々に親デンマーク的態度を露わにしたうえ、5月9日のヘルゴラント海戦にデンマーク海軍が勝利したこともあってデンマークの態度は強硬だった。プロイセン代表はすでに普墺両国は議定書に拘束されていない旨を表明しつつ、両公国をこれまで通りデンマーク王冠に同君連合で結び付けるべきと要求した。しかしナショナリズムが高揚しきっていたデンマークは併合以外は認めなかった。デンマークの頑なな態度はオーストリアには遺憾だったが、ビスマルクには願ってもないことだった。
5月末にビスマルクはオーストリア政府との協議で、両公国は独立公国にするか、プロイセンに併合するか二つに一つしかないとしたうえで（併合の可能性を公に表明したのはこれが初めて）、アウグステンブルク公を統治者にする場合は「保守的な統治を行う保証」が必要という認識を示した。これを聞いたオーストリアは併合を阻止すべくアウグステンブルク公独立公国をロンドン会議で提案した。オーストリア政府内部では意見が分かれており、プロイセンと決裂してまでその政策を徹底的に追求する覚悟は定まっていないと見たビスマルクは、オーストリアの提案に支持を与えた。
プロイセンはすでにアウグステンブルク公に対する条件を決定していた。もともと親アウグステンブルク的だった国王や皇太子も開戦後にはプロイセンの戦果を欲するようになっており、2月26日に皇太子によってまとめられた草案は、レンツブルクをドイツ連邦の要塞にすること、キールをプロイセンに海軍基地として提供すること、プロイセンの関税同盟に入ること、陸海軍に関する協定をプロイセンと結ぶことをアウグステンブルク公世子に要求していた。6月1日に公世子がベルリンに招かれたが、この際にビスマルクは皇太子の作成した草案に加えて「保守的な統治」という条件を追加した。ナショナリズムの支持を受ける公世子にそのような条件を呑めるはずがなく、会談は決裂した。これによって国王やプロイセン世論に公世子がプロイセンにとって好ましい隣人になりえないこと、したがって選択肢は併合しかないことを印象付けた。
一方ロンドン会議では議長ラッセルが、「北シュレースヴィヒをデンマークが併合し、南シュレースヴィヒとホルシュタインは独立公国にし、その君主はドイツ連邦議会が住民と相談して決定する」という妥協案で各国の合意を得ようとしたが、デンマークが強硬に反対した。ビスマルクも実際にこういう案が決議されては困るので、フランスが提案した住民投票案に賛成することで、会議を紛糾させた（多民族国家のロシアとオーストリアは住民投票を民族紛争解決手段にすることに反対した）。
ロシアはすでにロンドン会議への興味を無くしており、ナポレオン3世もプロイセン公使に対してデンマークと再戦することになった場合フランスは介入しないことを密約しており、それはイギリスにも伝わっていた。結局パーマストンもこれ以上の介入を断念し、6月25日に何の決議もないままロンドン会議を終了させた。

##### 勝利とその影響

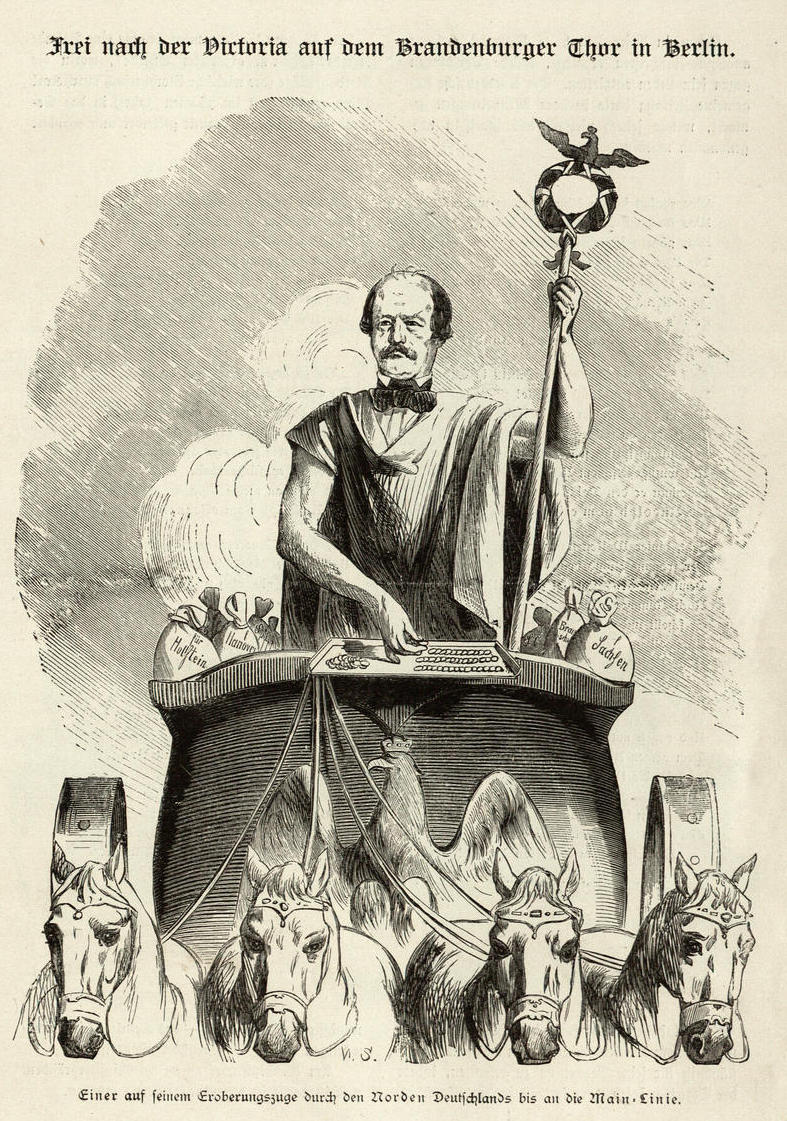
対デンマーク戦争勝利の際の『クラッデラダーチュ』誌のビスマルクの風刺画。ベルリン・ブランデンブルク門上の勝利の女神像に成り代わった姿。

ロンドン会議決裂後の1864年6月28日に普墺軍はアルス島上陸作戦を成功させた。これによって大勢は決し、7月12日にはデンマーク政府が普墺に講和交渉を申し出るに至った。
8月1日に仮講和条約、10月30日にウィーン講和条約が結ばれ、デンマーク王の三公国に関する権利はすべてプロイセン王とオーストリア皇帝に譲渡されることになった。この条約はアウグステンブルク公を無視しているが、両公国をデンマークから解放したものだったので、ドイツ・ナショナリズムの重要な勝利と看做され、普墺のドイツ内における威信は高まった。ドイツ世論全体としては依然としてアウグステンブルク公独立公国支持が根強いが（普墺がロンドン会議でアウグステンブルク公擁立を提案したこともこの期待感を高めた）、その一方でプロイセン国内においては併合論も高まりつつあった。
プロイセン国内の自由主義者も徐々にビスマルクに歩み寄りを見せ始めた。自由主義右派の新聞『ナツィオナールツァイトゥング』紙は「ビスマルクはプロイセンをピエモンテ（イタリア統一の中心となったサルデーニャ王国）たらしめた」と評価した。ビスマルクが成功させつつあるドイツ問題の解決を憲法闘争より優先すべきという意見が強まっていった。
憲法闘争を軍事クーデタで解決すべしと主張していた政府内の強硬保守派の発言力も弱まり、政府内におけるビスマルクの地位も強化された。軍事内局局長マントイフェル中将はなおも議会に対するクーデタにこだわり、また親墺の立場からビスマルクの反墺政策に反対する姿勢を示したが、彼はビスマルクとローンの策動で1865年6月にシュレースヴィヒ総督に「栄転」させられて中央から追い出された。王妃の腹心である宮内相シュライニッツは1865年10月に「人々は成功を収めた暴力行為の前に屈服してしまった」と苦々しげに語っている。
また1864年10月には関税問題でプロイセンの関税同盟がオーストリアの関税連合構想に対して最終的な勝利を収め、この成果も自由主義ブルジョワの支持を得るのに役立った。

プロイセン議会は1864年1月に閉会されてから憲法闘争を激化させまいとしたビスマルクの遅滞戦術によって丸々1年召集されていなかったが、今度こそ自由主義派も政府と協調するだろうと考えたビスマルクは1865年1月にふたたび議会を招集した。しかし期待に反してこの段階でも衆議院は憲法闘争における政府の屈服を求め、再び軍事予算の減額を要求して国王の統帥権を干犯しようとした。ビスマルクが議会に提出した予算案や兵役法案は成立することなく6月に議会は閉会し、無予算統治が継続された。

#### 深まるオーストリアとの対立

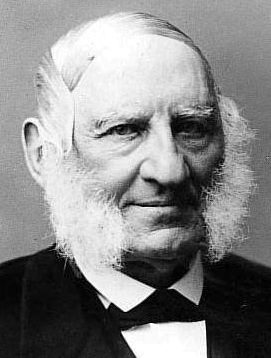
オーストリア内相アントン・フォン・シュメルリンク。

オーストリア外相レヒベルクはプロイセンとの関税交渉に失敗したことが原因で1864年10月末に失脚した。親プロイセン派の外相が解任されたことは大ドイツ主義者の期待感を高め、それを背景にオーストリア内相シュメルリンクや外務省幹部ビーゲレーベンらが中小邦国や西欧との連携強化を志向するようになった。これ以降ビスマルクもオーストリアとの反革命連帯という選択肢を最終的に断念し、プロイセンの地位を守るためにナショナリズム変革の先頭に立つ道を選ぶことになった。
シュレースヴィヒとホルシュタインはプロイセンにとっては近しい位置にあり、海権拡張の拠点となる要衝だが、オーストリアにとっては遠隔地に過ぎなかった。そのため、オーストリアでは同地の統治権をプロイセンに渡す代わりに代償地をもらうべきという意見が強く、オーストリア政府もその交渉にあたっていたが、その代償地をめぐってオーストリア内で意見が統一できず、ビスマルクも対オーストリア開戦の口実を失いたくなかったので解決させる意思がなく、実現に至らなかった。レヒベルク失脚後、オーストリアはこの無益な係争地を早期に手放しつつ、ドイツ内における威信を低下させぬ方法として中小邦国に人気のあるアウグステンブルク公独立公国構想への傾斜を強めていく。
プロイセン国内でも皇太子ら自由主義者を中心にアウグステンブルク公支持が根強かった。ビスマルクとしてもこうした声をないがしろにはできず、1865年2月に「2月宣言」（Februarbedingungen）を出した。これは形式的にアウグステンブルク公の独立公国を認めつつ、実質的にはプロイセンに併合されるも同然の軍事的支配下に置く内容だった。アウグステンブルク公とオーストリアはこの宣言に強く反発したため、プロイセン国内ではアウグステンブルク公やオーストリアへの批判が高まっていった。
国王もオーストリアへの不快感を強め、5月29日の御前会議で親墺派のマントイフェルの上奏を退ける形で「両公国の併合は国民が求めている」と宣言した。その席上でビスマルクは「普墺戦争勃発の場合、露仏は好意的中立の立場を取るだろう」との見通しを発表した。
しかし実際にはフランスとロシアの立場は不透明だった。また依然として自由主義者のアウグステンブルク公支持は根強く、両公国の併合という目的がプロイセン内外に広く認められたものとは言い難かった。単純な領土拡張戦争と認識された場合、「兄弟戦争を起こす者」と不評を買う恐れもあった。ビスマルクの1865年から丸1年にわたる開戦のためらいはこのような状況のためであろうとロタール・ガルは主張している。

#### ガスタイン協定とビアリッツの密約

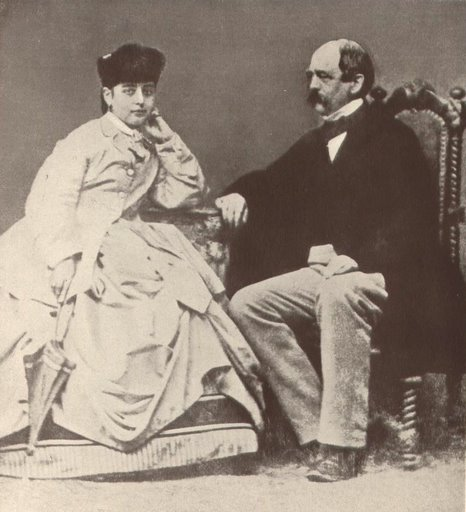
1865年、オーストリアのオペラ歌手パウリーナ・ルカとともに（オーストリア・ガスタイン）

1865年7月、オーストリアでシュメルリンクの自由主義政権がハンガリー問題に躓いて退陣し、代わってハンガリー大貴族モーリッツ・エステルハーツィ伯爵を中心とする保守政権が誕生した（首相はエステルハーツィ腹心のリヒャルト・ベルクレディ伯爵）。エステルハーツィは封建主義的・教権主義的な保守派であり、シュメルリンクが推し進めていたドイツ人中心の中央集権化政策や大ドイツ主義政策に反対し、プロイセンとの保守的連帯を熱望していた。
これを利用してビスマルクは8月14日にオーストリア側代表グスタフ・フォン・ブローメ伯爵との間にガスタイン協定を締結した。これによりシュレースヴィヒをプロイセン、ホルシュタインをオーストリアが管理し、ラウエンブルクに関するオーストリアの権利はプロイセンに売却されることが決まった。アウグステンブルク公の独立公国を認めていないこの協定は中小邦国や自由主義者の目の敵にされたが、その批判はプロイセンより、最近まで独立公国を支持しながら手の裏を返す形となったオーストリアに集中した。「裏切り者」扱いされるようになったオーストリアの威信は大きく損なわれた。
ガスタイン協定を結んでもビスマルクのオーストリア打倒の決意は変わらず、フランスの好意的中立の確保を急いだ。フランスでは皇帝ナポレオン3世が比較的親普的であったが、皇后ウジェニーと外相エドゥアール・ドルアン・ド・リュイスは親墺的だった。ただナポレオン3世もガスタイン協定のことは不快に思っていた。この協定はプロイセンが独立公国を認めずに民族主義を蹂躙していることの象徴であり、また普墺の対立から漁夫の利を得られなくなったと考えたためである。普墺が親密な関係になることでその矛先がフランスに向いてくることも恐れていた。
ビスマルクはナポレオン3世の警戒感を解こうと8月末に駐ベルリン・フランス公使代理エドゥアール・ルフェーヴル・ド・ベエーンと会見し、ガスタイン協定は暫定的なものに過ぎないことを強調した。その証拠に協定は意識的に曖昧な表現をしており、近いうちに必ずや普墺対立が再燃することを確約した。さらにプロイセンがドイツの覇権を握た際には「フランスが人種や言語を同じくする地域に領土拡張を図ることに反対しない」とも述べた。
さらに10月には南フランスの保養地ビアリッツを訪問し、同地に滞在中のナポレオン3世の引見を受けた。この会談の詳細はよく分かっていないが、ビスマルクの国王への報告書によれば、ガスタイン協定が一時的なものに過ぎないこと、プロイセンが両公国を併合することはプロイセンが終始フランスとの友好関係を必要とするようになる点を強調してナポレオン3世のプロイセンへの不信感を取り除くことに努めたという。またナポレオン3世はヴェネト州領有権問題についてオーストリアに何らかの保証を与えたか質問してきたので、そういう保証はないことを明言したという。
またビスマルク当人は報告書の中で否定しているが、この会談でナポレオン3世とビスマルクの間に「ビアリッツの密約」が結ばれたとする説がある（成文は存在しないので、密約があったとしても口約と考えられる）。密約の内容としてよく主張されるのが、フランスが中立の立場をとる見返りとしてライン川左岸をフランスに割譲することが約定されたというものである。フランス国内のライン川左岸への領土欲は1863年頃から本格的に高まっており、ナポレオン3世がプロイセンから最も引き出したい物もそれと考えられるからである。

密約の実否は定かではないが、ナポレオン3世もビスマルクもマキャベリスト的鉄面皮で知られていたので、何か重大な密約が結ばれたのだろうと同時代人たちからも噂されていた。

#### オーストリアとの決裂

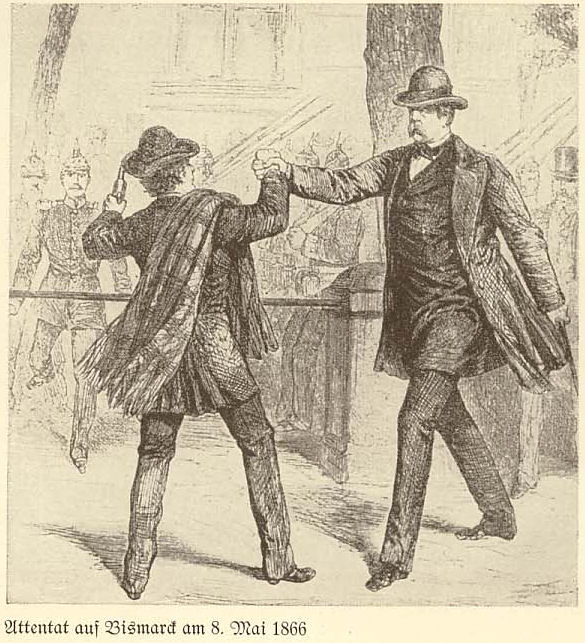
1866年5月7日のビスマルク暗殺未遂事件を描いた絵。ビスマルクは自ら暗殺未遂犯の武器を奪った。

オーストリアではドイツ人・非ドイツ人問わず反プロイセン論調が支配的になっていた。オーストリア政府もガスタイン協定を結んだにもかかわらず、その後徐々にプロイセンとの連携路線から離れ、中小邦国の支持を取り戻すことを目指すようになった。それが表面化したのが、1866年1月23日にオーストリア当局の許可の下、アルトナでアウグステンブルク公派の集会が開催されたことだった。ビスマルクはこれを「ガスタイン協定を撤回させようとする運動へのオーストリア当局の加担」と批判し、もしオーストリアがそれを止めないなら「あらゆる政策」を辞さない旨を伝達した。しかしいまやオーストリアも徹底抗戦の構えであり、2月21日に皇帝出席の下に開催されたオーストリア閣議はプロイセンに一切の譲歩を行わないことを決定した。
プロイセン側も2月28日に御前会議を開催したが、皇太子を除く全員が対墺開戦不可避の認識を示した。またイタリアやフランスと協定を結ぶことを目指すことが確認された。ビスマルクはこの席上で改めてドイツ・ナショナリズムのためにオーストリアを打倒する意思を示した。
イタリアではイタリア統一戦争の結果、1861年にサルデーニャが母体となってイタリア統一国家イタリア王国が誕生していたが、いまだローマ周辺の教皇領とオーストリア領ヴェネトがイタリア統一の課題として残されていた。ヴェネト領有権を餌にイタリアを味方に引き入れ、1866年4月8日にはナポレオン3世の了解のもとに普伊秘密協定を結んでイタリア参戦の約束を取りつけた。またドイツ中の自由主義・民主主義・ナショナリズムの支持を得るべく、普伊協定締結の翌日の1866年4月9日にドイツ連邦議会に対して普通・直接・平等選挙によるドイツ国民議会を創設することを提案した。オーストリアが反対するのは分かりきっていたので、それによって「民族に背を向けるオーストリア」「民族のために戦うプロイセン」を自由主義者に印象付けようとした。
4月25日にオーストリア政府はプロイセン政府に対してガスタイン協定を破棄し両公国のことはドイツ連邦議会に委ねるべきと提案した。もちろん連邦議会にかければアウグステンブルク公独立公国が可決されるし、プロイセンがそれを認めない事は明らかなので、これは事実上の宣戦布告だった。
緊迫する情勢の中の5月7日にビスマルクは革命家カール・ブリントの養子でテューリンゲン大学学生フェルディナント・コーエン＝ブリントに狙撃される暗殺未遂を受けた。ビスマルクはこの暗殺未遂事件をもロシアの取り込みに利用し、自分は革命勢力から命を狙われるほどの熱心な君主主義者であることがロシア皇帝の耳に入るようにするよう駐ロシア大使ハインリヒ・フォン・レーデルン伯爵に命じている（ビスマルクが普通選挙によるドイツ国民議会を提案したという話を聞いたロシア皇帝は、彼を革命主義者ではと疑うようになっていた）。他方でロシア皇帝に知られたら今度こそ革命主義者と疑われるであろう交渉、すなわち亡命中の反墺ハンガリー革命家との交渉にもあたった。
一方ナポレオン3世は開戦直前の6月12日にオーストリアとの間に墺仏秘密協定を締結した。これはフランスが中立を守る代償としてオーストリア勝利後にはオーストリア領ヴェネトの領有権をフランスを介してイタリアに渡すことを約定したものだった（フランスから条件を付けてイタリアに渡すことでフランスがイタリア統一をコントロールできる）。またこの際にオーストリアは口頭でだが、バイエルンやヴュルテンベルクなどライン諸邦国がかつてのライン同盟に類似した新ドイツ連邦を作り、フランスと近しい関係になることに反対しないことを約した。
ナポレオン3世はプロイセンが不利と見ていたのでプロイセンからは事前の秘密協定を取らず、プロイセンが危機に陥ったのを待ってそれ以上の要求を行うつもりだったと見られる。ナポレオン3世の企みを阻止するためにはフランスが介入する余地のない素早い軍事的成功が必要であった。

#### 普墺戦争

##### 開戦
1866年6月1日にオーストリアがガスタイン条約に違反してシュレースヴィヒ・ホルシュタイン問題を連邦議会に委ねたことで普墺両国は最終的に決裂した。ビスマルクはこれを「挑発行動」と批判し、6月9日にもシュレースヴィヒ総督マントイフェル率いるプロイセン軍をホルシュタインへ進駐させた（戦闘は無し）。オーストリアは6月11日に「ドイツ内部の安全と連邦加盟国の権利を守るため」の連邦軍動員案を提出し、6月14日にはその修正案が大多数の中小邦国の支持を得て決議された。結局のところ、ドイツ連邦における影響力は最後までオーストリアの方が上だったことになる。ビスマルクはプロイセンの軍事的威圧を直接に受ける隣国ザクセンやハノーファーさえ寝返らせることはできなかった。プロイセン側に付いたのは北ドイツ・中部ドイツの小邦国だけだった。
連邦軍動員決議を受けて連邦議会プロイセン公使カール・フリードリヒ・フォン・サヴィニーはビスマルクからの事前の指示通り、本動議は連邦規約に違反した宣戦布告に等しいこと、したがって連邦規約は消滅して拘束力もなくなったと理解していること、プロイセンは自らの連邦改革案に賛成してくれたドイツ諸国とともに新たな連邦を形成することを宣言し、ドイツ連邦から脱退した。これをもって事実上の開戦となった。

##### 迅速な勝利

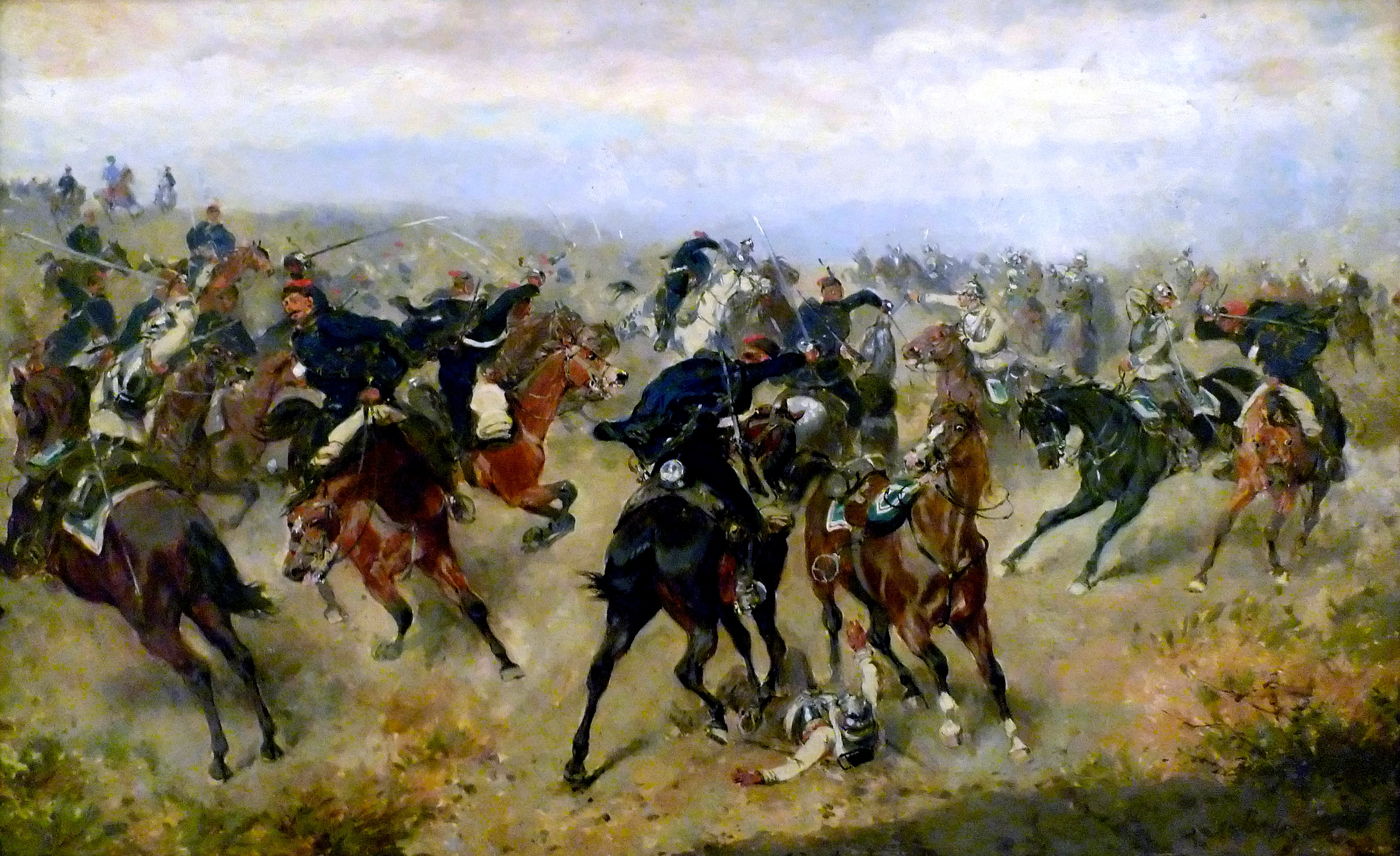
ケーニヒグレーツの戦いを描いた絵画。

ビスマルクが対墺戦争を目指す外交をしている間、参謀総長モルトケはその軍事的準備を行っていた。分散進撃・集中攻撃というモルトケの戦略を実施しやすいように鉄道と電信に力を入れた。これは軍制改革で動員能力が上がっていたことと合わせてプロイセンの軍事的効率性を大いに高めていた。
開戦直前の1866年6月2日に軍司令官への命令権が認められていたモルトケは、指揮権もないのに軍の命令系統に介入してくるビスマルクを抑えながら全軍の指揮を執った。プロイセン軍は6月15日より北ドイツ三国のザクセン王国、ハノーファー王国、ヘッセン選帝侯国に侵攻し、6月27日のランゲンザルツァの戦いでハノーファー軍を破った。さらに7月にはバイエルン軍も撃破して、連邦議会のあるフランクフルト・アム・マインを占領した。
ビスマルクは7月1日に国王とともに対オーストリア戦線の大本営に入った。こちらの戦線もプロイセン軍が有利に戦況を進め、7月3日のケーニヒグレーツの戦いでオーストリア・ザクセン連合軍に決定的勝利を収めた。皇太子フリードリヒ率いる援軍が間に合ったことが大きく影響したため、ビスマルクは国王の侍従武官から「閣下、閣下は今や偉大な人物になられました。もし皇太子殿下の軍の到着が遅すぎたら、閣下は最大の悪人になるところでした」という戦勝報告を受けた。皇太子はこの戦争に反対していたが、一たび開戦した後は軍司令官の役割をしっかり果たした。ビスマルクも戦勝後に真っ先に皇太子と会見して彼を称えた。二人は生涯を通じて仲が悪かったが、この戦争中には稀に見る友好的な雰囲気だった。
オーストリア軍は包囲を脱して撤退に成功したものの、すでに趨勢は決しており、プロイセンと講和に入るしかなかった。一方プロイセン軍の方はウィーン進軍の機運が高まっていたものの、占領地域の拡大により補給不足に陥っていた。プロイセン軍による現地調達が容赦なく行われ、ボヘミア、モラヴィア、シュレージエンなどではそれに反発する地元民の蜂起が発生していた。これらが拡大すればこの戦争がオーストリアの反プロイセン国民戦争と化す恐れがあった。ビスマルクにとっての主目標（ドイツ連邦解体、オーストリアの覇権除去、プロイセンの北ドイツにおける行動の自由）はすでに達せられており、ビスマルクは早急の講和を希望していた。

##### 講和をめぐって

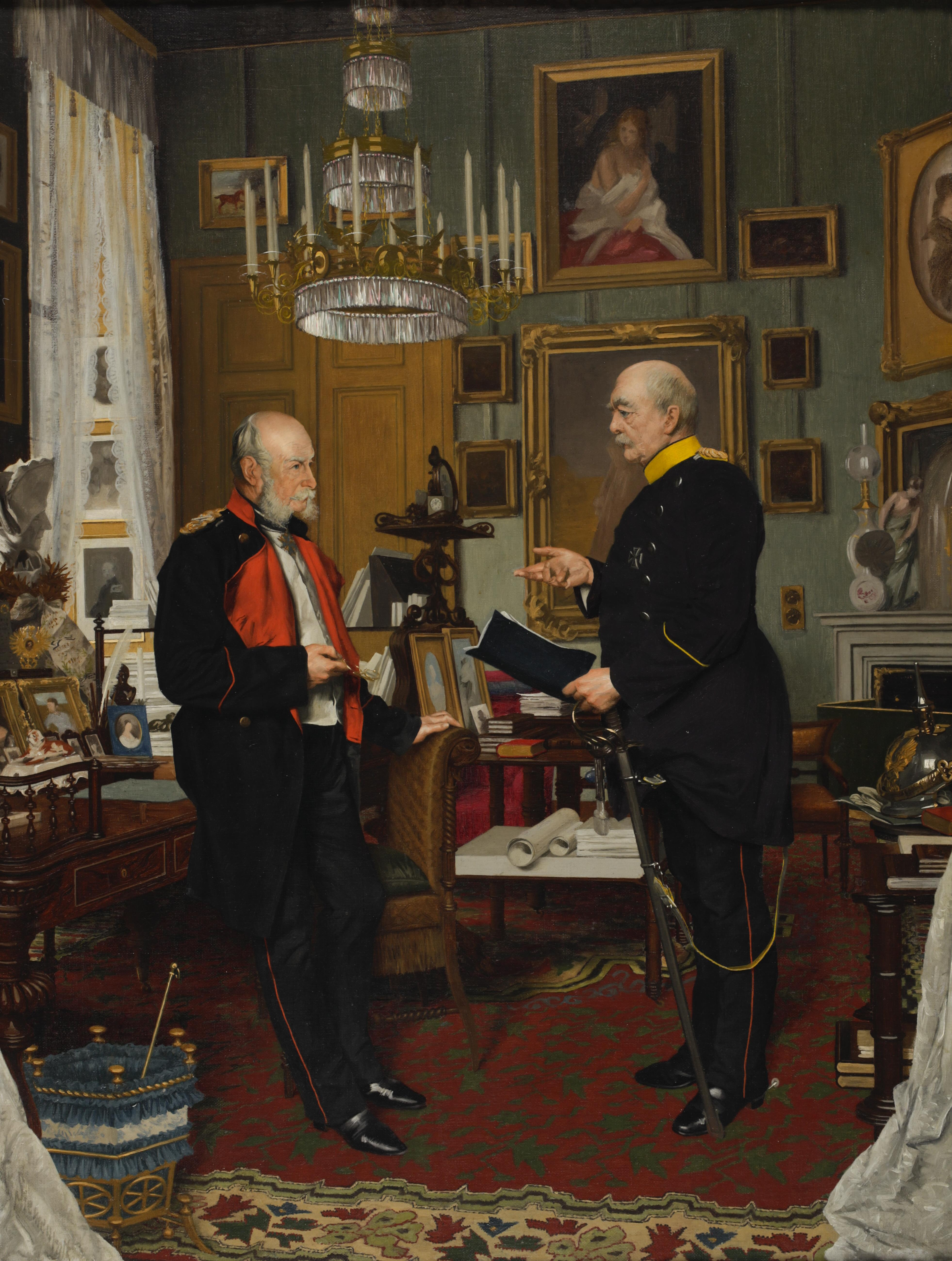
ヴィルヘルム1世とビスマルク

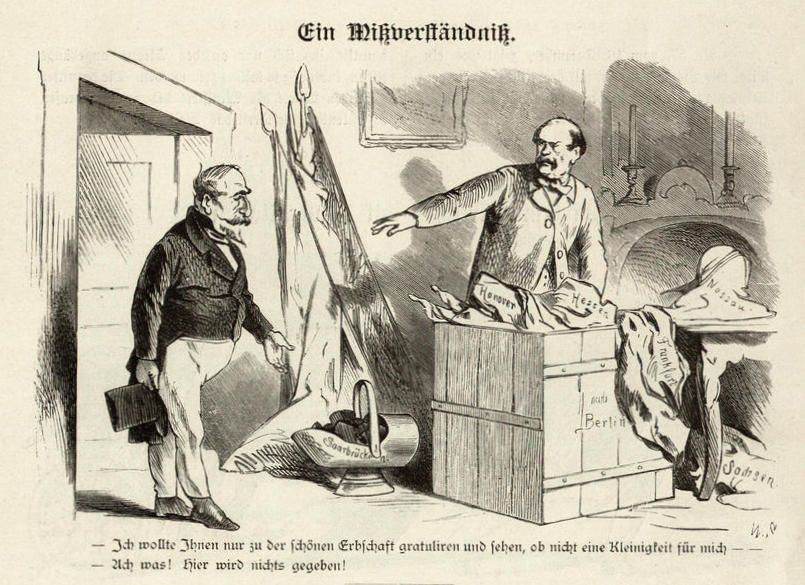
「相続」を祝いつつ中立の代償を要求しに来たナポレオン3世に対し、にべもなく追い返すビスマルクを描いた、『思い違い』と題する風刺画（1866年の『クラッデラダーチュ』誌）

7月5日にフランス皇帝ナポレオン3世が調停者になると申し出てきた。フランスでは政府も世論も普墺戦争への参戦意欲はほとんどなく、戦争準備もできていなかったが、フランスを公然と敵に回すことはこの段階では危険だったので、ビスマルクもナポレオン3世の介入を了承せざるをえなかった。
ビスマルクは、ドイツ統一を恐れるナポレオン3世の感情に配慮して、駐フランス大使ロベルト・フォン・デア・ゴルツ伯爵を通じて北ドイツにおける覇権のみ要求し、南ドイツ諸国は独立させたまま、場合によっては南ドイツ連邦を作ってもらっても構わない旨をナポレオン3世に伝えて彼を安堵させた。シュレースヴィヒ北部についても住民投票の上で帰属先を決めようと考えている旨を伝えた。またビスマルクが承諾してのことかどうか不明だが、ゴルツは1814年国境（ナポレオン1世最初の失脚時に確定された国境）をフランスが回復することを支持する用意がある旨も伝えている。これはナポレオン3世の領土拡張への期待感を高めた。普仏の交渉は順調に進み、7月14日までに普仏共同作成の普墺休戦案がオーストリアに通知された。オーストリアは自国の独立と最も忠実な友邦ザクセンの領土保全を条件としてこれを受諾し、7月22日から普墺両国は休戦、ニコルスブルクで講和交渉がはじまった。
ビスマルクはオーストリアを将来に渡るまで敵に回さないため、寛大な講和条約案を提示すべきと考えていたが、これは国王から反対があった。国王はザクセンがこの戦争の主犯と考えており、オーストリアとザクセンの二国に罰を与えるべきであって、それは領土割譲と多額の賠償金だと考えていた。しかしビスマルクは、墺仏の要望に従ってこの二国の領土には手出しすべきではなく、ザクセン以外の北ドイツ敵国を併合（王位廃絶）すべきと主張した。しかし国王は正統主義の立場から君主家の廃絶を嫌がり、また真の敵国が免罪され、従っただけの国が罰せられることに納得しなかった。ビスマルクはプロイセンは裁判官ではなく政治を行っていること、オーストリアが納得できる条件でなければ第三国の介入なしには戦争を終結させられなくなることを訴えて説得を続けた。この論争は結局、皇太子がビスマルクを支持する介入をしたことで7月25日になって国王が折れる形で終結した。
こうして7月26日にニコルスブルク仮条約が締結され、さらに8月23日にはプラハ本条約が締結された。これによりドイツ連邦は解体され、今後オーストリアはドイツ統一に不干渉の立場を取ること、北ドイツ敵国はザクセンを除きプロイセンに併合されること、オーストリアは2000万ターレルの賠償金を支払うことが取り決められた。全体的には敗戦国に寛大な講和条約だった。またフランスに対する配慮から、今後南ドイツ諸国は単独でやっていく場合も南ドイツ連邦を結成する場合も国際的に独立した存在とし、創設が予定されているプロイセン中心の北ドイツ連邦はその独立性を侵してはならない旨の規定や北部シュレースヴィヒの帰属は住民投票を持って決する旨の規定も盛り込まれた。
ビスマルクにとってはこれらの譲歩は大した問題ではなかった。シュレースヴィヒの住民投票はプロイセン政府が意のままに投票方法を決定できるため、どうにでも操作できたし（ちなみに結局この投票は行われなかった）、南ドイツ諸国を独立させることについても、むしろ彼らに対仏安全保障上の不安感を植え付けやすくなると考えていた。実際オーストリアとの講和交渉と並行して行われた南ドイツ諸国との講和交渉の中でバイエルン王国、ヴュルテンベルク王国、バーデン大公国に対仏秘密攻守同盟を締結させることに成功している（ヘッセン大公国とは1867年4月に締結）。

一方ナポレオン3世は国内右派の人気取りのためライン川左岸を欲していたが、それによってドイツ・ナショナリズムを憤慨させて反ボナパルトを共通項にしたドイツ統一運動が燃え広がらないよう配慮する必要があった。そうした立場からナポレオン3世は南北ドイツが連合しない保証やライン川左岸の割譲を要求しながら、ドイツ民族主義が燃え上がりそうになると慌てて譲歩するといった不明瞭な態度に終始することになった。ナポレオン3世が仮講和条約後の8月5日に最終的な講和条約案に向けて、バイエルン領プファルツ全域とライン左岸ヘッセン領のフランスへの割譲を要求した際にはビスマルクは「必要とあればドイツ・ナショナリズムを解き放ちフランスと対決する」と公然と脅迫して阻止している。

#### 議会掌握
普墺戦争の勝利によってビスマルクのプロイセン国内における地位は大幅に強化された。ビスマルクの1866年の国家運営は敵も味方も「上からの革命」と評した。ドイツでは1860年代から大衆雑誌が成長していたが、そうしたメディアからビスマルクは英雄視され、ビスマルクの写真や胸像が数多く売れるようになった。
ビスマルクは戦時中に総選挙を行えば有利な国内状況を作れると踏んで1866年5月9日にプロイセン衆議院を解散させていたが、ケーニヒグレーツの戦いの日に行われた総選挙では、進歩党・中央左派は148議席（改選前247議席）に激減、一方保守党は148議席（改選前35議席）に急増した。政府と妥協的な旧派自由主義も24議席（改選前9議席）を獲得したため、反政府派は衆議院の過半数を失った。

保守党の中でも正統主義に固執する強硬保守勢力は勢力を弱め、ビスマルクを支持する自由保守党が最有力勢力となった。この選挙結果を受けてビスマルクは1862年以来の無予算統治に事後承認を与える事後承認法を議会に議決させ、憲法闘争を終結させた。この事後承認法の賛否をめぐって進歩党は分裂し、賛成する議員たちは進歩党を出て国民自由党を結党した。自由保守党と国民自由党は北ドイツ連邦帝国議会でも多数派を占め、ビスマルク政府の与党的勢力となった。

### 北ドイツ連邦首相

#### 北ドイツ連邦憲法の制定

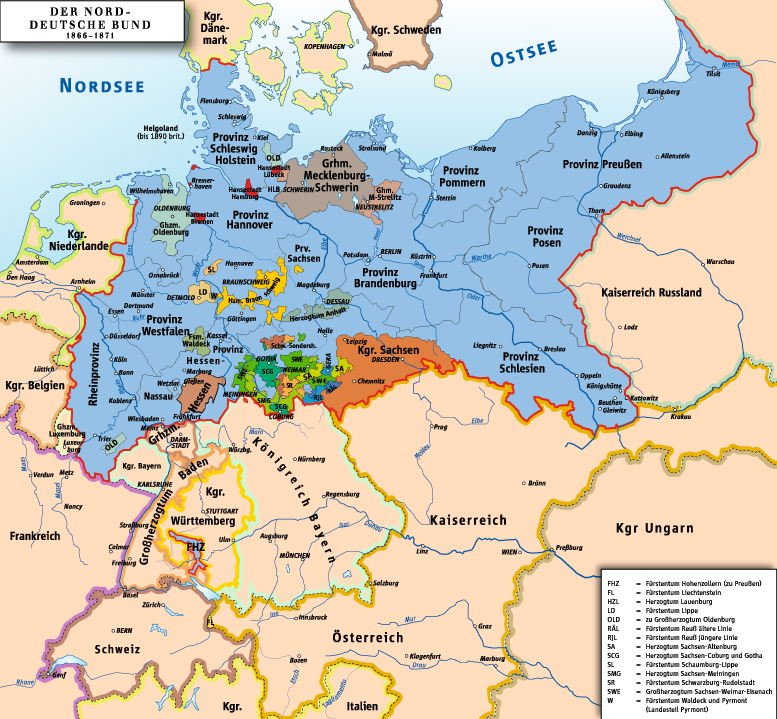
赤い線で囲まれた部分が北ドイツ連邦

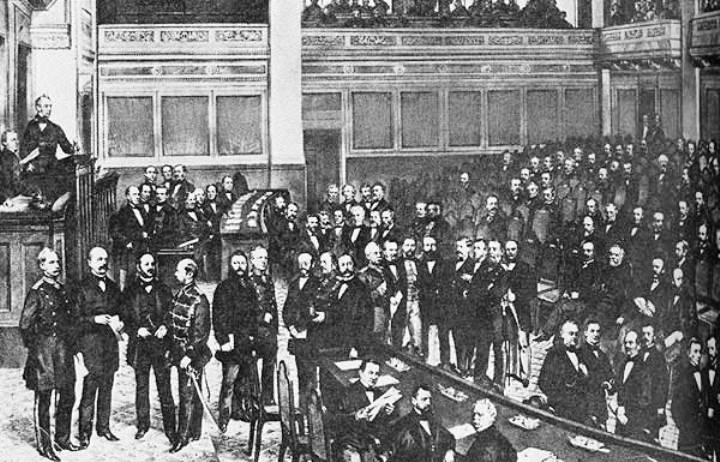
1867年2月24日の北ドイツ連邦帝国議会。

1866年8月終わりにプロイセンと北ドイツ諸邦国は連邦規約を締結して北ドイツ連邦を立ち上げた。その規約において普通選挙で民選された憲法制定議会を設置することが取り決められた。
ビスマルクは早速、憲法制定議会に提出する北ドイツ連邦憲法草案の作成を開始した。ビスマルクは諸侯への配慮から邦国の独立性を守ることを表明していたので、少なくとも外見上はそう見えるように草案を作る必要があったが、変革を無にしないためには、実態はベルリンが中央集権的に支配する体制にせねばならなかった。これについてビスマルクは「形式的には国家連邦を尊重せざるをえないが、実際には柔軟に目立たないように包括的な表現で連邦国家という性格を付与することになろう」と述べている。
プロイセン政府が1866年12月15日に連邦諸国会議に提出した北ドイツ連邦憲法草案はブハー、サヴィニー、マクシミリアン・ドゥンカーらによって練られ、ビスマルクが修正を加えて完成させたものだった。その内容は保守的であり、民選の立法機関帝国議会の力は制限されていた。帝国議会は普通選挙で選出されるが、加盟諸国代表から成る連邦参議院の同意がなければ法律を可決させることはできなかった。また連邦総歳出の9割は陸海軍に配分されるが、帝国議会には軍事予算の審議権を認めていなかった。連邦参議院における各国の票配分は旧連邦議会と同じだが、プロイセンは併合した諸国の票も所持し、43票のうち17票を占めた。決議に必要な票数は単純過半数なので、プロイセン政府はいくつかの小邦の支持さえ得れば連邦議会を掌握できた。連邦の盟主はプロイセン国王が兼務する連邦主席であり、連邦主席は連邦首相の任免権を持ち、首相を通じて執行権を行使するとされた。連邦首相は連邦主席に対してのみ責任を負っており、帝国議会に対しては責任を負わなかった。また連邦陸海軍はプロイセン国王が統帥権を有するものとされていた。
この憲法案を見た諸邦は自国の独立性が失われることを懸念したが、ビスマルクは憲法審議議会選挙が1867年2月12日に予定されていることを利用して、諸侯が揉め事を起こすつもりなら民主派と連携せざるを得なくなると脅迫して彼らの反対運動を牽制した。

2月12日に行われた憲法制定議会選挙は、国民自由党が80議席、保守党が59議席、自由保守党が39議席、進歩党が19議席を獲得するという中道右派の勝利に終わった。ビスマルクは召集された憲法制定議会に憲法草案を提出したが、最大勢力である国民自由党から様々な部分について自由主義的な修正を求められ、ビスマルクも多くの部分で譲歩した。これにより帝国議会の定期的な召集と1年ごとの予算審議が保証された。軍事予算審議権についても1871年12月31日から認められることになった。また選挙方法として秘密選挙が盛り込まれた。連邦主席の国事行為には連邦首相の副署が必要とされ、これによって行政の責任の所在を首相に明確化し、首相は帝国議会の質問に対して答弁義務を負うことになった。その一方でビスマルクが譲歩を拒否したのは、責任内閣制を作る提案や議員歳費を支給する提案であった。前者を拒否したのは国王の首相任免権を守るため、後者を拒否したのは「職業国会議員」が現れて帝国議会が活性化することを防ぐためであった。

#### 南ドイツとの統一を目指して

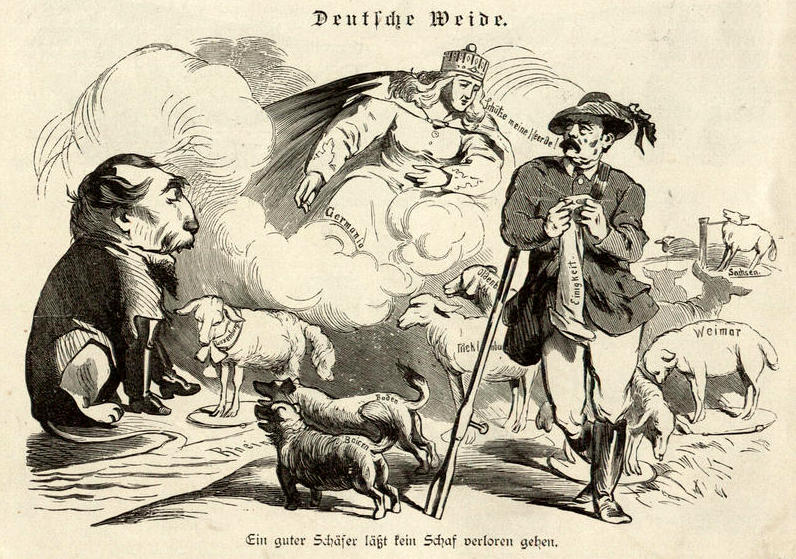
普墺戦争後のドイツの風刺画。ライオン（ナポレオン3世）が狙う羊（ドイツ邦国）の牧草地を管理する羊飼いビスマルクが、ゲルマニアから羊の保護を求められている（1867年の『クラッデラダーチュ』誌）

北ドイツ連邦首相となったビスマルクの次なる課題はプロイセン一国覇権の下に南ドイツ諸邦国を北ドイツ連邦と統一することであった。ビスマルクは当初これを二つの方向性から目指した。一つは南ドイツ諸国の軍制改革を促すことでプロイセン軍制に同化させること、もう一つは関税同盟によって現に存在している南北ドイツの経済的結び付きを政治的にも利用することである。
ビスマルクはバイエルン王国首相クロートヴィヒ・ツー・ホーエンローエ＝シリングスフュルスト侯爵（親北ドイツ連邦派）が推し進める南ドイツ諸国共同してのプロイセン型軍制改革計画を積極的に支援した。ホーエンローエの提唱とビスマルクの後押しで1867年2月にシュトゥットガルトで南ドイツ三国（バイエルン、
ヴュルテンベルク、バーデン）による会議が開催され、ここでプロイセン型軍制改革を行うことが決議された。これにより北ドイツ連邦軍と南ドイツ諸国軍の同化を推し進めることに成功した。
続く1867年6月、ビスマルクは関税同盟の中に普通選挙による民選議会「関税議会」を設置することを提案し、加盟国にこれを認めさせた。これは南ドイツ諸国の選挙制度が制限選挙であるが故に邦国分離主義的な旧支配勢力が支配力を維持している現状を踏まえて、大衆ドイツ・ナショナリズムを旧支配勢力の邦国分離主義にぶつけようという意図だった。しかしビスマルクの期待に反し、1868年2月から3月に南ドイツで行われた関税議会選挙は独立派が圧勝し、小ドイツ主義統一を拒否する南ドイツ国民の世論がはっきり示された。彼らが反対した理由は個々政治思想によって様々だが、概して保守派は邦国分離主義と反プロテスタント感情（南ドイツはカトリックが多数）、自由主義派は大ドイツ主義感情とプロイセンの官憲絶対的体質への反発によるところが大きかった。
関税選挙後もこの傾向は続き、1869年のバイエルン議会選挙でも独立派が勝利し、ビスマルクと連携関係にあったホーエンローエが辞職に追い込まれた。大ドイツ主義も再び高まり、ビスマルクはこれに対抗すべくメディアを総動員してオーストリア＝ハンガリー帝国首相フリードリヒ・フェルディナント・フォン・ボイストの改定主義（普墺戦争の結果生まれたプロイセン優位のドイツの状況を改定しようという運動）に激しい批判を加えた。

ドイツ・ナショナリズムを高めることができるのは、ドイツ外から侵攻があった場合か、民族的自尊心を傷つけられた場合に限られることを改めて思い知らされたビスマルクは、フランスがドイツ・ナショナリズムを煽る行動に出るよう誘導することを目指すようになった。

#### スペイン王位継承問題

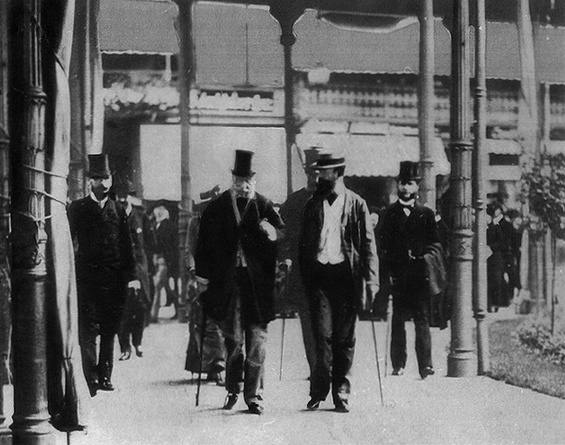
バート・エムスのヴィルヘルム1世と駐ベルリンフランス大使ベネデッティ。

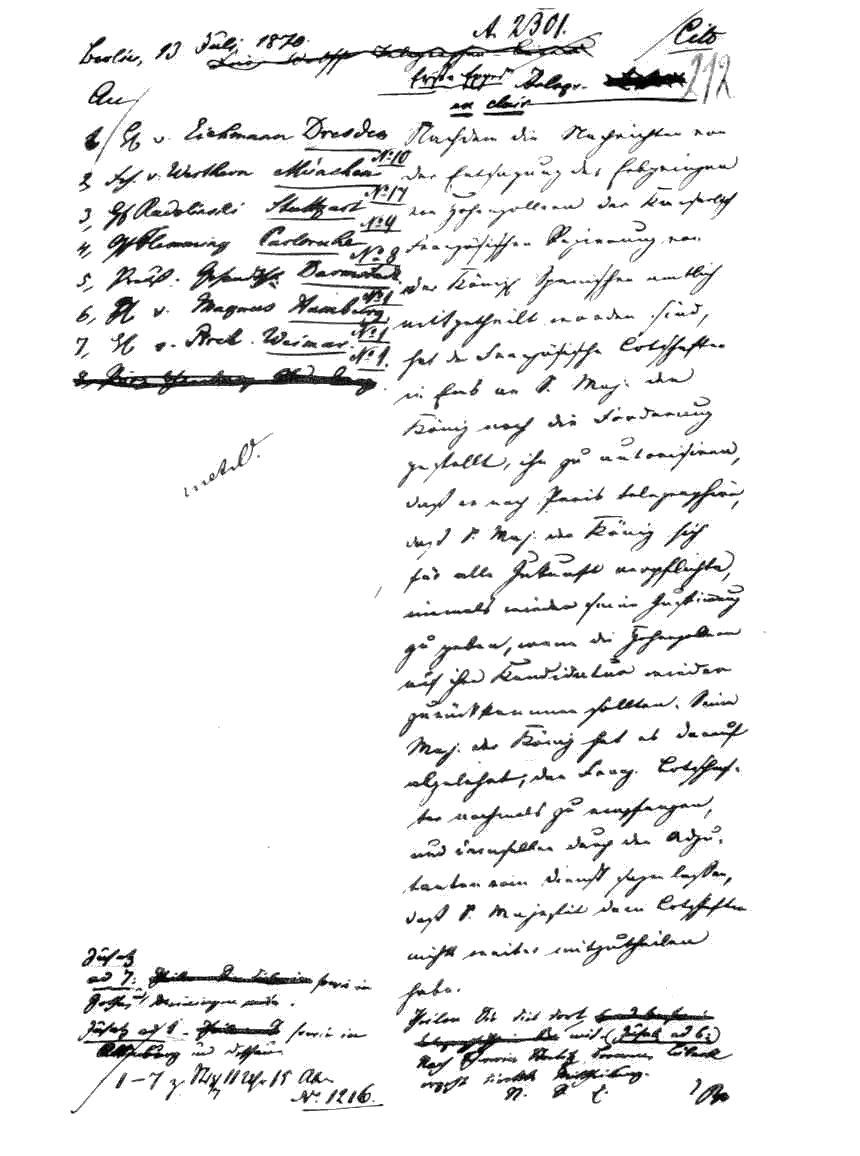
エムス事件でビスマルクの発した電報。

フランスとの関係は1867年3月に発生したルクセンブルク問題によってかなり悪化していた。そんな中で起こったスペイン王位継承問題からビスマルクはドイツ・ナショナリズムの起爆剤を手に入れることができた。
スペイン王位継承問題は1868年9月に教権主義的なスペイン女王イザベル2世がフアン・プリム将軍らスペイン軍部のクーデタによりパリへ追われたことに端を発する。プリム将軍は新国王の選定を開始し、やがてホーエンツォレルン＝ジグマリンゲン家のカール・アントン侯（「新時代」期のプロイセン首相）の息子レオポルトが候補の一人として浮上した。ビスマルクは1869年から1870年にかけての冬にプリム将軍との折衝に本腰を入れ、1870年2月にはスペイン枢密顧問官エウセビオ・デ・サラザール（Eusebio de Salazar）が訪普し、レオポルトのスペイン王立候補が正式に要請されるに至った。
国王はフランスの感情に配慮してこの計画に否定的だった。ビスマルクは3月に上奏文を提出し、その中でレオポルトがスペイン王冠を継げばホーエンツォレルン家はカール5世（スペイン王を兼ねた）以来のハプスブルク家に匹敵する高い世俗的地位を得ることや、スペインに共和政体を置く危険性を説いたが、国王の意志を変えることはできなかった。カール・アントン侯とレオポルトも4月20日にスペイン王位継承を拒否する回答を出した。しかしビスマルクは事前に側近ブハーをスペインに送りこんでおり、彼を通じてプリム将軍に事態は流動的であると信じ込ませた。さらに5月にブハーの報告書を受けたビスマルクは今一度国王やカール・アントン侯の説得にあたり、ついに6月半ばにレオポルトが立候補を決意し、国王もそれに承諾を与えた。
7月2日にプリム将軍は駐マドリード・フランス大使にレオポルト立候補の件を報告した。反普的な教権主義者だったフランス外相アジェノール・ド・グラモン公爵はこれに憤慨し、7月6日にもフランス下院でこの件について演説を行い、断固として阻止する旨を宣言した。これによりフランス国内の反普感情は大いに高まった。不安になったレオポルトは立候補を断念し、国王もそれに承諾を与えた。しかしフランス国内はそれだけでは収まらず、7月13日に駐ベルリン・フランス大使ヴァンサン・ベネデッティが国王の滞在するバート・エムスを訪れ、そこでフランス国民に対する弁明と今後二度とホーエンツォレルン家からスペイン王候補者を出さない旨の誓約を国王に要求した。しかしこれは国王にとって自尊心の許容範囲を超える要求であり、拒否した。
国王はベルリンのビスマルクにこの件についての電報を送り、適当と思う形で公表する権限を彼に与えた。グラモンの下院演説やフランスメディアの反普報道の影響でドイツ国内では反仏世論が高まっていた。国際状況も今開戦すればロシア、イギリス、オーストリア、イタリアのいずれも反普的介入をしてこない可能性が高かった。ビスマルクは対仏戦争開始の好機と判断し、国王から送られた電報を一部省略してドイツ・ナショナリズムとフランス・ナショナリズムの双方を煽るような電報の公表を行った。さらにビスマルクはフランスにいかなる平和的な逃げ道も与えぬようドイツ諸邦だけではなく諸外国にも電報をばらまいた。フランスがこの電報を入手したのもスイスのベルンを通じてだった。

このエムス電報事件によりナポレオン3世は自らの国内的地位を守るためプロイセンに宣戦布告しないわけにはいかなくなった。またこの電報でフランスの横暴な要求を知ったドイツ諸邦は南北問わず反仏感情を爆発させ、プロイセンを支持する世論で埋め尽くされた。このドイツ世論状況に各国（特にオーストリアは最後まで介入の可能性があったが）も最終的に介入の意志を無くした。

#### 普仏戦争

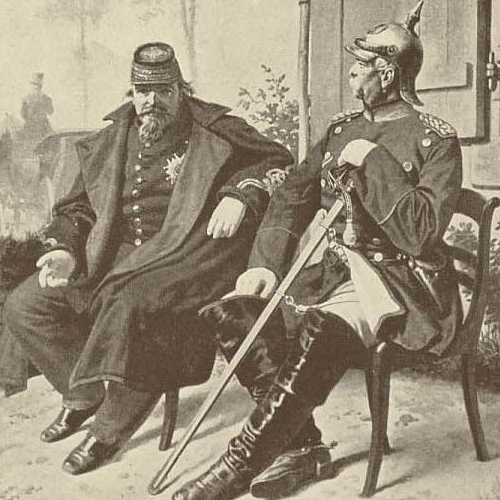
捕虜になったナポレオン3世と会見するビスマルクを描いた絵（ヴィルヘルム・カンプハウゼン画）

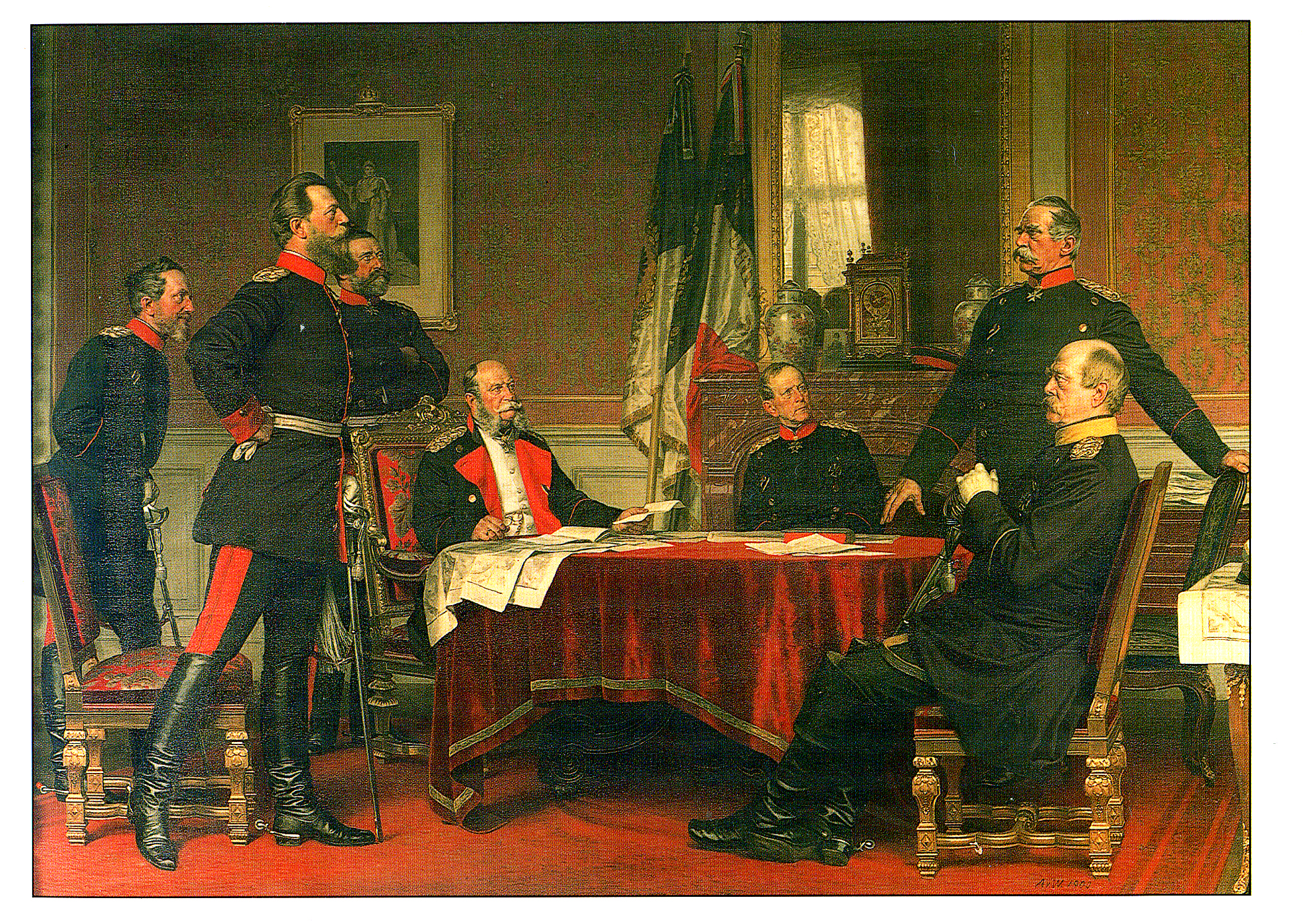
ヴェルサイユに置かれたドイツ軍司令部を描いた絵画。手前で座っているのがビスマルク、テーブルを囲う順に右隣から陸相ローン、参謀総長モルトケ、ヴィルヘルム1世、王太子フリードリヒ（アントン・フォン・ヴェルナー画）

フランス政府は1870年7月14日に動員を決定し、7月19日にプロイセンに宣戦布告した。南ドイツ諸国は攻守同盟に基づいて自国軍をプロイセン王の下に送った。
フランス軍の戦争準備は杜撰で動員も遅かったが、ドイツ側は南ドイツ諸国がプロイセン型軍制改革を行っていたおかげで素早い動員が可能だった。戦況は激戦続きだったがドイツ軍優位に進み、9月2日のセダンの戦いではフランス皇帝ナポレオン3世が直接率いるフランス軍を下し、ナポレオン3世を捕虜にした。
ナポレオン3世が捕虜になった後、パリではジュール・ファーヴルを首班とする第三共和政政府が発足したが、燃え上がったドイツ・ナショナリズム世論は第二帝政崩壊だけでは満足せず、アルザス＝ロレーヌ地方を併合することでフランスの脅威を半永久的に除去することを求めていた。ビスマルクはアルザス＝ロレーヌ併合に伴う外交上の危険や同地の反普感情を理解していたものの、同地を併合しなくてもこの戦争後に普仏が良好な関係に戻ることはないと確信していたので、ならばフランスの復讐に備えて国防上重要な同地を併合すべきと判断した。だがこの割譲要求にはフランス国民の反発が強く、フランス政府も拒絶したため、第二帝政崩壊後も戦争は継続された。英露墺もフランス弱体化を懸念していたが、ロシアが10月31日にパリ条約破棄を一方的に宣言したことで英露関係が悪化したため、英露が結束してプロイセンを妨害してくる事態は避けられた。
戦争中ビスマルクはよく軍事への介入を図ったが、国王や軍部から疎まれた。国王は軍事は自分の管轄と考えていたし、モルトケ以下将軍たちも政治家の軍事介入を嫌った。そのため軍議はビスマルクがいない時に行われることが多かったという。この頃、ビスマルクが妻に送った手紙も将軍たちへの不満の記述が多い。しかもビスマルクは軍人たちよりも苛烈な意見を表明することが多かった。たとえばパリ包囲戦でモルトケは兵糧攻めを主張したが、中立国の介入を恐れるビスマルクは早期終結のためとしてパリ砲撃を主張し、陸相ローンの支持を得てモルトケに譲歩させてパリ砲撃を強行した。またゲリラ部隊に対してビスマルクは容赦ない取り扱いを主張し、「ゲリラ兵をただちに銃殺している」バイエルン軍を褒め称えた。またフランス領アルジェリアから連れて来られたアルジェリア人兵士を「撃ち殺さねばならない害獣」と評した。占領地の民間人にも冷酷であり、「戦争の苦しみが和平を促す」「恐怖を与えて屈服させる」と称して住民に「耐えがたい重圧」を与えることを主張した。

1871年1月19日、包囲されるパリ駐留軍が包囲突破を試みて失敗したことで、ファーブルはプロイセンに停戦を申し出た。ビスマルクは停戦条件をめぐっては寛大だった。モルトケがパリ駐留軍から武器・軍旗・鷲章を奪い、捕虜はドイツへ移送することを条件とすべきと主張したのに対し、ビスマルクはこれを退けて、捕虜からは武器だけ奪い、ドイツへ送るのではなくパリ市内に拘留することを条件とした。このおかげでフランス政府も条件を呑みやすくなり、1月28日には停戦条約が成立した。これに基づきドイツ軍はパリ西部を占領した。中心部や労働者街は、プロレタリアの国民軍が形成されていたが、その武装解除はフランス政府に任せた。2月8日に行われたフランス国民議会選挙では平和を訴える王政復古派が大勝し、アドルフ・ティエールがフランス首相に選出された。ティエールは2月28日にもドイツ軍大本営が置かれているヴェルサイユでプロイセン政府の要求を全て受諾する講和条約を結んだ。

#### ドイツ統一

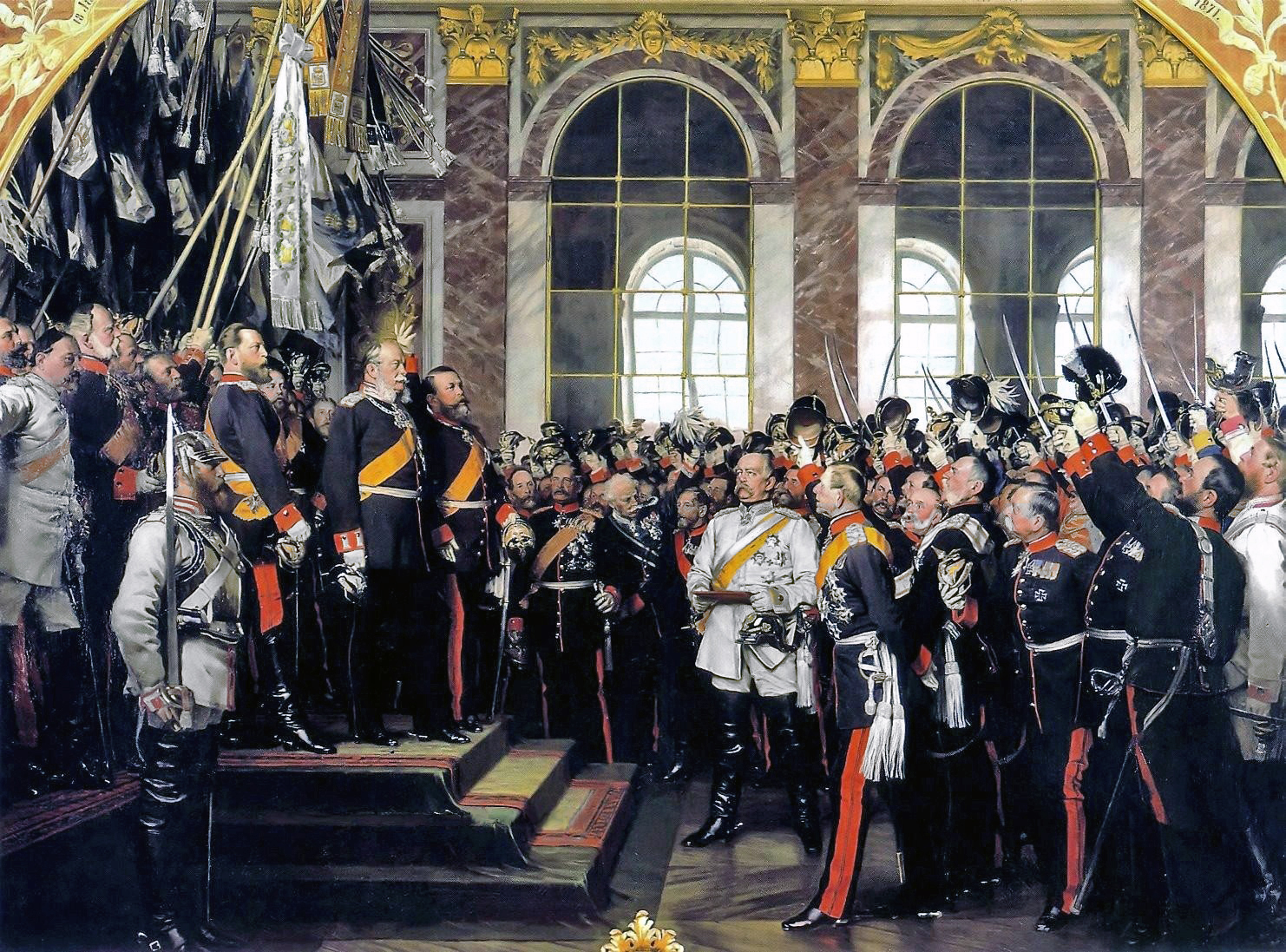
ヴィルヘルム1世の皇帝即位式を描いた絵画。中央の白い軍服がビスマルク（アントン・フォン・ヴェルナー画）

1870年10月から11月にかけてヴェルサイユの大本営において南ドイツ4邦国と交渉を行い、11月に全ドイツ連邦創設のための条約の締結にこぎつけた。ついで新たな国名は「連邦」ではなく「ドイツ帝国（Deutsches Reich）」、またその盟主は「連邦主席（Bundespräsidium）」ではなく「ドイツ皇帝（Deutscher Kaiser）」とすることが決まった。
出征軍統領選出制度の先例に倣って敵地のヴェルサイユにおいてプロイセン王ヴィルヘルム1世がドイツ皇帝に即位することとなったが、南ドイツ諸邦国、特にバイエルン王国とヴュルテンベルク王国にはドイツ帝国に加盟してもらう代償として他の邦国には認められていない厚い自治権を保証せねばならなかった。また正統主義に固執する国王に配慮してバイエルン王ルートヴィヒ2世を推戴者にしたが、そのための交渉においてプロイセンはバイエルンに巨額の資金を支出した。ビスマルクは1870年12月12日の妻への手紙の中で「諸侯がそれぞれ勝手に動き、私を苦しめる。私の国王さえも細かい問題を持ち出して私を苦しめる」と愚痴をこぼしている。

1871年1月18日にヴェルサイユ宮殿鏡の間においてヴィルヘルム1世のドイツ皇帝即位式が挙行された。ビスマルクはヴィルヘルム1世のドイツ国民への布告を読み上げ、「連合したドイツ諸侯と自由都市の要請によってドイツの帝位につく」と宣言した。4月16日にはドイツ帝国憲法が発布されて新帝国の体制が最終的に定まった。同憲法は北ドイツ連邦憲法とほとんど変化はなく、新たに加盟する南ドイツ諸国の特権について付記しただけであった。

### ドイツ帝国首相

#### 自由主義・近代化改革

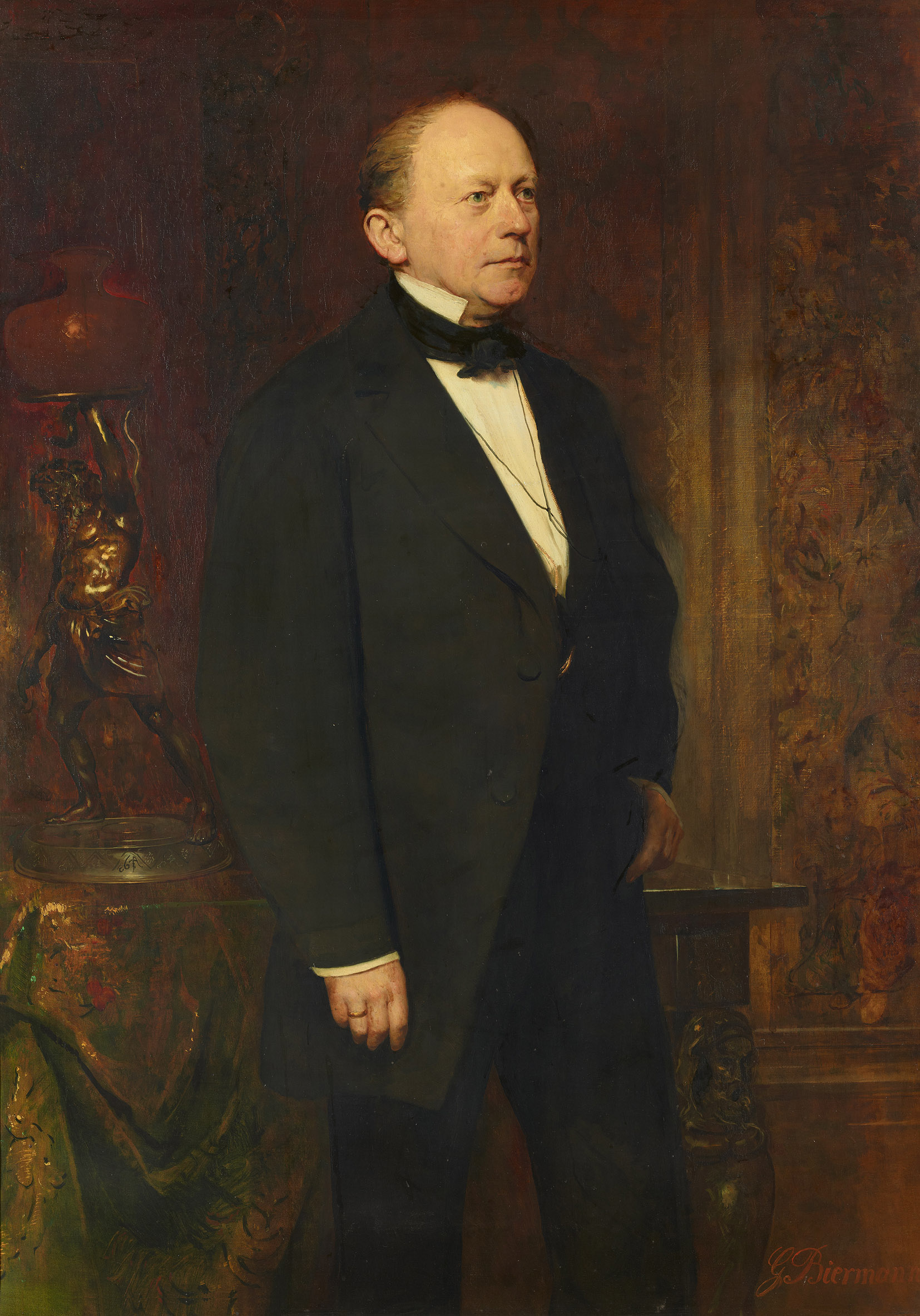
ビスマルクの自由主義化・近代化改革を推し進めた帝国首相府長官ルドルフ・フォン・デルブリュック（1875年）

ドイツ統一によってドイツ各国の市場が緊密化し、またフランスから巨額の賠償金を獲得したことでドイツ資本主義は急速に発展しはじめた。そうした経済成長の中で資本主義の更なる発展に邪魔な封建的諸制度の改廃を求める声が自由主義者から盛んに起こるようになった。これに対応してビスマルクは、帝国首相府長官ルドルフ・フォン・デルブリュックに帝国議会多数派である国民自由党党首ルートヴィヒ・バンベルガーと連携しての自由主義化・近代化改革を実施させた。
貨幣の統一、様々な関税の引き下げ、中央銀行の創設、法律と裁判制度の統一化、郡条例（Kreisordnung）制定によるユンカーの領主裁判権・警察権の廃止、県条例（Provinzialordnung）改正による地方自治の一定の実現など、数多くの自由主義化・近代化改革が1871年から1877年にかけて推し進められた。後述する文化闘争もこの流れの一つであった。

しかしこの一連の自由主義化・近代化改革はプロイセン保守主義者の離反を招いた。特に県条例に反対するプロイセン貴族院を押し切るために同法案に賛成する新議員を増やす「貴族院議員製造措置」をとった1872年にそれは最高潮に達した。この強引な措置は陸相ローンさえも反対している。そのような時期の1872年12月20日にビスマルクは突然プロイセン首相職をローンに譲るという行動に出て世間を騒がせた（ドイツ帝国首相・プロイセン外相職には在職）。これは軍務経験しかない高齢者で首相の職務に堪えないであろうローンをわざとプロイセン首相に就任させることで自分が欠けたらいかに政治的空白が生じるかを示し、不服従な保守派や閣僚の支持を取り戻す意図だったと考えられている。結局ローンは、鉄道協会設立の経費をめぐる疑惑を追及されて1873年11月に全ての役職を辞し、ビスマルクがプロイセン首相に復した。

#### 文化闘争

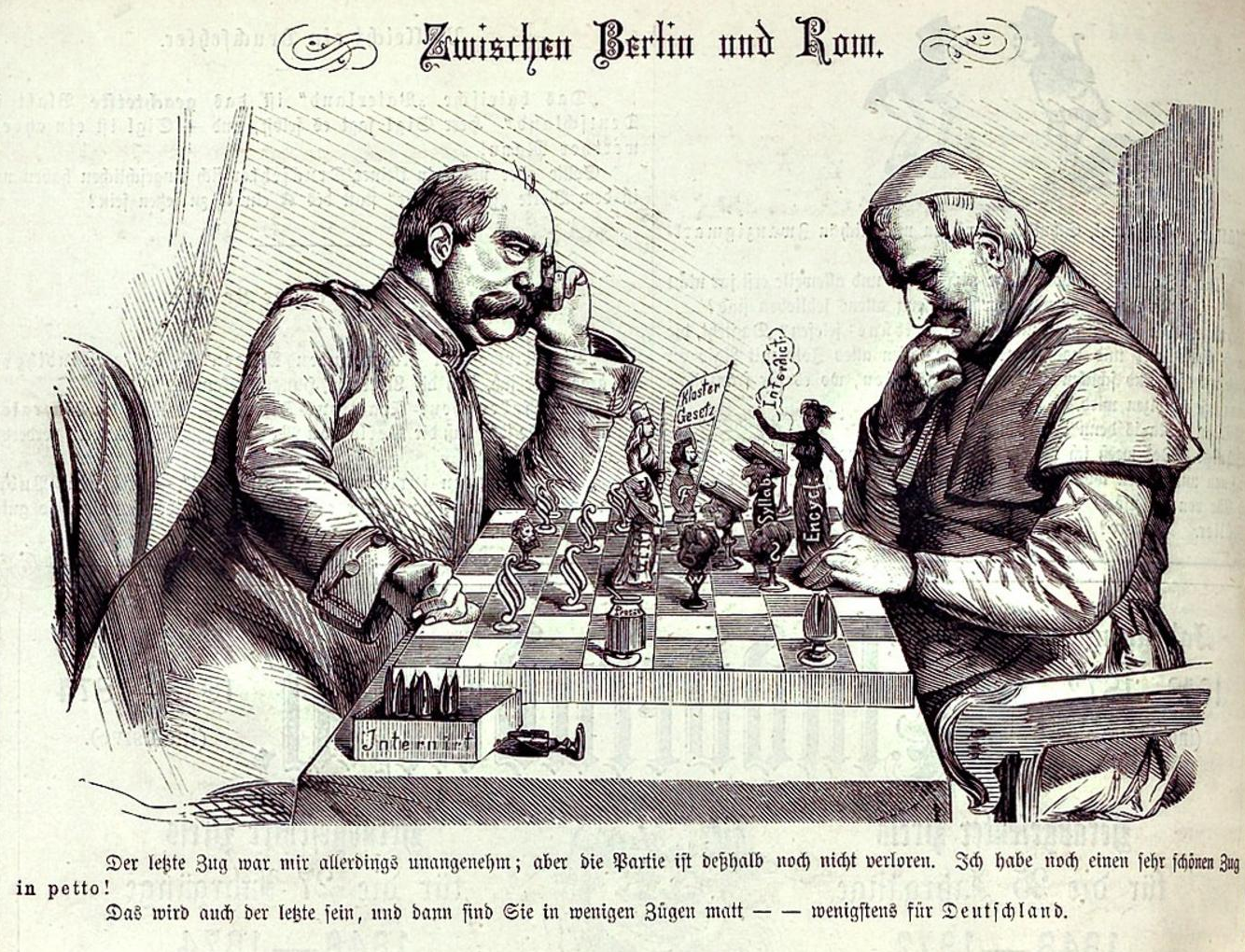
1875年『クラッデラダーチュ』誌の文化闘争の風刺画

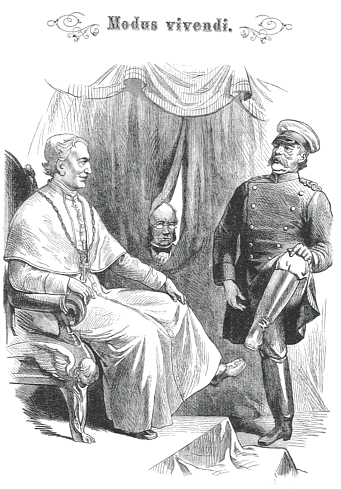
1878年『クラッデラダーチュ』誌のローマ教皇レオ13世とビスマルクの和解を皮肉った挿絵。

1871年3月30日に行われた帝国議会選挙でカトリック政党の中央党が投票総数の5分の1を獲得して国民自由党に次ぐ第二党になった。カトリックは南ドイツや西南ドイツ、ポーランドに多いため、反プロイセン的な分邦主義ないし分離主義と結びつきやすかった。またカトリック人口が多い墺仏と結び付く恐れもあり、ドイツ統一にとって潜在的な脅威であった。カトリックの長たるローマ教皇ピウス9世はイタリアとドイツの統一を「自由主義的」と見て敵視していたし、自由主義勢力の側もピウス9世の誤謬表や教皇不可謬説など反近代的な宗教思想を嫌悪していた。ビスマルクとしてはカトリックを弾圧すればいまだ彼を不信の目で見ている自由主義者からの支持獲得が期待できた。
かくしてビスマルクは1871年からカトリック弾圧政策「文化闘争」を開始した。まず1871年6月にプロイセン政府内でカトリックの代弁していたプロイセン文部省カトリック局を解散させ、つづいて11月には帝国法で刑法に『教壇条項』を追加し、聖職者が「公共の安寧を危うくするような方法」で教壇から国事について論じることを禁止した。1872年1月23日には国民自由党系の反カトリック派アダルベルト・ファルクを文相に任命し、教会の教育への介入を排除した帝国法『学校監督法』を制定させた。
1871年秋には新しい駐バチカン・ドイツ大使にピウス9世の誤謬表と教皇不可謬説に反対する枢機卿グスタフ・アドルフ・ツー・ホーエンローエ＝シリングスフュルストを任じ、ピウス9世を公然と挑発した。1872年5月に教皇庁がこの人事を拒んだことについて、ビスマルクは帝国議会で「我々はカノッサへは行かない。身体的な意味でも精神的な意味でもだ。」と演説し、自由主義者の反カトリック機運を盛り上げた。
自由主義派が嫌悪していたカトリック強硬派のイエズス会は1872年夏に制定された帝国法『イエズス会法』によって国外追放処分となった。こういった例外法は本来自由主義思想に反するが、自由主義派のイエズス会への嫌悪感は強く、帝国議会ではエドゥアルト・ラスカーなど一部の自由主義左派を除いて大多数の自由主義派議員がこの法律に賛成している。
さらに1873年5月には「5月法」と総称される4つのプロイセン法を制定した。これによりプロイセンで聖職者になるには3年間大学で学ばねばならなくなった。また聖職者の任命にはプロイセン州総督が介入できるようになった。またプロイセン市民は自由に教会を脱退できることになった。教皇ピウス9世は5月法の無効を宣言したが、ビスマルクは1874年と1875年にもカトリック抑圧のプロイセン法制定を継続した。『追放令』によってプロイセン政府に聖職者の追放権限を与えた。『パンかご法』によってカトリック教会へのプロイセン政府の補助金を打ち切った。『修道院法』によってプロイセン国内にある修道院をすべて閉鎖させた（医療目的の修道院のみ存続が許された）。さらに宗教儀式に依らない民事婚制度をプロイセンに導入した。
しかし民事婚制度はプロテスタントからも強い反発を招いた。またイエズス会禁止や修道院閉鎖などは自由主義改革というより前近代的な宗教弾圧だったため、カトリックの抵抗運動に正当性を与えた。その結果カトリック勢力は一向に衰えなかった。さらに1870年代半ばから政府と自由主義勢力の協調関係が終焉し中央党の協力が必要になってきたこと、また中央党より危険な社会主義勢力が台頭したことなどによりビスマルクはカトリックとの和解を考えるようになるが、対独強硬派の教皇ピウス9世の在位中は不可能だった。1878年2月9日にピウス9世が帰天し、ドイツと対話の意思があるレオ13世が新教皇に選出された。レオ13世は5月法の撤廃と文相ファルクの辞任のみ要求したため、ビスマルクはこれに応じて1879年7月にファルクを辞職させ、ついで1880年から1887年にかけて順次5月法の撤廃を行い、文化闘争を終焉させた。文化闘争の諸政策で維持されたのはカトリック局の解散、イエズス会禁止、学校監督法、民事婚制度、教壇条項であった。

ビスマルクは聖職者の人事に国家が介入するのは誤った政策だったと語り、文化闘争の責任は自由主義者にあるとした。さらに「中央党はその分立主義によって帝国の行きすぎた中央集権主義に歯止めをかけてくれている」と評価さえするようになった。

#### 保守主義へ転換

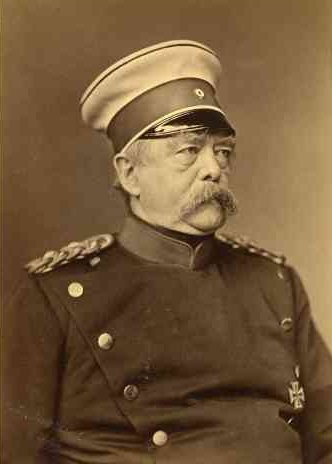
1877年のビスマルク

1875年以降ビスマルク政府と自由主義勢力の協力関係は終焉を迎えた。
国民自由党はエドゥアルト・ラスカーをはじめとして反ビスマルク派の自由主義左派を内在していたので常にビスマルクの与党になるわけではなく、彼の政策を阻害することも多かった。皇帝も政府の自由主義への傾斜に不安を感じていた。また自由主義勢力は1873年以降の不況の中で自由貿易維持か保護貿易に転じるかで分裂し始めていた。そのためビスマルクは文化闘争を収束させて中央党と妥協する必要に迫られたのだが、その中央党も無条件でビスマルクを支持するわけではなかった。結局国民自由党の分裂を促進してその多数派を政府派に引きこむのが良策と考えられた。
ビスマルクは1875年終わり頃から保護貿易路線へ舵を切る事をほのめかし始めた。1876年4月末には自由貿易を主張する帝国首相府長官デルブリュックが辞職。さらに同年7月には保護貿易を求めるドイツ保守党の結成に携わった。保護関税推進の超党派の帝国議会議員連盟「国民経済連合」が創設されて多数の議員が参加したのを好機として1879年2月に保護関税法案を帝国議会に提出して可決させた。
これによって国民自由党は分裂し自由貿易を奉じてビスマルクとの連携を拒否した左派議員たちはドイツ進歩党と合流してドイツ自由思想家党を結成した。1881年と1884年の帝国議会選挙ではこのドイツ自由思想家党が議席を大きく伸ばし、84年の選挙では国民自由党を追い抜いた。社会主義労働者党も議席を伸ばし、ビスマルクにとって危機的な議会状況が発生した。
これに対抗してビスマルクは当時不穏になっていた国際情勢を利用してポーランド系住民蜂起の可能性やフランス対独報復主義の危険性など対外脅威論を強調するようになり、それ以外の「取るに足らない」法律論議をしようとする者、軍や政府の要求を受け入れない者はすべて「帝国の敵」「非愛国」であるというレッテル貼りを強化し、自由主義左派勢力や社会主義勢力を追い詰めた。また保守党、帝国党(自由保守党)、国民自由党の三党に選挙制度を利用した「カルテル」と呼ばれる選挙操作協定を作らせた。その結果、軍拡を争点に行った1887年の帝国議会選挙では自由思想家党や社会主義労働者党が惨敗する中、カルテル3党が絶対多数を確保するに至った。
ポーランド住民蜂起を煽った結果、1885年冬にビスマルクはプロイセン首相としてロシア国籍、オーストリア国籍のポーランド人をプロイセン領から追放する決定を下した。これによりおよそ3万人が追放処分を受けた。ロシアについてビスマルクは単純にロシアもポーランド人蜂起に悩まされているので歓迎すると考えていたが、ロシアはむしろ自国臣民がこのような非情な扱いを受けたことに衝撃を受け、独露関係悪化の原因の一つとなった。

官僚制度や軍隊の保守化も進めた。1881年にローベルト・フォン・プットカマーを内相に任命し、60年代70年代に活躍した自由主義官僚たちを放逐した。貴族出身でない将校が増加して思想が多様化し始めていた軍隊に対しても「軍隊は君主制を守るために存在する」という保守思想の再徹底を図るとともに参謀総長は陸相の同席なしにプロイセン王に上奏できるようにして帝国議会の影響力から軍を遠ざけた。

#### 社会主義者鎮圧法

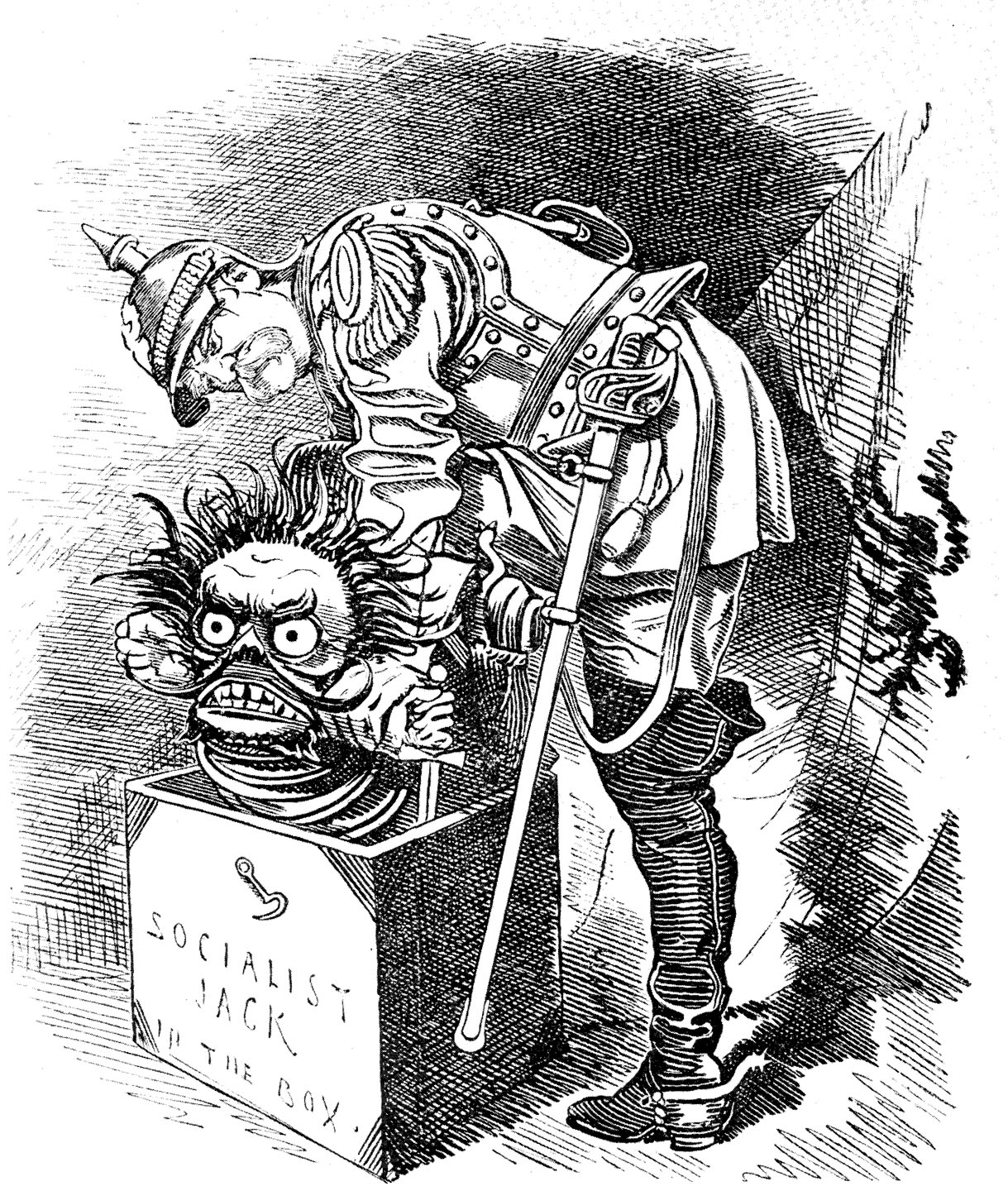
1878年『パンチ』誌の風刺画。おもちゃのびっくり箱の中から飛び出そうとする社会主義者を押し戻そうとするビスマルク

1875年5月にラッサール派と、マルクス系のアイゼナハ派（アウグスト・ベーベルやヴィルヘルム・リープクネヒトら）という社会主義者の二流が合同してドイツ社会主義労働者党（ドイツ社会民主党の前身）を結成し、1877年の帝国議会総選挙で得票率9%を得て12議席を獲得した。ただちに脅威になる議席ではなかったが、この政党は公然と「大崩壊」を口にするなど革命的であり、革命嫌いのビスマルクは「帝国の敵」と看做して早期の弾圧に乗り出した。またそれ以上に自由主義勢力との連携が崩れていく中、共通の敵である社会主義勢力を攻撃することで国民自由党の分裂を促して自由主義者を出来るだけ与党勢力に引きつけておきたいという意図があった。
1878年5月11日と6月2日に二度にわたって皇帝ヴィルヘルム1世の暗殺未遂事件が発生した。どちらの犯人も社会主義勢力との関係は立証できなかったが、ビスマルクは無理やりにでも社会主義運動に結び付けた。一度目の暗殺未遂事件の後、社会主義者の活動を禁止する法案を帝国議会に提出したが、原則として例外法に反対する国民自由党が反対票を投じたために否決された。しかし社会主義者鎮圧法をめぐっては国民自由党内でも心情的賛成派が多数いた（党首ベニヒゼンの権威で押し切った形だった）。
直後に二度目の暗殺未遂事件が発生した。その報告をうけたビスマルクは皇帝の身を心配するより先に「それならば帝国議会は解散だ」と叫んだという。保守新聞や政府系新聞によって社会主義者への恐怖が煽られる中、ビスマルクは社会主義者鎮圧法の是非を問うて解散総選挙を行った。
しかしこの解散総選挙の真の狙いは直接の攻撃対象である社会主義労働者党ではなく、国民自由党の分裂を促すことだった。選挙戦中、政府系・保守系新聞は社会主義者鎮圧法に反対した国民自由党を「皇帝を守ることを拒否した」として徹底的に批判した。選挙戦中、国民自由党の候補者のほとんどは社会主義者鎮圧法に賛成することを公約した。
選挙の結果はビスマルクの思惑通り保守党と帝国党の両保守政党が議席を伸ばし、国民自由党は議席を落とし、保守政党と国民自由党が拮抗する状態となった。こうして10月19日に社会主義者鎮圧法案が「帝国の敵」のレッテルを貼られることを恐れた国民自由党の賛成も得て可決された。しかしラスカーはじめ自由主義左派は、例外法への賛成によって「憲法で保障された国民の権利は放棄したり、縮小されたりしてはならない」とする国民自由党の結党以来の宣言は捻じ曲げられてしまったと考えて意気消沈した。結局前述した保護貿易への転換問題をめぐって自由主義左派勢力は自由貿易を奉じて国民自由党から出ていくことになる。
一方当の社会主義者労働者党の党首ベーベルはビスマルクが御用新聞を使って皇帝暗殺未遂事件を無理やり社会主義勢力に結び付けたと批判したが、ビスマルクはそれに対しては何も答えず、代わりに「社会主義者鎮圧法が採択されなければドイツは殺し屋仲間の圧政に永遠に苦しむことになるであろう」と答弁した。またベーベルはかつてビスマルクがラッサールと接触していた事を暴露し、社会主義者鎮圧法は社会主義者に対する忘恩として批判したが、ビスマルクはラッサール個人の人格を称えることで巧みにかわした。

社会主義者鎮圧法により社会主義者の活動は帝国議会以外のすべての場で禁止された。また社会主義者は警察によって居住地を追われて悲惨な生活を余儀なくされた。しかし様々な偽装組織や集会が開かれ続け、社会主義労働者党の党勢が衰えることはなかった。

#### 社会政策

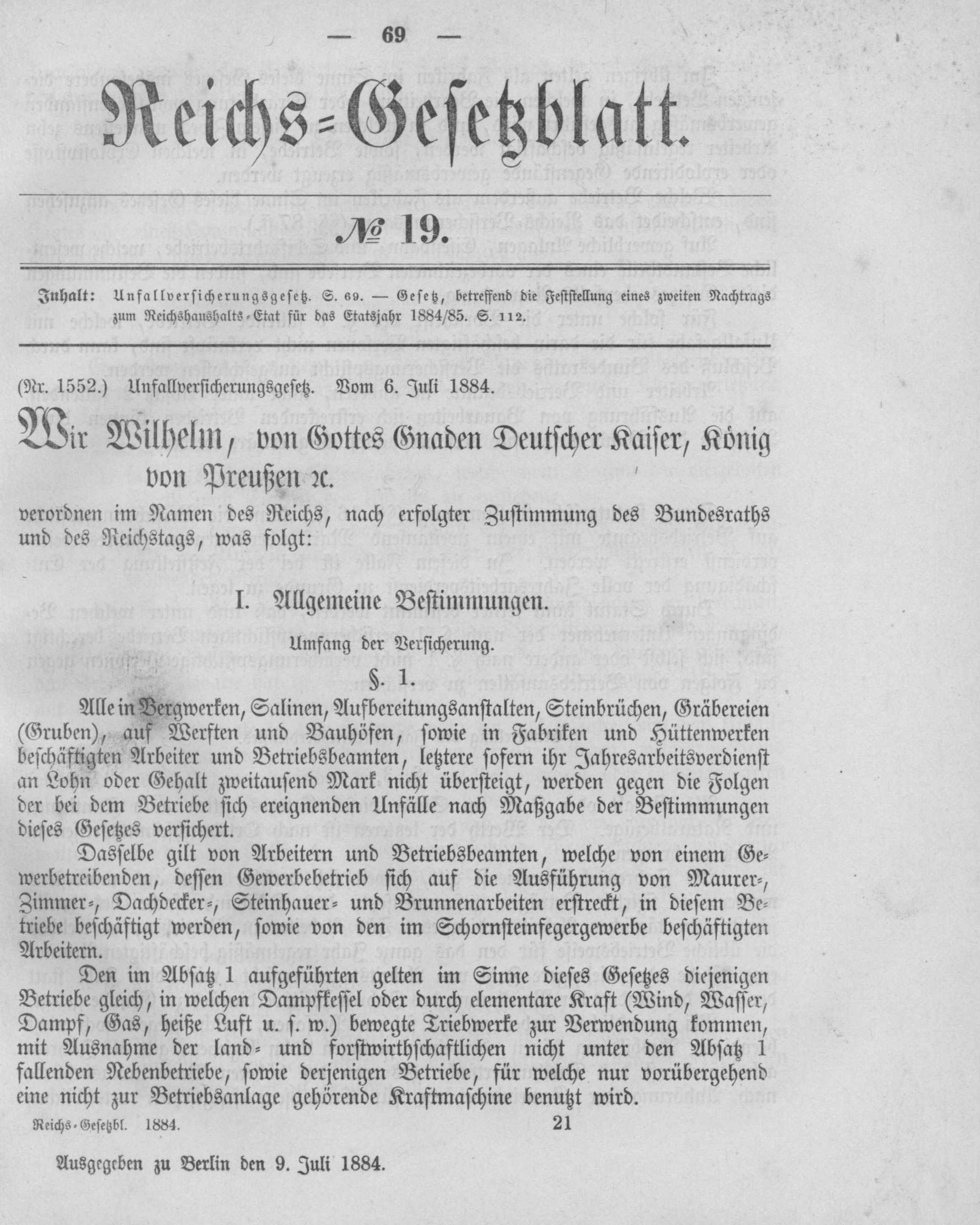
1884年7月9日の官報に載る労災保険法

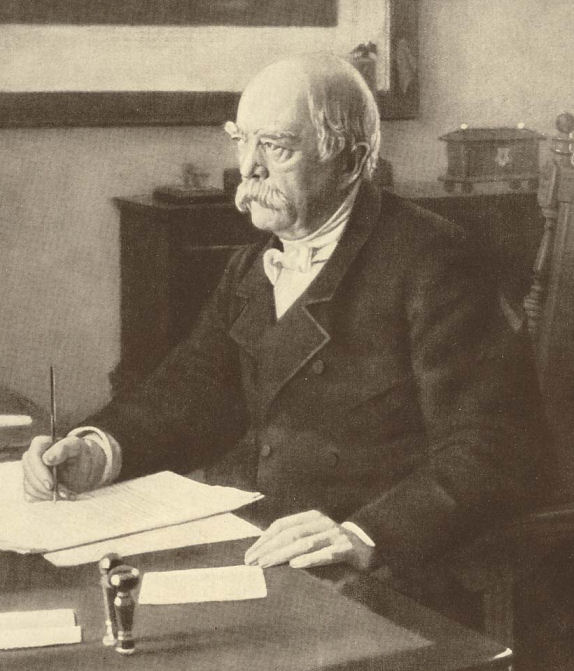
1886年のビスマルク

ビスマルクは労働者が社会主義運動に流れるのを防ぐため、社会政策立法を行った。ビスマルクの社会主義者を弾圧しつつ社会政策を行う統治手法は「飴と鞭」と呼ばれた。現在どこの先進国にもある強制加入の社会保険制度はビスマルクのドイツにおいて初めて創出された。現在でも社会保障の中心は社会保険であるから、ビスマルクは「社会保障の創始者」といって過言ではない。
ビスマルクは1880年8月28日のプロイセン閣議において労災の労使の損害負担について規定している帝国責任法は訴訟を招きやすく労使ともに満足させることはできず、ただ労使関係を不安定にさせるだけであるとして労災保険制度の創出の必要性を訴えた。1881年3月8日に帝国議会に提出した第一次労災保険法案は保険主体を帝国政府とし、保険料は事業主と労働者で負担し合うが、年収750マルク以下の労働者の場合は事業主と帝国政府で負担することとしていた。低所得者の保険料を国が負担することで国に親近感を持たせることを目的とし、ビスマルクはこれを「国家社会主義」と呼んだ。
しかし帝国議会は1881年6月15日に政府提出法案を大幅に修正した法案を可決した。それは保険主体を各邦国政府とし、保険料は一律労使で負担し合うこととして国は支払わない内容だった。これに対してビスマルクは「帝国議会が議決した法案では帝国政府の意図に反して貧しい者に大きな負担を課すことになる」と批判して連邦参議院で否決させ、帝国議会解散に打って出た。しかしビスマルクの意図に反して1881年10月27日の選挙はビスマルクを支持する保守党や帝国党、国民自由党の敗北、国民自由党分離派や進歩党など自由主義勢力の躍進に終わった。低所得者労災保険金国庫負担が予想より人気がなく、むしろその財源とされた煙草専売化が煙草の値上げにつながると有権者に警戒されたのが原因だった。
1882年4月に召集された議会に対して第二次労災保険法案を提出し、同法案の待機期間13週間をカバーする保険として疾病保険法案も5月に提出した。この法案は労働者が疾病で就労不能となった場合の保険制度を定めており、保険料の三分の一を使用者が負担するとしていた。疾病保険法案については大きな反発なく1883年5月31日に可決された。一方後回しで審議された第二次労災保険法案の方は各党派の意見がそろわず、ビスマルクの根回しもむなしく廃案となった。ビスマルクは低所得者が無料で加入できる労災保険法案の方が政府の強化に資すると考えていたため、この結果に不満を感じたが、とりあえず疾病保険法案単独で連邦参議院を通過させて6月15日に疾病保険法を成立させた。
1884年3月6日に第三次労災保険法案を帝国議会に提出。同法案は保険主体を産業分野別の事業者の集まりである職業協同組合としていた。保守政党のほか、国民自由党も賛成に回り、国民自由党と政府の接近（文化闘争再開）を警戒した中央党も賛成にまわったことでようやく労災保険法が成立した。保険主体を職業協同組合にしたのは各産業を国家が統制する職能団体にまとめあげ、現代版ギルドを作ろうという意図があったといわれる。いずれ反抗的な帝国議会に代わる国民代表機関・立法機関とする構想もあったという。
社会問題に関心を持つヴィルヘルム2世が即位した後の1888年11月22日に障害・老齢保険法案を帝国議会に提出した。70歳以上になったか、あるいは労災と無関係な疾病や事故にあって稼得不能になった場合に支給される年金について定めた法案であった。ビスマルクは以前から「老後に年金をもらえる人は、そういう見込みのない人よりもはるかに満足しており、はるかに扱いやすい」と評していた。しかしこの法案にビスマルクが冷淡という噂があったため、ビスマルクはこれを打ち消すべく帝国議会で演説を行い、特に保守党議員に支持を訴えた。賛否に意見が分かれた政党が多く、所属議員全員が賛成票を投じた政党はなかったが、僅差で可決され、障害・老齢保険法（Invaliditäts und Altersversicherungsgesetz）が成立した。
これらの保険法は内容に大きな変更が加えられながらも今日のドイツにも受け継がれている物である。
しかし根本的な低賃金と保護関税による物価の高騰などで労働者の不満はこれだけでは収まらず、結局労働者は社会主義労働者党に流れていった。その一方で社会主義労働者党内部にビスマルクの社会政策に一定の評価を下す勢力も出現し、これによって同党に分裂状態を生み出すことに成功した（後の修正主義派と教条主義派）。ビスマルクの社会政策はあくまで政治効果を狙った物であったから1880年代後半にあまり効果がないと判断するようになるとビスマルクは社会政策に関心を持たなくなった。ビスマルクの回顧録も社会政策立法の件について全く触れていない。また後にヴィルヘルム2世の社会政策によって実現する日曜労働の禁止や婦人や子供の労働制限についてビスマルクは「労働者の労働の自由を奪っている」「農業には労働の制限などないのに都市にだけ労働の制限があるのはおかしい」として否定的だった。

#### 外交

##### ドイツ統一後の国際環境
ドイツ統一後、ヨーロッパ諸国は中欧に出現した新大国ドイツに警戒感を高めた。
普仏戦争でアルザス＝ロレーヌ地域を奪われたフランスはドイツへの遺恨を募らせ、「対独復讐」が国是となっていった。普仏戦争以前にはドイツと敵対することはなかった英露もこれ以上のドイツの増強とフランス弱体化を許すつもりはなかった。また文化闘争の影響で周辺のカトリック諸国（オーストリア＝ハンガリー、イタリア、フランスなど）でも反独意識が高まっていた。特にオーストリアはドイツ民族を抱える国であるため、自国もプロイセン＝ドイツの傘下に置かれるのではないかという不安に駆られていた。
こうした国際情勢の中、ビスマルクはこれまでとは一転して慎重な外交姿勢をとるようになった。「ドイツは満ち足りた」をスローガンに掲げてこれ以上の領土的野心はないことを積極的にアピールした。それは実際にビスマルクの本心であり、ドイツ統一後の彼は「ドイツ語圏は全てドイツ領」という汎ゲルマン主義を厳しく退け続けた。
ビスマルクは1877年に「私の中にあるイメージとしては、どこかの領土を得るという事ではなく、フランス以外の全ての列強が我が国を必要とし、また列強相互間の関係ゆえに我が国に敵対する連合の形成が可能な限り阻止されるような全体的政治状況というイメージである。」と述べているが、これはビスマルクの1870年代80年代の外交を最も簡潔に表した物として頻繁に引用されている。フランスが除外されているのはフランスの対独報復主義だけは抑えようがないと考えたためで、ビスマルクはとにかくフランスを孤立状態に置くことに腐心した。
しかしロシアとオーストリアは地政学的に対仏に関心がなかった。そこで必要となるのは君主主義国の連帯を訴えてロシア・オーストリアに接近し、両国皇帝にフランスの共和政体にイデオロギー的嫌悪感を持たせることであった。ビスマルクはそのためにフランスの王政復古を全力で阻止し、フランスの共和制の維持を図ろうとさえしたほどである。

##### 三帝協定

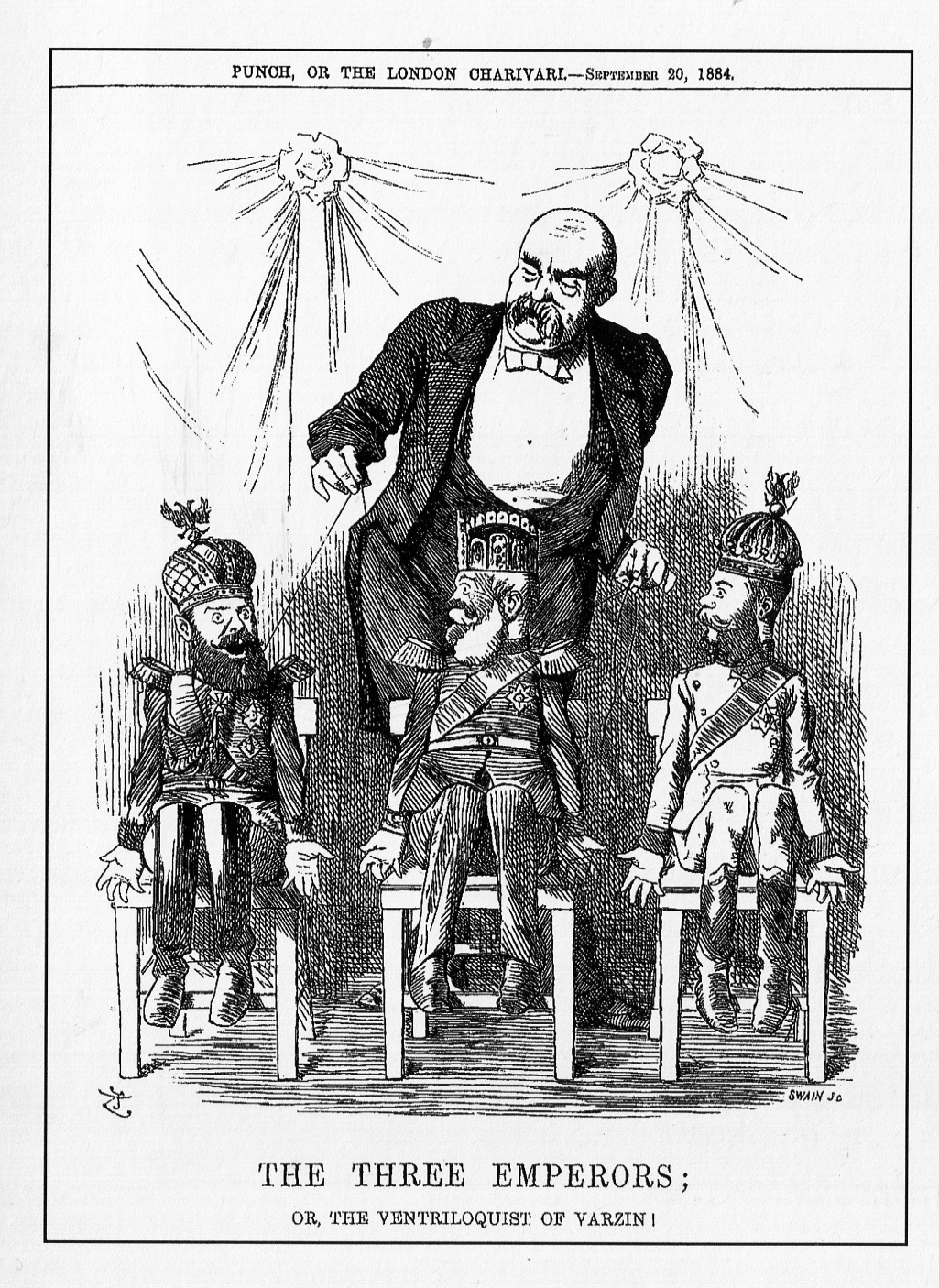
ロシア皇帝、ドイツ皇帝、オーストリア皇帝を操るビスマルクを描いた英国誌『パンチ』の挿絵。

ナポレオン3世失脚直後の段階でビスマルクは「フランスの支配権を握った共和政的・社会主義的要素に対抗するため、ヨーロッパの君主制・保守主義的要素の連携が一層重要になった」「共和制の連帯に対する最も確実な保証は、ロシア、オーストリア、ドイツのように君主制原理が今尚強固な国の結束である」と評していた。ビスマルク当人は否定していたが、いわば神聖同盟の立場に戻ったのである。ロシアとオーストリアはバルカン半島をめぐって仲が悪かったので、二国どちらもフランスに接近させずにドイツ側に取り込むにはこの路線を強調するしかなかったし、またヴィルヘルム1世の君主主義の矜持も満足させられるので皇帝の全面的バックアップを期待できた。
露墺に（彼らが懸念するバルト海沿岸地域やオーストリアに対する汎ゲルマン主義を行う意思がないことを確約しつつ）接近して、1873年10月22日に三君主の緩やかな盟約三帝協定を締結した。この協定はイギリスに配慮してそれほど強い拘束力を設けず、第三国からの攻撃に共同防衛することや革命運動を抑圧するといった原則を約したに留まった。しかし英仏から警戒されたうえ、ロシアがあてにならなかった。
たとえば1875年2月にラドヴィッツをペテルブルクへ派遣し、ドイツの対仏政策を認めるならばロシアの東方政策を認めるという交渉を行ったが、ロシア側はこれを拒否している。また『ポスト紙』事件でもロシアはイギリスとともにフランスに味方してドイツに圧力をかけた。また同じ頃にロシアとオーストリア間でバルカン半島をめぐって対立するような状態だった。
かくのごとくロシアはあてにできなかったのでイギリスと決定的に対立しないことは重要であった。英露は従来から近東において覇権争いをしていたが、1870年代から1880年代にかけて他のアジア地域にもそれを拡大させていた。そのためイギリスは露仏の接近を恐れていた。それがロシアとの友好が崩れない範囲でドイツがイギリスに接近する土壌となった。英独関係が平穏であれば対露政策が有利に働き、独露関係が平穏であれば対英関係が有利に働く状態を作る事ができた。

##### 露土戦争をめぐって

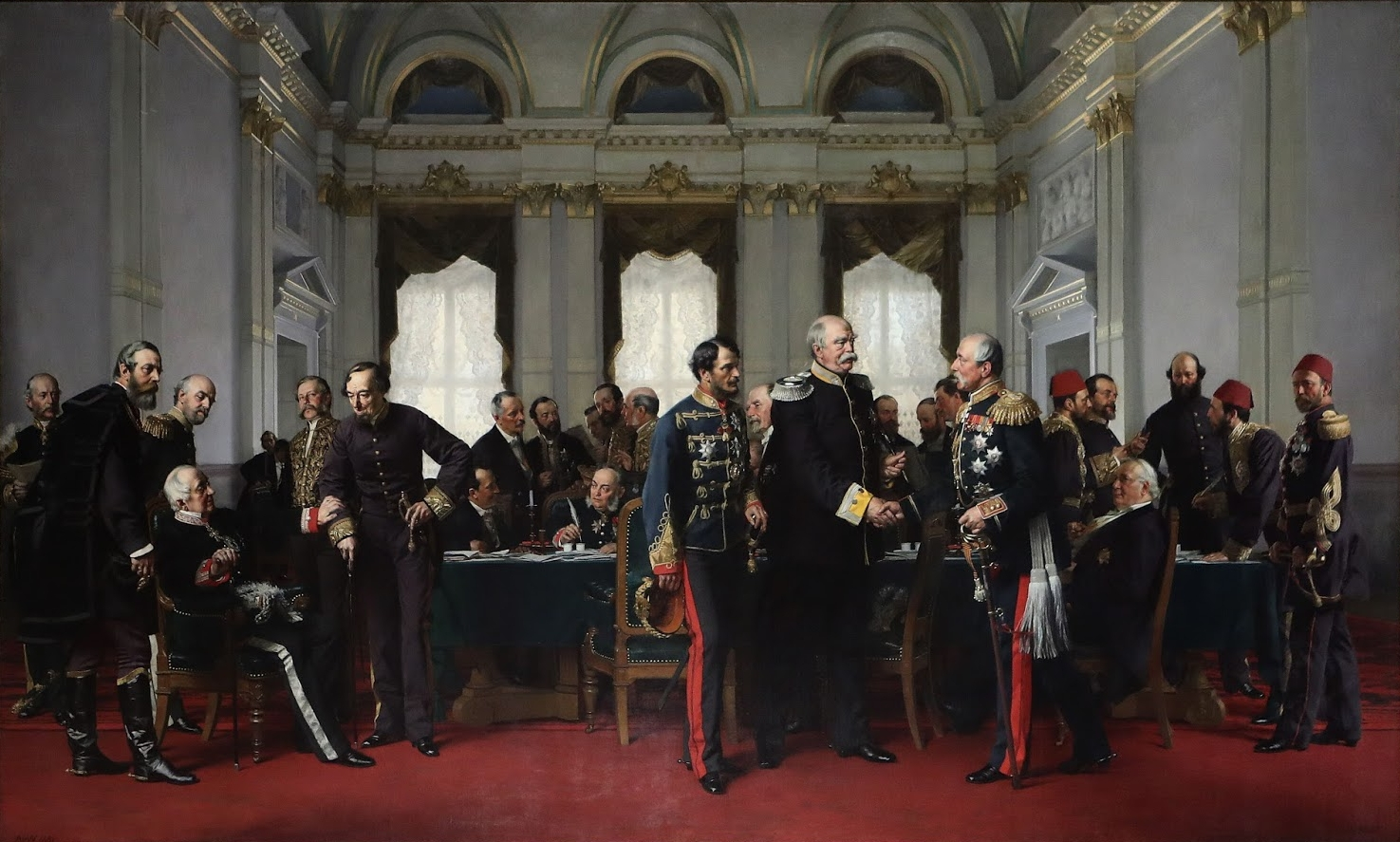
1878年のベルリン会議。ビスマルクと握手しているのはロシア駐英大使ピョートル・シュヴァロフ伯、ビスマルクの隣にいるのはオーストリア＝ハンガリー外相アンドラーシ・ジュラ伯。左側の椅子に座っているのはロシア外相アレクサンドル・ゴルチャコフ公、ゴルチャコフと話しているのは英首相ビーコンズフィールド伯ベンジャミン・ディズレーリ

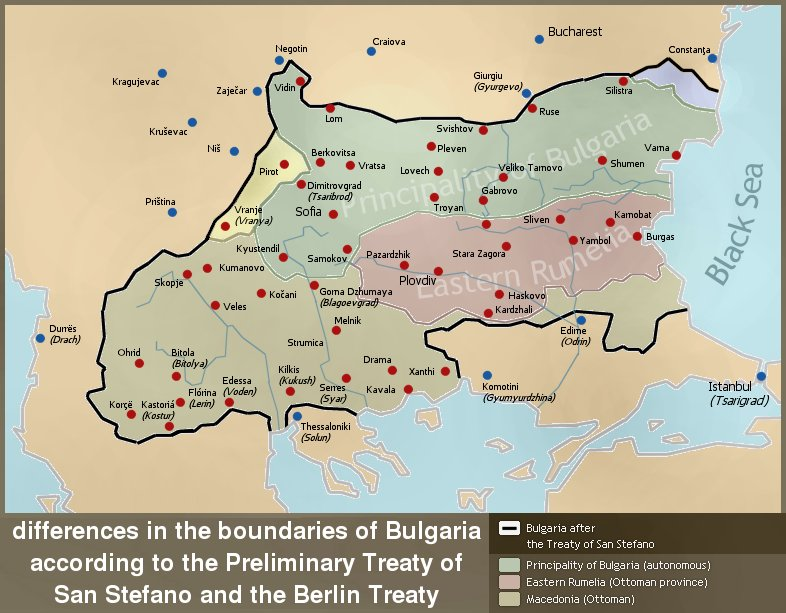
ベルリン会議による大ブルガリア公国の分割図。緑の部分がブルガリア領土に留まる地域。土色はトルコ領復帰地域。赤はトルコ自治領「東ルメリ自治州」

普仏戦争でプロイセンに好意的中立の立場をとっていたロシアは、パリ条約の擁護者フランスが敗れたのを好機としてパリ条約で定められた黒海中立化の破棄を宣言した。これに反発した英墺の要求で1871年にロンドン会議が開催されるもドイツの支持を得るロシアの主張が認められる結果に終わった。こうしてロシアは再び黒海に艦隊を置けるようになったが、海峡については引き続きトルコに通行許可権が残され、ロシアの地中海進出は妨げられたままだった。
しかし黒海に再び海軍力を置けるようになったことでロシアはバルカン半島への影響力を復活させた。バルカン半島のキリスト教徒スラブ人の間ではイスラム教国トルコの圧政から脱しようという独立運動が高まっており、ロシアも汎スラブ主義の高まりから独立運動を積極的に支援した。ロシアの膨張を嫌い、トルコの領土保全を志向していた英仏墺は、トルコに自発的改革を促すことでロシアが軍事介入する口実を消そうと企図していたが、トルコが頑なに改革を拒否したため失敗した。
この間ロシア外相ゴルチャコフはビスマルクに「（バルカン半島に）利害関係なき強国」として仲裁のリーダーシップを取るよう要請していたが、ビスマルクは慎重姿勢を崩さなかった。ドイツがその役割を担うと、せっかく良好の関係にある英露墺いずれからか「ドイツは自分たちを支援しようとしなかった」という遺恨を残す恐れがあったためである。コンスタンティノープル会議でもビスマルクは派遣するドイツ全権公使に対して「自分たちには直接関係がないことを理由に極力表面に出ないように心がけ、墺露両国が合意に達するのを待って、この合意を支持すること。三帝同盟、イギリスとの友好関係、いずれも棄損することがないように。」との訓令を出している。
露土関係は悪化の一途をたどり、1877年4月に両国は開戦に至った（露土戦争）。露土戦争は、1年ほどでロシアの勝利に終わり、サン・ステファノ条約によってエーゲ海にまで届く領土範囲でロシアの衛星国大ブルガリア公国が樹立されることになった。しかし英墺がこの条約に強く反発し、1878年初頭には列強間の大戦の空気が漂い始めた。これまで仲裁役になることに慎重な姿勢をとってきたビスマルクだったが、列強間の大戦という極限状態になって露墺の二者択一を迫られる状況は是が非でも回避したかった（ロシアを選ぶとオーストリアが滅亡する危険が高く、その逆を選ぶと露仏が接近する可能性が高かった）。
そこでここにきて「公正な仲介人」として登場し、1878年6月13日から7月13日にかけてヨーロッパ各国首脳を集めてベルリン会議を主催した。とはいっても会議前の1878年4月から5月にかけて行われたイギリス外相第3代ソールズベリー侯爵ロバート・ガスコイン＝セシルとロシア駐英大使ピョートル・シュヴァロフ伯爵の交渉において、すでに多くの合意に達しており、大ブルガリア公国は南北に分割してエーゲ海に面する南部は様々な条件付きでトルコに返還することが決まっていた。またトルコとイギリス間の事前交渉でキプロスがイギリスに割譲されることも約定されていた。オーストリア＝ハンガリーもトルコとの事前協議でボスニアの占領を認めさせていた。ベルリン会議ではこれらの事前合意に基づき、国境線の確定など懸案として残された問題が話し合われた。会議においてイギリス首相初代ビーコンズフィールド伯爵ベンジャミン・ディズレーリは会議から離脱することも辞さない強気の態度で自国の要求のほぼ全て押しとおした。オーストリアのアンドラーシ・ジュラ伯爵も、これといって目立った行動を取る事もなく、要求を全て押し通した。一方ロシアは国境確定問題でビスマルクの支援を期待していたのでこの結果には失望した。
国内の革命運動に悩まされていたロシア政府としては国民の不満を外部へ逸らさせる絶好の機会でもあり、この会議以降ロシアはドイツ批判・ビスマルク批判を強めていった。1879年夏にはロシア外相ゴルチャコフがパリを訪問して後の露仏同盟の基礎を作っている。
ビスマルクはロシアをドイツ側に引き戻すためにロシアを孤立させようとし、様々な手段を使ってロシアに圧力をかけた。オーストリア＝ハンガリーと同盟を結び、実現はしなかったが英独同盟を提案し、アジアにおける英仏の連携の仲介の労さえ取り、両国とロシアが対立するよう仕向けた。さらにロシア製品に保護関税を導入し、ペスト対策を理由にロシア国境を封鎖し、ルーマニア独立の条件にロシアが嫌がるユダヤ人解放を要求した。

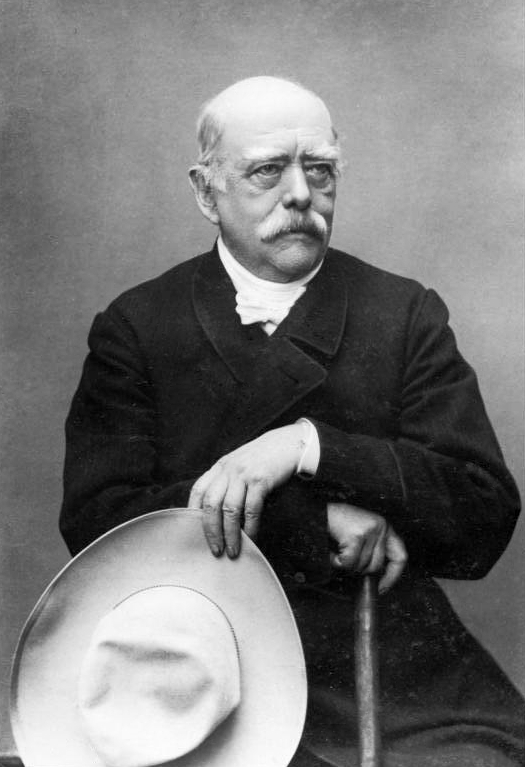
1881年のビスマルク

一方ロシアは、ロシア皇帝暗殺を企てたナロードニキの引き渡しをフランスに求めていたが拒否されたため、フランスへの接近は難航した（しかもその間にロシア皇帝アレクサンドル2世が実際に暗殺された）。こうしてクリミア戦争時にも比するロシアの孤立状態が現出した。ロシア新皇帝アレクサンドル3世はゴルチャコフを退けてドイツに再接近を図り、対立を内在させながらも1881年6月にドイツ皇帝、オーストリア＝ハンガリー皇帝、ロシア皇帝は三帝協定を復活させた。

##### 植民地政策

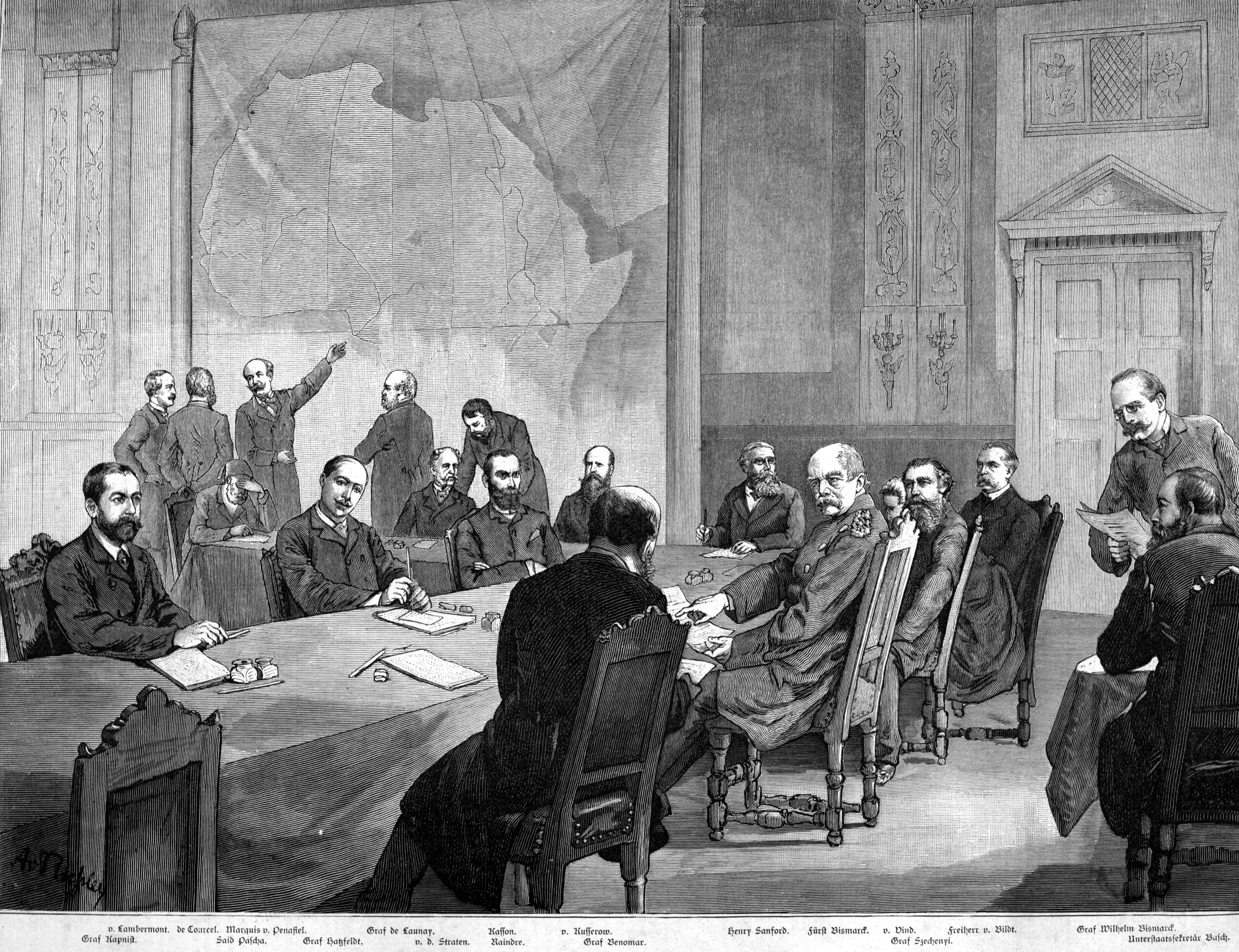
アフリカ分割のルールを策定したベルリン・コンゴ会議。

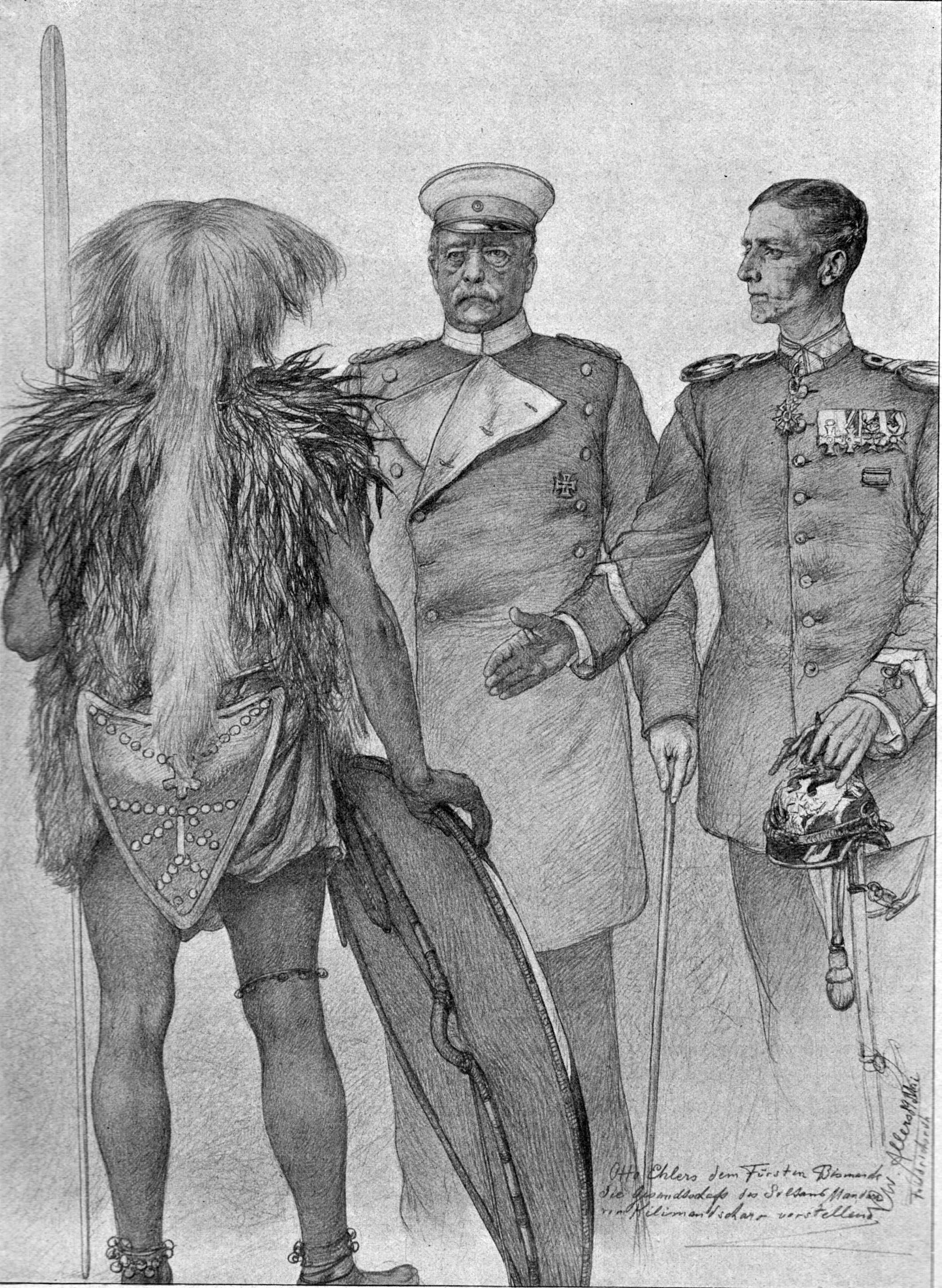
ドイツ領となった西アフリカ・キリマンジェロのマンダラ王国の使者と面会するビスマルク。

ビスマルクは対外的野心がないことを強調したが、欧州外の植民地についても同様だった。明治6年（1873年）に訪独した岩倉使節団に対してもそのことを語っている（詳しくは後述）。1881年の段階でも「私が首相である間は植民地政策は行わない」と宣言していた。
ビスマルクは英仏が植民地の利権ゆえに接近できない状態が望ましいと考えており、英仏の植民地獲得競争をできるだけ維持させようと図った。そのためドイツ自身は植民地政策を行わずに英仏の植民地政策を積極的に支援した。特にフランスへの支援にはアルザス＝ロレーヌの埋め合わせ的な意味合いがあった。ビスマルクは1884年に「フランス人がトンキンとマダガスカルで勝利を収めることを希望している。それは彼らの自尊心を満たし、ドイツへの復讐を忘れさせるだろう」と述べている。
1884年に英仏がアフリカ植民地競争で対立を深めるとビスマルクは反英・親仏路線をとった。1884年6月28日に開催されたロンドン会議でエジプト権益をめぐって英仏が激しく対立する中、彼は駐ロンドン大使にフランスを支持するよう命じている。
さらにベルギー王レオポルド2世が実効支配したコンゴの領有権をめぐって、1884年11月から1885年2月にかけてベルリン・コンゴ会議を主催した。この会議の結果、植民地は先占権者が実効支配するという原則が確認され、コンゴはベルギー王レオポルド2世の個人的所有地（コンゴ自由国）と認められ、イギリスのコンゴ支配の野望は砕け散った。またコンゴ盆地における通商自由化、奴隷貿易禁止、コンゴ川やニジェール川の渡航自由化が決められた。一方で自由貿易の範囲をめぐってはビスマルクはフランス領ガボンとポルトガル領アンゴラも含めるよう主張したイギリスの主張を支持してフランスに譲歩させた。
列強の中でドイツのみ植民地がないことにドイツ国民の間で不満が高まり、経済界からも要請が強まっていった。1882年末には植民地獲得を目指すドイツ植民協会が創設されている。こうした世論の中でビスマルクは1884年から1885年にかけて突然アフリカや太平洋のドイツ企業・ドイツ人入植地をドイツ領に組み込んだ（ドイツ領トーゴ）、ドイツ領カメルーン、ドイツ領東アフリカ、ドイツ領南西アフリカ、ドイツ領ニューギニア）。これらの地域（特に南西アフリカ）は英国が権益を有していたので、これは英国を害する行動であった。
ビスマルクがこれまでの方針を翻して突然自国の植民地政策を開始した理由については諸説ある。国民の不満を外部へ向けさせるため、不況対策、増加した余剰人口対策、アフリカ植民地が残り少ないことへの焦燥、1884年の選挙対策、フランスのための反英行動、次の皇帝になる皇太子フリードリヒが親英自由主義者であったため、英国の影響力が増さないように対英関係をわざと悪化させたなどの説がある

しかし英国と異なりドイツでは植民地は死活問題ではなく、ビスマルクも英国と決定的に対立しそうな植民地獲得は狙わなかった。時のイギリス首相ウィリアム・グラッドストンは反英連合の形成を恐れ、またドイツが植民地政策を遂行すればイギリス人植民者たちが団結して本国との結びつきを強めると読んでいたのでドイツ植民地政策を基本的に支持しているような状況でさえあった。

##### ビスマルク体制

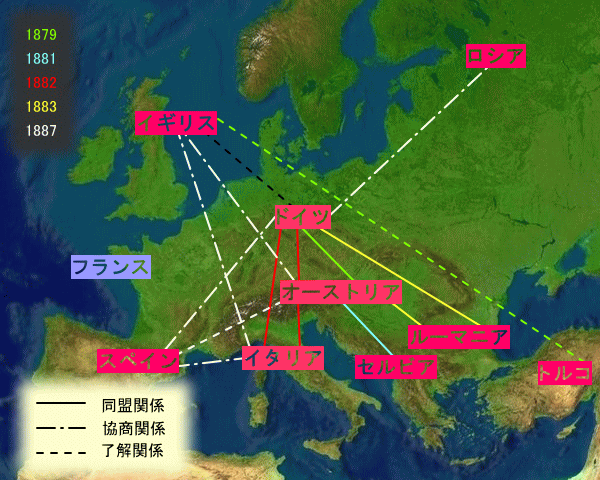
「ビスマルク体制」と呼ばれた19世紀後半のヨーロッパ安全保障体制

1881年に復活した三帝協定だったが、露墺の対立は強まる一方で機能しなかった。そこでビスマルクは1882年5月に独墺伊の三国間で三国同盟を締結し、ついで翌1883年にはオーストリア＝ハンガリー、ルーマニアとの三国間にも同盟を締結し、「急場しのぎ」の体制を構築した。
フランスでは1885年5月に植民地問題を通じて比較的親独的だったジュール・フェリー仏首相が辞職して政治対立が激しくなる中で「対独復讐」が国民統合のスローガンとして再び盛んに叫ばれるようになった。特に「復讐陸相」と呼ばれたジョルジュ・ブーランジェ陸相が登場するとその機運が一気に高まった。またビスマルク側も軍拡が争点になった1887年初頭の帝国議会選挙のためにフランスの脅威を煽ったため、独仏戦争危機が生じた。かくして1887年初頭以降ビスマルクの外交目標は再びフランスの孤立化に向けられた。
一方1885年9月に発生したブルガリアの動乱で露墺はブルガリア支配権をめぐって対立し、1887年7月に親墺的なザクセン＝コーブルク＝ゴータ家のフェルディナント1世がブルガリア公に即位すると両国関係は最悪のものとなった。前述したようにビスマルクのポーランド人追放政策により独露関係も悪化していた。三帝協定はビスマルクの仲介もむなしく再び崩壊した。
三帝協定が終焉した以上フランス封じ込めはイギリスを味方に付けることでしかありえなかった。ちょうどイギリス首相第3代ソールズベリー侯爵ロバート・ガスコイン＝セシルはロンドン会議以降イギリスが孤立していることに不安を抱いており、アフガニスタンをめぐってロシアと対立を深める中、ドイツとの関係を修復したがっていた。ロシアとの完全な決裂を避けるため、ビスマルクはイギリスと直接手を結ぼうとはしなかったが、代わりにドイツ同盟国イタリアとの接近を強く勧め、1887年2月12日に英伊間に地中海協定を締結させた。さらに3月24日には対ロシアの後ろ盾をほしがるオーストリア＝ハンガリーもこの協定に参加させ、地中海協定を事実上三国同盟を補完させる条約となした。
地中海協定によりイタリアに対するドイツの負担は大きく軽減し、フランスは地中海における活動の中で反イタリア行動を取り難くなった。1887年5月に期限が切れる独墺伊三国同盟の更新にあたってイタリアは新たな領土要求をドイツに突きつけたが、ビスマルクはイタリアをドイツ側に引き付けておくためにこれを呑んでいる。
同じ頃スペインは目と鼻の先のモロッコ植民地化を押し進めるフランスに脅威を感じていた。そのためスペインも三国同盟加入を申し出ていたが、ビスマルクははじめ三国同盟が地中海偏重になること、スペイン内政の不安定などからスペインを同盟に加えることには消極的だった。しかしフランスとの緊張が高まるにつれて結局スペインも同盟体制に組み込む必要ありと判断した。イタリア、スペインに協商を成立させた後、ドイツとオーストリア＝ハンガリーもこれに加盟した。またこの協商の目的として「君主制の擁護」が盛り込まれ、フランスの地中海での活動を封じ込めるだけでなく、フランスの共和主義の影響が君主国に波及するのを阻止する条約にもなった。
またビスマルクはロシアがブルガリア宗主国トルコと接近する可能性を危惧し、地中海協定の防衛対象にトルコを加えたがるようになった。1887年12月に「地中海協定締結国はヨーロッパの利益（海峡自由運航など）の擁護者たるトルコの領土を保全する。トルコはブルガリアの宗主権を他国に譲ってはならない。もしこれが侵された場合、締結国はトルコを支援して回復を図る。トルコ自身が犯そうとした場合あるいは犯されたのに回復しようとしない場合は締結国はトルコ占領を協議できる」という内容の新協定案を地中海協定三国に結ばせた。
この交渉の際の1887年11月22日にビスマルクは英首相ソールズベリー侯爵に書簡を送り、その中で英独墺を現状維持を望む「飽和国家」、露仏を現状に不満がありヨーロッパの平和を破壊する恐れのある国家に位置付けている。またドイツとしては露仏と二正面戦争になった場合に備えて同盟国が欲しいが、同盟国を確保できないならオーストリアの独立が脅かされない限りロシアとの友好関係を維持せざるを得ないとしてイギリスが地中海協定から離れないようくぎを刺した。
他方でビスマルクは露仏同盟という事態を出来る限り先まで阻止するため、ロシアもドイツの同盟体制に引き付けることを希望していた。そのため同盟諸国との協議において直接的に反露的義務を負う事は避けることに努めた。三帝協定が期限切れとなる1887年6月にロシアとの間に独露再保障条約を締結した（秘密議定書でロシアのバルカン半島進出を容認）。この条約は外務長官を務めていたビスマルクの息子ヘルベルトが「鎮痛剤」と評したように独露関係を改善できるような性質のものではなかったが、一時的にロシアがフランス側へ移るのを足止めする物ではあった。
ドイツを中心とした同盟関係にイギリスを間接的に同盟に引き込み、ロシアも当面繋ぎとめておくという「ビスマルク体制」はひとまず完成をみた。しかし露墺関係はバルカン半島をめぐってますます悪化、独露関係も関税競争が発生して悪化の一途をたどった。ロシアとの将来的な対決はビスマルク時代にはすでに不可避となっていた。

#### 二帝の崩御と即位

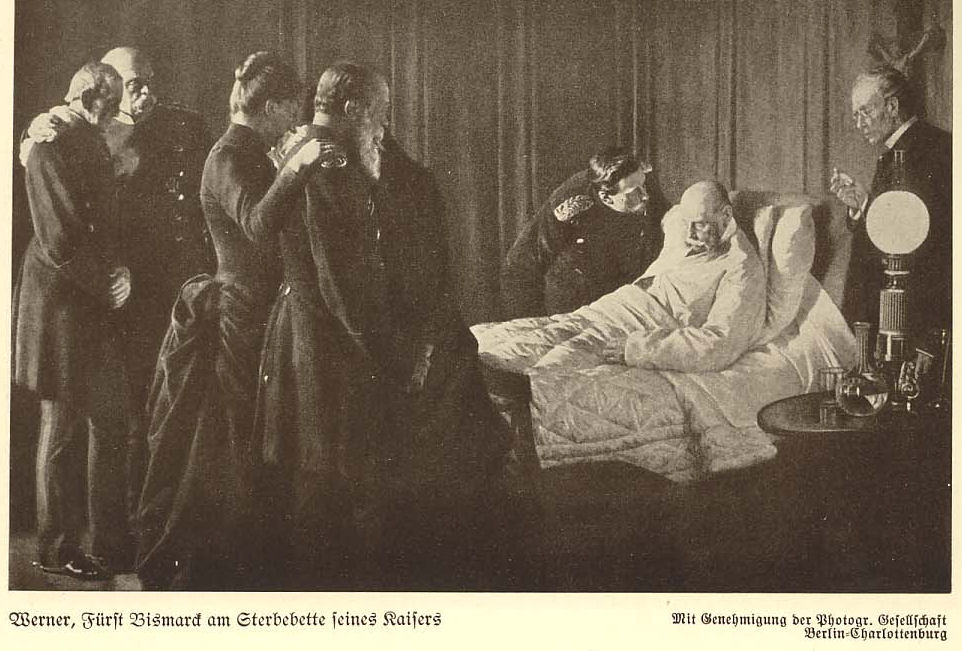
ヴィルヘルム1世の崩御を描いた絵画。左から参謀総長モルトケ、ビスマルク、バーデン大公フリードリヒ1世の娘でスウェーデン王妃のヴィクトリア、バーデン大公フリードリヒ1世、ヴィルヘルム皇子（アントン・フォン・ヴェルナー画）

1888年3月9日、皇帝ヴィルヘルム1世が90歳で崩御した。同日ビスマルクは帝国議会において涙ながらに皇帝崩御を発表した。
新たにドイツ皇帝・プロイセン王に即位したフリードリヒ3世は思想的に自由主義左派の立場であり、政治的反対派を「帝国の敵」として抑圧するビスマルクのやり方を苦々しく思っており、また経済的にもビスマルクを自由経済に反する「国家社会主義者」と看做して嫌った。ビスマルクの方もフリードリヒ3世に好感を持ったことはほとんどなかった。ビスマルクにとっては幸いなことにフリードリヒ3世は即位時にすでに不治の病を患っており、99日しか在位できなかった。6月15日の崩御までの短い治世の間に彼が行ったことは内相プットカマーの罷免のみであった。
29歳のヴィルヘルム皇太子がヴィルヘルム2世としてドイツ皇帝・プロイセン国王に即位した。ビスマルクは自由主義的なフリードリヒ3世より権威主義的なヴィルヘルム2世に好感を持っており、彼を「ホーエンツォレルン家の真の継承者」と評していた。ビスマルクは即位前からヴィルヘルム2世とその生母であるヴィクトリアの対立をあおり、これを「真のドイツ継承者」と「イギリス女」の対立と位置づけて常にヴィルヘルム2世を支持してきた。
ヴィルヘルム2世の方も基本的にビスマルクを尊敬していたが、同時に彼は「ビスマルクのような偉大な臣下がいたならフリードリヒ大王は大王とはなれなかったであろう。」といった側近の忠告に影響を受けていた。ヴィルヘルム2世に強い影響力を持っていたフィリップ・ツー・オイレンブルクもヴィルヘルム1世とビスマルクの関係を「眠れる英雄皇帝と偉大な政治家」と皮肉っていた。ヴィルヘルム2世は即位前の1887年12月に「もちろんビスマルク侯はまだ2、3年は必要な人間であるが、その後は彼の果たしている機能は分割されるだろうし、その大部分を君主自身が受け継がねばならない」と述べている。

1888年9月末に『ドイツ評論』という雑誌が故皇帝フリードリヒ3世の普仏戦争時の日記（フリードリヒ3世がドイツを自由主義国家にすることを目指していた事を示唆する内容）を掲載した。ビスマルクはこの雑誌を国家反逆罪容疑で発禁処分にし、日記の送付者であった枢密法律顧問官ハインリヒ・ゲフケンを逮捕させた。「発表された日記は偽造された物」としてゲフケンを告発したが、裁判所は証拠不十分で裁判手続きを打ち切った。ビスマルクはフリードリヒ3世が自由主義者として祭り上げられる事の危険性をヴィルヘルム2世に慎重にほのめかし、ヴィルヘルム2世の支持を取り付けていたが、世論がこの裁判を否定的にとらえたため、世論に敏感なヴィルヘルム2世は逆にビスマルクと距離をとるようになった。

#### 失脚

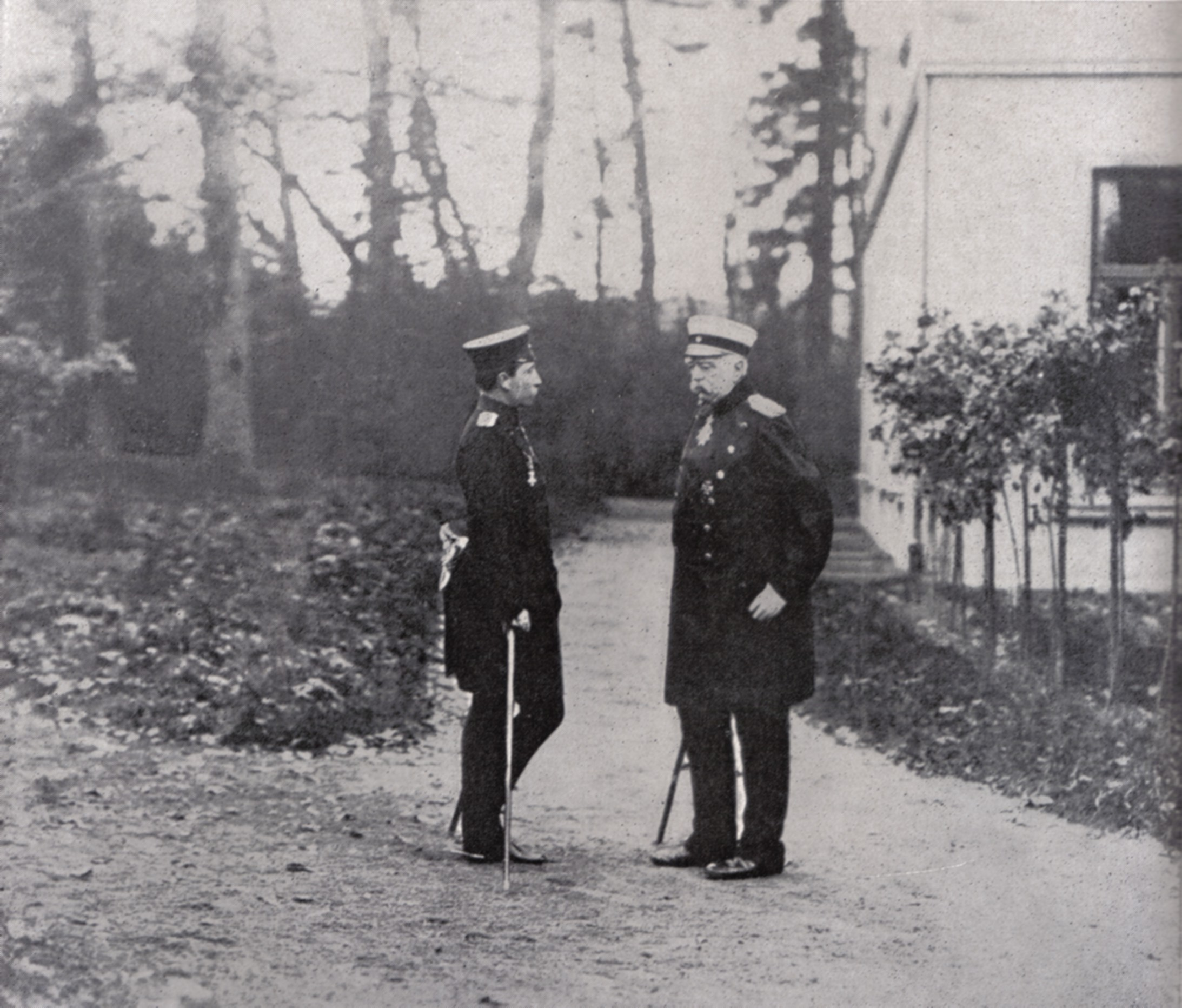
ヴィルヘルム2世とビスマルク（1888年フリードリヒスルー）

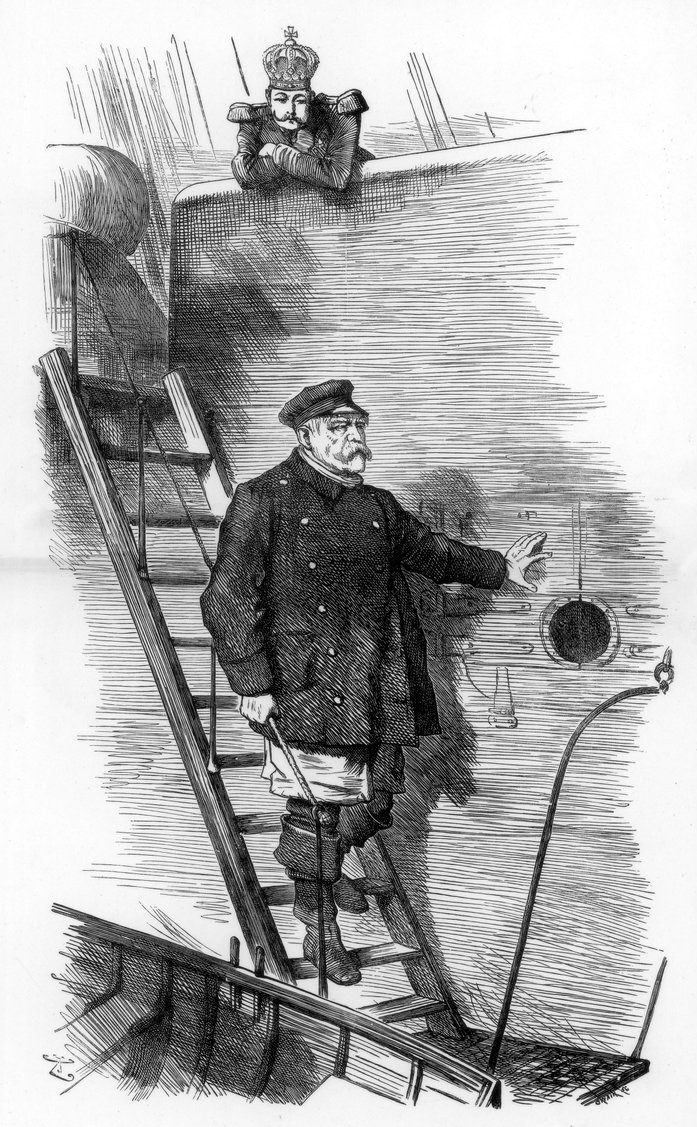
英国誌『パンチ』のビスマルク辞職を描いた挿絵「水先案内人の下船」

1889年5月にルール地方の鉱山で労働者のストライキが発生し、ドイツ各地の鉱山に拡大していった。皇帝は労働者側に共感し、助言者たちを集めて労働者保護立法の準備を開始した。一方ビスマルクは「自由主義ブルジョワに社会主義の恐ろしさを理解させるため」この件について国家の介入は避けるべきと主張した。
ビスマルクは領地のフリードリヒスルーやヴァルツィーンで過ごすことを好み、この時も5月中旬に閣議が終わると息子ヘルベルトやプロイセン副首相カール・ハインリヒ・フォン・ベティッヒャーにベルリンを任せて自身はフリードリヒスルーへ帰り、以降翌年1月24日の御前会議までほとんどの期間をそこで過ごした。この長期のベルリン不在でビスマルクの皇帝への影響力は低下し、皇帝が親政志向を強めることとなった。
1889年10月に期限切れが迫っている社会主義者鎮圧法を無期限に延長する法案を帝国議会に提出させたが、国民自由党多数派は恒久法にするのであれば同法案の追放条項は破棄するべきであると主張した。
1890年1月24日の御前会議において皇帝は労働者保護勅令の計画を発表したが、ビスマルクは社会主義者鎮圧法を最優先にすべきであるとしてその件を先延ばしにした。一方社会主義者鎮圧法案について皇帝は保守党と同様に「帝国議会が追放条項の破棄を決議してもそのために法律を流産させることはしない」という声明を出すことを求めていたが、それに対してビスマルクは「そのような弱腰は致命的な結果をもたらす。もしこの法案が政府の提案通りに採択されないなら、法律なしで（社会主義者に）対処せねばならず、波は高まるままになり、やがて正面衝突は避けられない」と反論したうえで「かかる重大問題において陛下が異なる考えを抱いておられるなら恐らく自分は適所にあるとはいえない」と述べて辞職をちらつかせて皇帝を説得した。
保守党が要求していた追放条項に固執しないとの政府宣言が出されなかったため、翌25日の帝国議会本会議で社会主義者鎮圧法案は広範な政党の反対によって否決された。一方2月4日に労働者保護勅令の2月勅令が発せられたが、ビスマルクはこれについて副署を拒否している。しかもビスマルクは2月勅令で定められていたベルリンでの労働者保護国際会議の開催の妨害工作を行った。ヴィルヘルム2世が1896年にオイレンブルクに語ったところによれば彼はこの妨害工作を「全ヨーロッパの面前における反逆」と捉え、以降「この男と決別することは王冠に対する義務」と感じるようになったという。
2月20日に会期満了に伴う帝国議会選挙があったが、カルテル3党（保守党、帝国党、国民自由党）の敗北と中央党・自由思想家党・ドイツ社会民主党（SPD）の躍進に終わった。2月25日にビスマルクは皇帝の謁見を受け、もし労働者の暴動が発生したら断固たる手段を取る決意があるか皇帝に尋ねた。皇帝は「かかる際には断じてフリードリヒ・ヴィルヘルム4世の如き態度はとらぬ」と明言し、別れ際にはビスマルクと握手して「降伏はせぬ」と述べた。この皇帝の反応からビスマルクは自分の闘争は皇帝の支持を得ているという確信を得た。
この確信のもとビスマルクは3月2日の閣議でドイツ帝国憲法は邦国君主及び自由都市参事会の条約であるので、憲法改正には君主と自由都市参事会の同意だけで十分であるという憲法論を説いたうえで、次の議会ではまず労働者保護法案、ついで軍事法案、最後に従来以上に厳しい社会主義者鎮圧法（追放条項に加え、他人にストライキ参加を強制した者への罰則条項あり）を提出するとの方針を示した。この閣議でビスマルクが帝国議会無視的な憲法原理を論じたことは、ビスマルクは議会との闘争状態を作り出してクーデタを狙っていたとする見解を補強する。
しかし3月4日には皇帝の態度は変わっていた。この日までに皇帝はカルテル諸政党の党首を引見して彼らが社会主義者鎮圧法案提出に反対であることを知った。ビスマルク留任に賛成している党は今や中央党だけとなっており、他の党はますます若き皇帝に希望を寄せていた。皇帝も喜んで彼らに急き立てられた。皇帝は3月4日の謁見でビスマルクに対して社会主義者鎮圧法提出を止めるよう命じた。皇帝はこれでビスマルクが辞表を提出すると思っていたが、予想に反してビスマルクはあっさり了承した。この時ビスマルクにとっては議会との闘争状態を作り出すことだけが大事だったから、軍事法案で議会と戦えば良いと判断していたと見られる。
また3月2日の閣議の際にビスマルクは閣僚たちに1852年閣議命令の遵守を求め、3月4日には全閣僚にその写しを送っていた。これは大臣がプロイセン王に上奏する場合はまず首相に報告せねばならず、また上奏にあたって首相が立ちあうことを規定した命令であり、破棄されたわけではなかったが、この時点では忘れ去られてほぼ死文化していた。このような昔の命令を引っ張り出してきて皇帝を首相の管理下に置こうとしていると感じた皇帝は3月5日にブランデンブルク州議会での演説において「私の行く手を遮る者は粉砕する」と叫んで怒りを露わにした。

3月15日に皇帝はビスマルクに政党の代表者との交渉を禁じ、また1852年閣議命令の廃止への同意を求め、さらに軍事法案も議会と相談するつもりであると通達した。これを受けてビスマルクは1890年3月18日20時に皇帝に辞表を提出した。辞表を待ち受けていた皇帝はただちに受理し、ビスマルクをラウエンブルク公爵に叙すると内諭したが、ビスマルクは辞退した。

### 首相退任後

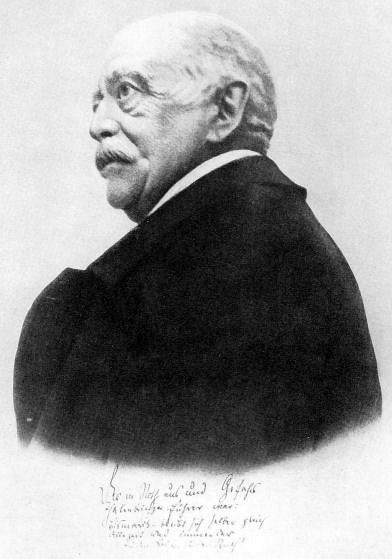
1895年、80歳のビスマルク

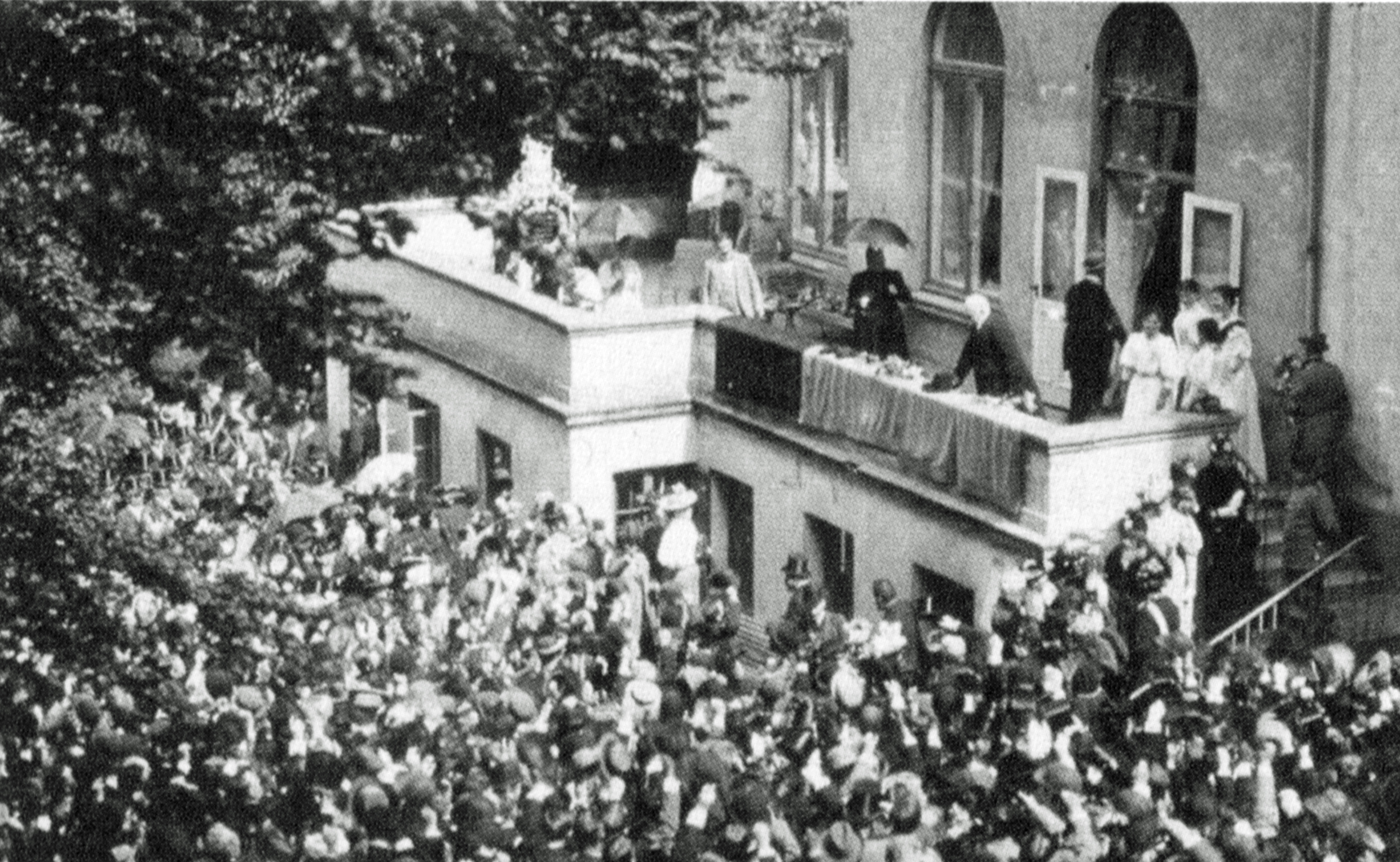
1895年、演説を行うビスマルク

1890年3月29日にベルリンを離れてフリードリヒスルーへ移住した。ビスマルクの失意は深く、1890年から91年にかけてたびたび自殺を考えたというが、個人的威厳を重んじる念と信仰心によって思い止まったという。
退任後すぐに書店コッタから1巻10万マルクの印税の条件で回顧録の執筆を依頼された。失脚後も助手としてビスマルクを支え続けていたローター・ブハーが速記して回顧録の執筆を行った。ブハーは速記者として有能であり、ビスマルクがソファーに寝っ転がって断片的に口述したり独白したりするのを聞いてただちにその意味を把握して編纂できた。また彼はこれまでビスマルクの側にあって色々な歴史的出来事に関わってきたため、ビスマルクの記憶が正確でないときなど助け舟を出すことができた。ただビスマルクが訂正する気になるかどうかはまた別で、この点では彼はビスマルクを説得できないことが多かった。ブハーはビスマルクが「事実を意図的にゆがめる。知れ渡った事実まで歪曲しようとする。失敗したことには自分は関係なかったことにしようとする。老皇帝とアルフェンスレーベン将軍以外の誰も自分と対等の存在になる事を許さない」ことに憤慨している。ブハーが1892年10月12日に死去したためもっと長くなる予定だった回顧録は3巻までで終わった。
退任後もビスマルクの影響力は絶大であり、多くの人々が彼の周りに集った。『ハンブルク報知』紙を中心に独自のプロパガンダ網を整備した。外国記者の取材にも積極的に応じた。ヴィルヘルム2世の親政体制に批判的なユダヤ人ジャーナリストマクシミリアン・ハルデンと親しくするようになってから現体制への批判活動を本格化させ、首相レオ・フォン・カプリヴィや帝国内務長官（内相）ベティヒャーへの批判を強めた。大臣への批判が主だったが、時折ヴィルヘルム2世のことも「私は彼と名声の太陽の間に立ちはだかる巨大な影なのだ」「現在の大臣たちはあまりにも薄っぺらいので君主の人物がいつも透けて見える」などと皮肉った。また職務上知り得た国家機密もべらべらとしゃべったという。ヴィルヘルム2世はしばしば本気でビスマルクを大逆罪の容疑で逮捕することを検討したという。
1891年3月には国民自由党の要請を受けてハノーファー＝レーエ選挙区の帝国議会議員補欠選挙に出馬した。当選は果たしたものの低い投票率だったうえ、得票率もそれほど高くなく、ビスマルクもこの結果を見て帝国議会での政治活動という路線は諦めたようだった。結局彼は一度も帝国議会に出席せず、再度の出馬要請も拒否した。それでも帝国議会が紛糾した時に突然ビスマルクが現れて帝国議会を操り始めるのではないかという印象はビスマルクを支持する者にも反対する者の間にも消えなかった。
1892年にビスマルクが息子ヘルベルトとハンガリー貴族の伯爵令嬢マルグリート・オヨスの結婚式に出席するためウィーンを訪れた際、ヴィルヘルム2世はビスマルクがウィーンで盛大な歓待を受けることで自分の権威が傷つく事を恐れ、オーストリア皇帝フランツ・ヨーゼフ1世に「不服従な臣下が私に歩み寄って謝罪する前に貴方が彼に謁見を賜る事で私の国内的地位を危機に落としいれないでほしい」という書簡を送っている。首相カプリヴィもウィーンのドイツ大使館に対してヘルベルトの結婚式に出席しないよう訓令している。このカプリヴィの訓令は公表され、ビスマルク派の新聞はこれを「ウリヤ書簡」と名付けて批判した。世論はビスマルクに同情し、皇帝とその政府に批判が集まった。
しかし「ビスマルクに戻れ」の声もだんだん聞かれなくなっていく中、1894年初頭にヴィルヘルム2世とビスマルクは「和解」した。ヴィルヘルム2世は「これからはウィーンやミュンヘンが彼のために奉迎門を建てても構わない。私の方が常に彼より抜きん出ているのだから」と語って安堵した。その後もしばしば政治的動向を見せたが、皇帝側近の間で「ヘラクレスがまた棍棒を振るった」と皮肉られる程度の物となっていった。

ビスマルクの失脚原因ともなった社会主義への敵意は退任後も一貫して強く持ち続け、1893年にはアメリカのジャーナリストの取材に対して「社会主義者はドイツ国内を徘徊するネズミであり、根絶やしにしなければならない」と述べ、1894年にハルデンに宛てた手紙の中では社会主義者を伝染病の病原菌に例えた。死を間近にした1897年にも「社会問題はかつてなら警察問題で解決できたが、いまや軍隊を用いねばならない」と述べている。

### 死去

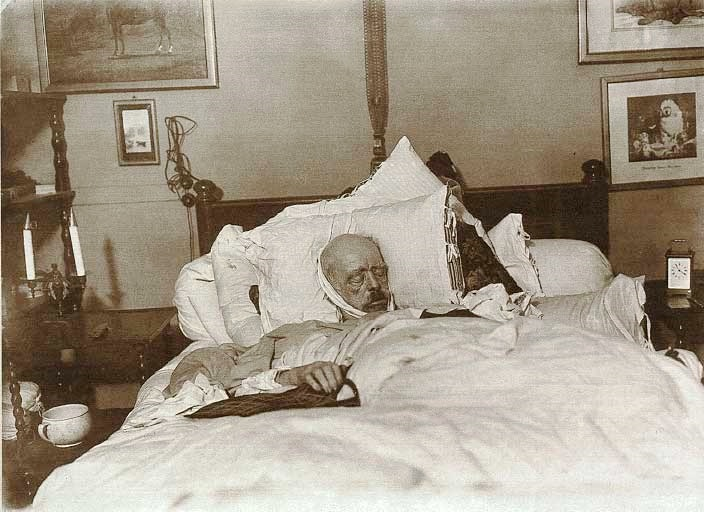
1898年7月31日、死去したビスマルクの遺体

1894年11月27日に妻ヨハンナに先立たれると生への倦怠感を強め、肉体的な衰えが激しくなった。ビスマルクは妻の死に関して妹へ宛てた手紙の中で「私の残されていた物、それはヨハンナだった。（略）民が寄せてくれる過分な好意や称賛に対して私は恩知らずにも心を閉ざしてしまうようになった。私がこの4年間それを喜んでいたのは彼女もそれを喜んでいてくれたからだった。だが今ではそのような火種も徐々に私の中から消えようとしている」と書いている。
血行障害であまり身体を動かさなくなったことで片足が徐々に壊死していき、しばしば激痛に悩まされるようになった。1897年秋以降には車椅子生活になった。
1898年7月30日23時前に息を引き取った。主治医によると死因は肺の充血だったという。息子ヘルベルトの妻によると最期の言葉は「私のヨハンナにもう一度会えますように」だったという。ビスマルクの希望で彼の墓石に刻まれた言葉は「我が皇帝ヴィルヘルム1世に忠実なるドイツ帝国の臣」であった。また『コロサイの信徒への手紙』第3章23節にある「汝等、何事を為すにも人に仕えるためではなく、主に仕えるために行え」という言葉が刻まれている。これはビスマルクが16歳の頃より愛していた言葉だった。
ビスマルクの訃報に接してヴィルヘルム2世は10日間の廃朝を決定し、陸海軍も7日間喪に服して業務を停止した。民家も次々と弔旗を掲げた。
国葬に付すべきとの意見もあったが、生前ビスマルクが派手な葬儀を嫌がっていたことから遺族が断り、フリードリヒスルーの邸宅の後ろの小丘に葬られた。
1890年11月末にビスマルクの回顧録の1巻と2巻が『思うこと、思い出すこと』（ISBN 978-3-7766-5012-9）というタイトルで出版された。12月中旬までに30万部売り上げるベストセラーとなった。ただし3巻はヴィルヘルム2世との闘争を扱う作品だったのでビスマルクはヴィルヘルム2世の崩御まで出版しないよう遺言していた。しかし結局ヴァイマル共和政期の1921年になって公刊されている。
1898年以降、ビスマルクの銅像・記念碑が次々と建立された。銅像の多くは軍服を着て剣を携えピッケルハウベを被るという「鉄血宰相」としてのビスマルクを描いた物であった。とりわけベルリンの帝国議会の議事堂の広場に建てられた銅像とハンブルクに建てられた巨大ビスマルク像が著名である。また、ドイツ各地にビスマルクを称えるためのビスマルク塔が建てられた。
- 旧プロイセン王国ベルリンの帝国議会前に建てられたビスマルク国民像（ドイツ語版）。1900年撮影。
- ベルリン・ティーアガルテン・グローサー・シュテルン（ドイツ語版）に移転したビスマルク国民像。2005年撮影。ティーアガルテンは西ベルリンなので第二次大戦後も破壊を免れた。
- 旧プロイセン王国ルーデルスブルク（ドイツ語版）に建てられた若い頃のビスマルク像。2013年撮影。
- 旧プロイセン王国フランクフルト市ヘーヒスト地区に立てられたビスマルク像。2011年撮影。
- 旧プロイセン王国ヴッパータールに建てられたビスマルク像。2001年撮影。
- 旧バイエルン王国ミュンヘンに建てられたビスマルク像。2010年撮影。
- 旧ザクセン王国ドレスデンに建てられたビスマルク像（ドイツ語版）。1903年撮影。第二次大戦後、ソ連占領軍に破壊された。
- 旧ヘッセン大公国・ダルムシュタットに建てられたビスマルク像。2009年撮影。
- 旧自由都市ブレーメンに立つビスマルク像。2012年撮影。
- 旧自由都市ハンブルクに立つ巨大ビスマルク像。2004年撮影。

## 人物

### 体格・健康状態
体重は約123キロ（1879年時）あった。
食べ物を手当たり次第に口に詰め込んで酒で流し込むという暴飲暴食の癖があり、首相官邸を訪れた人々を驚かせたという。イギリス首相ベンジャミン・ディズレーリの前でもそれを行い、彼を仰天させたという。そのためどんどん太っていったが、1880年代になると医者から食事療法を言い渡されて控えるようになったという。
「顔面神経痛」と称していたが、実際には虫歯だった。歯医者へ行くのを怖がり、治療ができなかったという。「歯医者はみな卑怯者で、患者をいじめるのだ。」と述べていた。
寝床に入ると不愉快なことを次々と思いだしてしまい眠れなくなる不眠症であったという。顔色が悪いことを指摘されて「私は一晩中憎んでいたのだ」「眠れずに床についていると30年前に埋め合わせの付かない不当な仕打ちが私に加えられた、という思いがしてくる。そうすると頭に血が上り、夢うつつに必要な対抗手段を講じるのだ」と答えたという。
このような不健康な生活のためか、病気がちであった。それを理由にしてたびたびベルリンを離れて領地に帰り、また帝国議会でも立っているのが辛いと言って座って演説することがしばしばあった。しかし、結局83歳まで生き、当時としては長命であった。

### 嗜好
植物、とりわけマツの木を愛し、日本、南北アメリカ、レバントなどから輸入したマツを自邸の周囲に植えていた
食べ物では卵が好きで一度の食事で15個食べることもあったという。ステーキに半熟の目玉焼きを乗せて食べる事を好んだ為、茹でアスパラガスやピザなどに目玉焼きを乗せたものを今日では「ビスマルク風」と呼ぶようになった。魚介類ではコイ、サケ、マス、キャビア、牡蠣を好んで食した。牡蠣を175個食ったことがあるというのがビスマルクの自慢話の一つだった。
ビスマルクは酒豪であり、ビールでもワインでもシャンパンでも水のごとく飲んだ。ワインではドイツワインのシュタインベルガーを愛した。一方でドイツ産スパークリングワイン（ゼクト）だけは好まなかったという。ビスマルクが皇帝ヴィルヘルム2世の陪食で宮殿のゼクトを飲んだ際、あまりに味が酷いと感じたので「これはどこから仕入れられたのですか」と皇帝に聞いたところ、皇帝は「これは国産である。私は一つに経済、また一つに愛国心の観点からこれを好んで飲んでいる。我が将校たちにも発泡性ワインを飲むならこれを飲むことこそ愛国心と申しつけてある」と答えたが、それに対してビスマルクは「それは結構なことでございますが、臣たちにあっては、愛国心は胃袋の入り口近くで停まってしまいますな」と皮肉り、皇帝を不機嫌にさせたという。

### 趣味

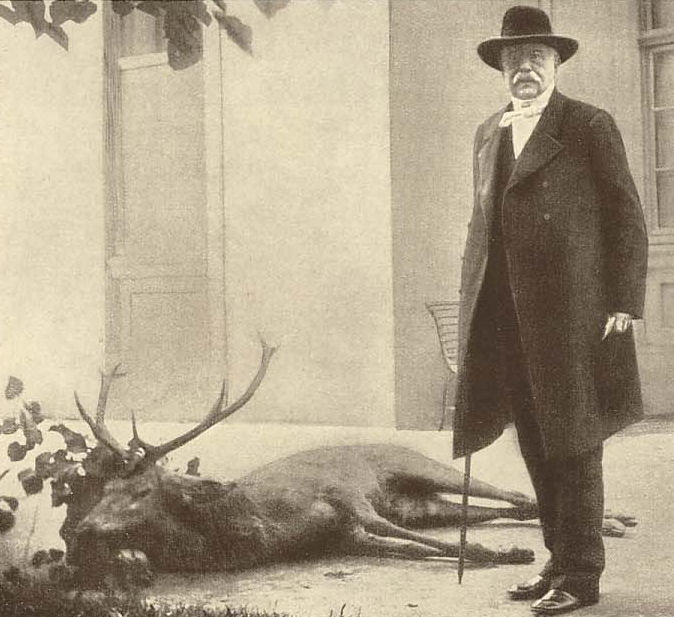
狩猟で仕留めたシカ。

ビスマルクの趣味は狩猟、乗馬、読書、釣りであった。
特に狩猟は青年時代から首相時代まで熱中し続けた趣味であり、普仏戦争時にも敵地で狩猟をしていたという。ロシア大使時代にはクマ狩りにはまり、大きなクマを仕留めてロシア人を驚かせたという。
晩年には読書ばかりしていた。一番の愛読書は聖書であり、それを読むのが日課だった。特に『ヨブ記』と『イザヤ書』が好きだった。

### 影響を受けた人物
ビスマルクの伝記作家エーリヒ・マルクスによれば、ビスマルクはスピノザの著作から強い影響を受けていたという。ビスマルクの汎神論的な宗教観念はスピノザの『エチカ』が一因であるという。またスピノザは『国家論』で「権利とは力であり、自己保存の力とその範囲を同じくする。国権の達するところはその力の達する限りを越えない」と説くが、これはビスマルクに「ドイツ民族の当然の権利」であるドイツ統一を成し遂げるには「自己保存の力」鉄と血によるしかないという確信を強めさせたという。
-*
またエーリヒ・マルクスはヘーゲルもビスマルクに強い影響を与えたと主張する。ヘーゲルは「国家のみが人間の普遍的理念を認識し、それ自らの人格的自由を完全に享受できる」「各民族の理想とする国家は人格的自由の実現されうる秩序ある法律組織を持つ文化的国家である」と説き、ドイツ民族国家の中で最も「文化的国家」に近い国はプロイセン王国であると考えていた。そのためビスマルクはヘーゲルからもプロイセンを中心としたドイツ統一を正当化できた。
歴史家ランケからも影響を受けたという。ランケはビスマルクとほぼ同時代の人であり、プロイセン首都ベルリンを活動の本拠にしていたため、ビスマルクと親交があり、彼の死に当たってビスマルクは「私は政治的信念の一致、また1845年以降40年に渡る個人的関係から常にランケとの交友は失わなかった」と書いている。ランケの王政的民族主義、保守的民族国家主義的な思想はビスマルクの目指す物と一致するところであった。
ビスマルクはマキャベリを熱心に研究していた。マキャベリは民族統一主義者であり、そのためには手段を問うべきではないと確信しており、「言論による者は敗れ、兵力による者は成功する」「国家の健全は平和ではなく、戦争によって表明される」「政略は道徳である。しかも政治家にとっては最高の道徳である。なぜならそれは国家にとって止むに止まれぬものだからだ。」「君主は約束を守ることによって害を受けるなら、その約束を守らないことが正しい」と説く。以上はビスマルクの発想そのものである。約束を遵守すべきか否かについてはスピノザは誓約論者だったのでこの点ではビスマルクはスピノザよりマキャベリの方を支持していたことになる。またマキャベリは「従来の王室を削減することによって新領土が獲得できる」と説いているが、これはビスマルクのアウグステンブルク公に対する扱いに影響したと思われる。
ビスマルクはナポレオン・ボナパルトの研究もしていた。ビスマルクにとってナポレオンは反面教師であり、ビスマルクのドイツ統一後の自制の外交はナポレオンの失敗を教訓にしたもののようである。首相退任後の1890年にビスマルクはナポレオンについて「彼は勝利に酔って、政治家の第一の徳操である最大成功後の賢明な自制を他国の民族主義運動に対して行おうとしなかったので、戦争に次ぐ戦争に突入していくことになり、ついに自分の家も壊してしまった」と分析している。
またビスマルクはゲーテの『ファウスト』を好んだが、この著作からも自制の精神を培ったという。
ビスマルクがクラウゼヴィッツの『戦争論』を読んだかは定かでないが、ビスマルクはしばしば、政治家の軍事介入を嫌う参謀総長モルトケに対して「政治家が戦争目的を決する」「政治家は兵の運用にも関係できるべき」と横やりを入れたので「戦争は政治交渉の継続」とするクラウゼヴィッツに通じるところがあった。

### ユダヤ人について
ビスマルクは基本的に親ユダヤ主義者であり、私的人事にはユダヤ人学識者を重用した。
特にユダヤ人銀行家ゲルゾーン・フォン・ブライヒレーダーを重用し、彼を自らの商務顧問官に任じて、ビスマルク個人の財産管理を彼に任せるのみならず、公式の書類には残したくない要件を外国の外交官に伝えるのに彼を使った。しかし保守主義者たちは帝国首相がユダヤ人銀行家と仲良くしているのが気に食わず、ビスマルクが保守主義に好ましくない政策をとった時にはこのブライヒレーダーの陰謀だと思い込もうとした。また息子二人にはユダヤ人法律家パウル・カイザーが家庭教師に付けられていた。彼はビスマルクに気に入られ、その後外務省に入省して植民地局長に任じられ、さらに裁判官へと転身している。
そのビスマルクも一度反ユダヤ主義勢力に関与しかけたことがあった。ドイツ帝国にはキリスト教社会党という後のナチスに酷似した反ユダヤ主義政党があったが、1881年の帝国議会選挙でビスマルクの次男ヴィルヘルム・フォン・ビスマルク伯爵が明らかに父の承認を得て、この党の指導者である反ユダヤ主義者の牧師アドルフ・シュテッカーに接近したのである。ビスマルク本人もシュテッカーを「勇敢で役に立つ非凡な戦友」などと称える声明を出した。しかしこれはシュテッカーの選挙区に自由主義左派の進歩党議員が対立候補として出馬していたからであり、ビスマルクは選挙中から息子ヴィルヘルムに「シュテッカーや反ユダヤ主義者たちと一体に成り過ぎるな」と警告し続けていた。結局反ユダヤ主義は中間層の支持を得られず同党は惨敗し、進歩党が議席を保った。
この件でビスマルクも完全に目を覚ました。そして選挙後の閣議で「反ユダヤ主義運動は不適当であり、目的から外れている」「私は進歩派のユダヤ人には反対であるが、保守派のユダヤ人には反対ではない」と明言した。また枢密商務顧問官フランツ・メンデルスゾーンとの会話の中で反ユダヤ主義者の嫌疑をかけられたことに激しく反発し、「私はユダヤ人と付き合うのが好きだ。私のフリードリヒスルーでの親密な友人はすべてユダヤ人だ」と反論している。

ちなみに後世のナチス総統アドルフ・ヒトラーはビスマルクを称えながらも「ユダヤ人の危険性を認識しなかったことが彼の誤り」などと断じた。

## 評価

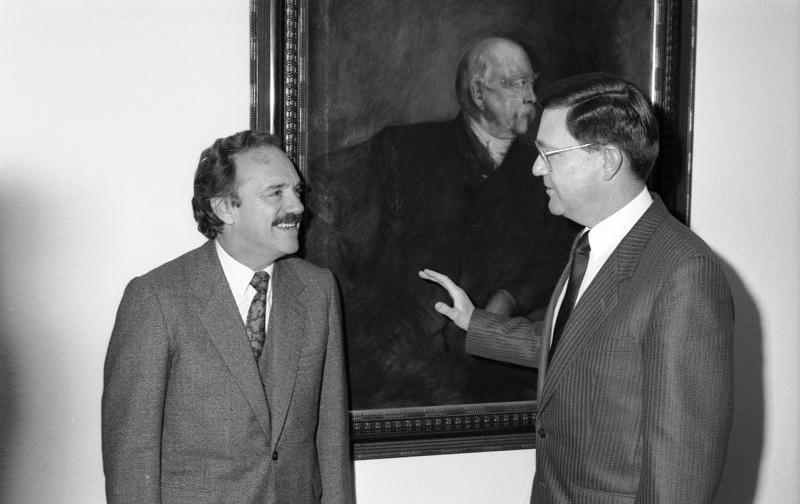
1989年1月18日、西ドイツ首都ボンのドイツ連邦内務省。ビスマルクの肖像画の前で会見する西ドイツ内相カール＝ディーター・シュプランガー（右）とウルグアイ内相アントニオ・マーチェサノ（左）。全面否定されるヒトラーと異なり、ビスマルクの肖像画は戦後ドイツの官庁にも飾られている。

ビスマルクの評価は評価する者の思想傾向によって著しく異なるため毀誉褒貶が激しい。保守的・伝統的な歴史解釈に立てばビスマルクは不世出の英雄とされ、一方ビスマルクと敵対した思想（社会主義や自由主義）からは批判的に捉えられ、究極的にはアドルフ・ヒトラーにつながる存在とされることが多い。
たとえばハンス・ウルリヒ・ヴェーラーはビスマルクの「帝国の敵」という発想は「民族の害虫」を排除する「民族共同体」思想の萌芽であり、「水晶の夜」の道に通じていると述べる。またテオドール・モムゼンは「ビスマルク時代の影響は益よりも害の方が無限に大きい。力の面では得る物があったとしても、そんなものは次に訪れる世界史の嵐の中で失われてしまう物に過ぎない。だがドイツ人の人格・精神が奴隷化されてしまったこと、それはもはや取り返しのつかない災いだった」と述べている。モムゼンは1903年に死去しているが、第一次世界大戦、ヴァイマル共和政の混乱、ナチス独裁政権、第二次世界大戦の流れを見越したかのような予言であった。一方でこうした批判についてハンス・ロートフェルスは「我々はビスマルクが多くの忌まわしい現代史へ道を用意したことについて立派な根拠をあげて批判する。しかしヒトラーはほとんど全ての点においてビスマルクが為すことを拒んだことを実行したという基本的事実を決して忘れてはならない」と反論している。ドイツ出身のアメリカの政治家ヘンリー・キッシンジャーも2011年に『ニューヨーク・タイムズ』紙で「ビスマルクは合理主義者だったが、ヒトラーは夢想的な虚無主義者だった。ビスマルクは自己の限界や勢力均衡を重視したが、ヒトラーは節度や自制が欠落していた。ヨーロッパの征服などという発想はビスマルクにはなかった。『政治とは歴史の中に残された神の足音に注意深く耳を傾け、その歩調に自らの歩みを合わせるものである』というビスマルクの有名な言葉をヒトラーは理解できなかっただろう」と論じている。
現在のドイツ史学者は、1960年代から1970年代の『ドイツの特殊な道』論争を踏まえてビスマルクや第二帝国をヒトラーや第三帝国に直接結び付けることは忌避するのが一般的である。
また社会主義者のカール・マルクスやフリードリヒ・エンゲルスはビスマルク悪罵の書簡を膨大に残してはいるが、その彼らといえどもドイツ統一やナポレオン3世打倒についてのビスマルクの意義を全く無視することはできなかったようである。「歴史の皮肉によってビスマルクがナポレオン3世を倒し、小ドイツ主義帝政だけでなくフランス共和国をも樹立した。しかし一般的な結果はヨーロッパにおいて大きな諸国民の独立と内的統一が一つの事実となったことである。1848年革命の墓掘り人がその遺言の執行者となった」というマルクスの言葉をエンゲルスが本のカバーに掲げている。
ビスマルクの政治手法は「現実主義者」と評されることが多い。ビスマルクはもともと強硬保守ゲルラッハ兄弟に自分たちの信念を引き継ぐ者と期待されて政界に導かれたが、やがて強硬保守思想から離れていった。彼にはナショナリズムや民主主義、社会主義とさえ妥協する用意があった。ビスマルクが全ドイツ労働者同盟の党首フェルディナント・ラッサールと接近したことは前述したが、ラッサールの死後の1865年には第一インターナショナルを指導するカール・マルクスに目を付け、ローター・ブハーを通じてマルクスに「御用新聞の紙面を開けさせるから、そこで政治経済評論を書かないか。もちろん信念に従って自由に書いてくれていいし、何の制約も付けるつもりはない」と持ちかけた。マルクスはこれを拒否しているが、ビスマルクの手を組む相手を選ばない典型例であった。このようなビスマルクを指してアウグスト・ベーベルは「使えると見れば、悪魔とでもその母獣とでも同盟を結ぼうとする男」と評した。
ビスマルクは回顧録の中でゲルラッハは「非実際的な理論家」、自らは「行動的な実際家」だったと定義している。それに関してエーリヒ・アイクは「ビスマルクは自分の行動の動機を外部の人に説明するために政治理論を時には用いたが、その理論が実際の行動に重荷であると明らかになると苦もなくそれを捨てる」と評している。

これに関連してビスマルクを「ボナパルティズム」に分類する向きもある。フリードリヒ・エンゲルスは「ボナパルティズムは近代ブルジョワの真の宗教である。しかしブルジョワ自身は直接に支配する力を持たない。したがってボナパルティズム的半独裁が正常な形態となる。この独裁はブルジョワの利害をブルジョワの意思に反してでも実現するが、支配権そのものについては一部分もブルジョワに渡そうとはしない。他面ではこの独裁もブルジョワの利害をしぶしぶ取り入れることを余儀なくされる。それが国民協会の綱領さえ採用するビスマルク氏である。」と述べる。ヴェーラーは「ビスマルクのボナパルティズム的性格を隠していたのは、国王の下僕であり、皇帝の宰相であるという君主主義的・伝統的な衣装であった。だがそれこそ、ビスマルク以前の閣僚政治家たちとビスマルクを区別するものである。彼の政治的演技である『現代的要因』『際立った特徴』をなすのは、まさに『ボナパルティズム』的特性である。この特性は国内問題でも対外問題でも繰り返し行われた冒険政策、普通選挙による操作、扇動の巧妙さ、正当性軽視、保守的・革命的な両極性のうちにはっきりと示されている」と評価する。セバスチャン・ハフナーは「ビスマルクは、ナポレオン・ボナパルトと異なり、王位簒奪者ではないが、権力を維持するために絶えず成功を求められているという点ではボナパルト家の面々に確かに似通っていた」「常にヴィルヘルム1世に必要不可欠な存在でなくてはならず、そのため常時危機にあること、常時成功を収めることを必要とした。それが危機を煽ったかと思えば、突然慎重になる理由である」と評価する。

## 研究
第二次世界大戦中に二つの本格的なビスマルクの伝記が書かれた。一つはナチス支配を逃れてスイスに亡命していたエーリヒ・アイクがスイスで公刊した『Bismarck』（『ビスマルク伝』として全8巻で邦訳）であり、もう一つは空襲の影響で戦後になって出版されたアルノルト・オスカー・マイヤーの『Bismarck』である。両者とも高い学術性があるが、二つの伝記は対照的で前者はビスマルクに批判的、後者はビスマルクに肯定的であった。
この二つの伝記がきっかけとなり、1950年代に西ドイツでビスマルク論議が活発化したが、この時期にはビスマルクを肯定する伝統的歴史解釈の立場に立ってアイク批判を行う学者が多かった。しかしビスマルクの本格的な伝記はその後しばらくドイツで登場しなかった。1960年代から伝統的歴史解釈に批判的な「社会史学派」が台頭し、伝記的研究を歴史学の中心にすることに反対したことがその原因として考えられる。
1963年に公刊されたアメリカの歴史家オットー・プフランツェが著した『Bismarck and the Development of Germany』（ISBN 978-0691007656）、1976年に公刊されたイギリスの伝記作家アラン・パーマーが著した『Bismarck』（ISBN 978-0297770725）などむしろ国外で注目すべきビスマルク伝記が見られるようになった。
西ドイツで再び登場した本格的なビスマルク伝記はロタール・ガルの『Bismarck. Der weiße Revolutionär』（ISBN 978-3548265155）（ガル 1988, 『ビスマルク 白色革命家』として邦訳）である。ガルはビスマルクを英雄視する者にも巨悪視する者にも共通してみられるビスマルク超人化を避け、かなり客観的に記述している。
一方東ドイツでは長らくソ連の歴史家アルカディ・イェルサリムスキ（Arkadi Jerussalimski）の著作のドイツ語翻訳版である『Bismarck. Diplomatie und Militarismus』（ISBN 978-3760909356）がビスマルク伝記の中心だったが、同書はビスマルクを「暴力」と「軍国主義」の象徴として一方的に巨悪視する物であった。東ドイツの歴史学会はマルクス主義の支配下に置かれており、日本のマルクス主義者と同様、自国の歴史を一方的に断罪する傾向が強かった。しかし1985年に東ドイツで公刊されたエルンスト・エンゲルベルクの『Bismarck. Urpreuße und Reichsgründer』（エンゲルベルク 1996, 『ビスマルク 生粋のプロイセン人・帝国創建の父』として邦訳）は客観性を持った伝記として注目されている。エンゲルベルクもマルクス主義者ではあるものの、それに関する議論は少なく、普通の伝記的叙述になっている。同書はドイツ帝国建設までの1871年までしか取り扱っていなかったが、ドイツ再統一中に続編である『Bismarck. Das Reich in der Mitte Europas』（ISBN 978-3423303460）（未邦訳）が書かれた。

## 家族
ビスマルクの妻ヨハンナ・フォン・プットカマーはポンメルン地方最東部ラインフェルトの農場を経営するユンカーの一人娘だった。敬虔主義の閉鎖的なユンカー家庭に育った彼女の精神は聖書と伝統にのみあって時代の潮流とは無縁だった。ビスマルクとヨハンナは1844年10月初めにマリー・フォン・タッデンとモーリッツ・フォン・ブランケンブルクの結婚式で知り合った。その後もブランケンブルク家でしばしば出会いを重ね、マリー主催のハルツ山地旅行で親しい間柄となった。ヨハンナはマリーほど活発ではなく慎ましく真面目で細やかな女性であった。マリーもヨハンナの方が自分よりも深くビスマルクを愛することができると考えて彼女とビスマルクを引き合わせたのだった。ヨハンナと彼女の父はビスマルクの信仰心の薄さを気にしていたが、1846年10月末のマリーの危篤でビスマルクは心から神に祈るようになり信仰心を取り戻した。それを知ったヨハンナはビスマルクの求婚に応じ、二人は1847年7月28日にラインフェルトにおいて挙式した。以降ヨハンナは約40年にわたってビスマルクを支えた。閉鎖的な世界で生きてきたヨハンナにとってビスマルクは全てであり、ビスマルクの敵は彼女の敵であった。そのため夫を苦しめる帝国議会をとりわけ嫌っていた。それは皇帝に対しても同様であった。彼女はヴィルヘルム2世がビスマルクを切り捨てたことを忘恩として許さず、皇帝とその手先と看做した者を頻繁に罵った。彼女が不敬罪を償い終えるには一生監獄に入っても足りないとビスマルクが皮肉るほどだった。
ビスマルクはヨハンナとの間に1848年8月21日に長女マリー・エリーザベト・ヨハンナ、1849年12月28日に長男ヘルベルト、1852年8月1日に次男ヴィルヘルムを儲けた。
長女マリーはあまり人を惹きつける女性ではなかったといい、27歳になって官吏試補ヴェント・ツー・オイレンブルク伯爵と婚約した。しかしこの婚約者が結婚前に死去したため、結局1878年に公使館付き書記官ランツァオ伯爵と結婚している。ビスマルクは長男ヘルベルトより次男ヴィルヘルムの方が才能があると見ていたが、可愛がっていたのはヘルベルトの方であり、彼を外交官の道に進ませた。彼は1886年4月にドイツ帝国外務長官（外相）に任じられた。ヘルベルトにとって父ビスマルクは絶対の存在であり、1881年には恋慕していたエリーザベト・カーロラト侯爵夫人との結婚をビスマルクの反対により断念させられた。巨大な父の存在を意識して屈折するところが多く、父に従順である一方で父以外の者に対して横柄な態度を取る事が多かったという。

ビスマルクには崇拝者はいても友人はほとんどいなかった。そのため「私は家族以外を愛することを許されていない」と述べ、家族を深く愛した。特にヘルベルトの上司や外国の大臣からヘルベルトを褒められる時がビスマルクが最も喜ぶときであったという。
- 1857年の妻ヨハンナを描いた肖像画
- 1878年のヨハンナ
- 1885年のヨハンナ
- 1855年のビスマルクの子供たち。長女マリー、長男ヘルベルト、次男ヴィルヘルム。

## 財産
ビスマルクは1867年にポンメルン州ケスリーン郊外のヴァルツィーン（22万モルゲンの土地と7つの村）を購入しており、また1871年には侯爵位とともにラウエンブルク・ザクセンヴァルトの2万5000モルゲンの森林を恩賜褒賞として与えられた。ザクセンヴァルトのフリードリヒスルーのホテルを買収して住居とした。このフリードリヒスルーの邸宅は巨大ではあるが、あまり手を加えておらず質素な雰囲気であったという。一方ヴァルツィーンの邸宅はそれよりは貴族的な雰囲気であったという。
ビスマルクは毎年体調を崩したとして長期休暇を取り、数カ月は領地に滞在した。議会の会期中であっても遠慮なく領地に帰るので留守を預かる者たちは頭を悩ませたという。
ビスマルクは近隣の土地を次々と買い足し、領地の拡張に余念がなかったが、いい地主とはいえなかった。イギリス首相ラッセル伯爵は「ビスマルクはヴァルツィーンで年貢を払わない小作農を追い出すことに忙しい」と辛辣に書いている。また管理人の選定が下手であり、金鉱を発掘すると主張した山師に管理人を任せて大損したことがあった。ビスマルクの農業経営は赤字であったという。
それでも死去時にビスマルクは莫大な財産を子供たちに残している。汚職行為で財産を貯めたのでは、という噂が常に付きまとったものの、汚職は一切なかったことが判明している。公職上知り得た情報を利用するといった間接的な汚職で金を稼いだこともなかった。彼の財産が巨額なのは、ひとえに好景気の頃フランクフルトのロートシルト家（ロスチャイルド家）と前述のユダヤ人銀行家ブライヒレーダーが財産を巧みに運用してくれたこと、またプロイセン王国からたびたび賜った恩賜褒賞のおかげである。

質朴恬淡な性格で生活は質素だったという。「私には椅子とテーブル、雨を防げる物があればそれでよい」と語ったことがある。70歳誕生日の時にはドイツ国民から誕生日プレゼントとして120万マルクという巨額の募金を贈呈されたが、そのすべてを教育者育成事業の資金に充てた。
- ザクセンヴァルト
- ビスマルクのフリードリヒスルーの邸宅

## キャリア

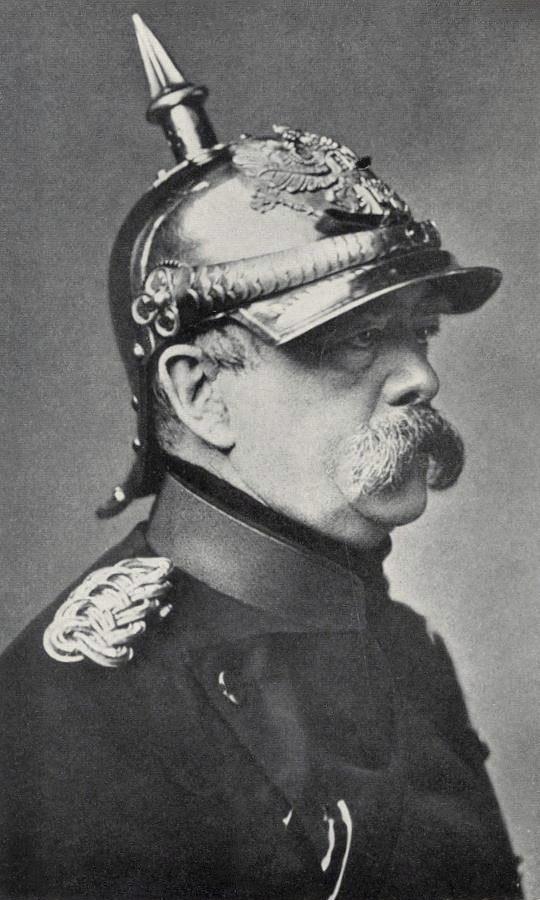
ピッケルハウベをかぶり、軍服を着るビスマルク

ピッケルハウベを外すビスマルク

### 職歴
- プロイセン連合州議会議員（1847年5月-?）[585]
- プロイセン衆議院議員（1849年2月-1852年3月）[586]
- エルフルト連合議会議員（1850年1月-?）[587]
- プロイセン貴族院議員（1854年-?）[588]
- ドイツ連邦議会プロイセン全権公使（1851年7月-1859年1月）[588][589]
- 駐ロシア・プロイセン全権大使（1859年4月1日-1862年4月）[590][591]
- 駐フランス・プロイセン全権大使（1862年5月22日-1862年9月）[591][592]
- プロイセン首相（1862年9月23日-1872年12月21日、1873年11月9日-1890年3月18日）[593]
- プロイセン外相（1862年10月8日-1890年3月20日）[594]
- 北ドイツ連邦首相（1867年7月14日-1871年3月?）[595]
- ドイツ帝国首相（1871年3月21日-1890年3月20日）[596]
- ドイツ帝国議会議員（1891年4月30日-?）[597]

### 爵位
- 1865年9月15日、伯爵（Graf）[598]
- 1871年3月21日、侯爵（Fürst）[599]
- 1890年3月20日、ザクセン＝ラウエンブルク公爵（Herzog zu Sachsen-Lauenburg）の内諭を受けるも拒否[495][600]。

### 軍階級
- 1841年8月12日、少尉（Sekondleutnant）[601]。
- 1854年11月18日、中尉（Premierleutnant）[601]。
- 1859年10月28日、名誉階級騎兵大尉（Charakter als Rittmeister）[601]。
- 1861年10月18日、名誉階級少佐（Charakter als Major）[601]。
- 1866年9月10日、少将（Generalmajor）[601]。
- 1871年1月18日、中将（Generalleutnant）[601]。
- 1876年3月22日、騎兵大将（General der Kavallerie）[601]。
- 1890年3月20日、元帥位を有する騎兵上級大将（Generalobersten der Kavallerie mit dem Range eines Generalfeldmarschalls）[601][602]

### 勲章
- 黒鷲勲章（対デンマーク戦争の勲功として）[603]
- 1870年版二級鉄十字章（普仏戦争の勲功で）[604]
- ホーエンツォレルン家勲章[604]

### その他称号
- 1871年3月27日、ベルリン名誉市民[343]
- 1876年7月21日、ハレ大学哲学博士号[605][606]
- 1885年3月18日、ゲッティンゲン大学法学博士号[605][606]
- 1885年4月1日、エアランゲン大学法学博士号[605][606]
- 1885年4月1日、テュービンゲン大学政治学博士号[607][606]
- 1888年11月、ギーセン大学神学博士号[607]
- 1896年7月、イエナ大学医学博士号[606]

## 日本との関係

### 岩倉使節団との交流

岩倉使節団。左から木戸孝允、山口尚芳、岩倉具視、伊藤博文、大久保利通

明治6年（1873年）3月15日、ドイツを訪問中だった岩倉使節団がビスマルクから夕食会に招かれた。岩倉具視の秘書であった多田好問が会見の様子を報告した。
その席上ビスマルクは「現在世界各国は親睦礼儀をもって交流しているが、それは表面上のことである。内面では弱肉強食が実情である。私が幼い頃プロイセンがいかに貧弱だったかは貴方達も知っているだろう。当時味わった小国の悲哀と怒りを忘れることができない。万国公法は列国の権利を保存する不変の法というが、大国にとっては利があれば公法を守るだろうが、不利とみれば公法に代わって武力を用いるだろう」、「英仏は世界各地の植民地を貪り、諸国はそれに苦しんでいると聞く。欧州の親睦はいまだ信頼の置けぬものである。貴方達もその危惧を感じているだろう。私は小国に生まれ、その実態を知り尽くしているのでその事情がよく分かる。私が非難を顧みずに国権を全うしようとする本心もここにあるのだ。いま日本と親交を結ぼうという国は多いだろうが、国権自主を重んじる我がゲルマンこそが最も親交を結ぶのにふさわしい国である」と語った。
小国プロイセンを軍事力で大国ドイツに押し上げたビスマルクの率直な言葉は使節団に深い印象を残したようである。欧州各国は不平等条約の改正に応じる条件として日本に万国公法に沿った法整備を行うよう外圧をかけていたが、ビスマルクだけがそれを否定する発言を使節団の前で公然と行ったからである。
このとき、大久保利通はビスマルクに強い感銘を受け、西郷隆盛や西徳二郎などに宛てた手紙の中でもビスマルクのことを「大先生」と呼んでいると指摘されることがあるが、実際には「ヒスマロク・モルトケ等之大先生」と「などの」を付けて他の人物とまとめて言及しており、ビスマルクだけを別格に扱ったわけではない。

### 明治日本の政治家の範
岩倉使節団で欧米諸国を歴訪した大久保利通は、英米仏のような発展しつくした先進国より後進国のドイツとロシアに注目した。そして、ビスマルク・ドイツを模範として強力な政府の指導下に富国強兵・殖産興業を推し進めることが必要だと確信した。大久保は明治天皇と自分の関係はヴィルヘルム1世とビスマルクの関係であるべしと考え、常にビスマルクたらんと意識し続けたという説が昭和の頃に唱えられ、司馬遼太郎の小説等で広まったが、近年ではドイツでの見聞が不十分だとして、慎重に判断を保留していたと考えられるようになっている。
伊藤博文も日頃からビスマルクを尊敬し、ビスマルクを真似て葉巻をくゆらせていた。伊藤は「日本のビスマルク」と称して海外メディアのインタビューによく応じたので、1880年代には西洋諸国にも「日本のビスマルク」の異名は広まっていたという。伊藤は1882年（明治15年）に憲法研究のため欧州を訪問し、その中心地としてベルリンに腰を据えた。この時ビスマルクは伊藤に「我が国を貴国の憲法研究の拠点としたことは大いに賢明な決断である。出来る限りの協力をしたい」と述べ、ドイツ随一の法学者だったベルリン大学教授ルドルフ・フォン・グナイストを紹介している。この頃のビスマルクは煙草専売化法案を通そうとしない議会と対立を深めていたが、伊藤はそのような光景を見ても議会制導入をためらう兆しは見せなかった。後に第1回衆議院議員総選挙を前に立憲自由党や立憲改進党など民権派政党が固い地盤を確保して大議席を獲得することが予想される中、「いくら超然主義を主張しても現実的には衆議院や政党に対して超然としているのは不可能です。政府を支える確固たる政党を作るべきです」という金子堅太郎の提言に対して伊藤は「その心配はないだろう。現にビスマルクは確固たる与党無くして超然主義を貫いて政治を執行しているではないか」と反論したという。
山縣有朋もビスマルクに親近感をもち、「日本のビスマルク」をもって自認した。山県の椿山荘の居室の暖炉の上にはビスマルクとモルトケの銅像が飾られていた。

### その他日本との関係
- 戊辰戦争中、会津藩と庄内藩は武器の購入代金として蝦夷地（北海道）を植民地としてプロイセンに提供したいと駐日プロイセン公使マックス・フォン・ブラントに対して申し出ている。ブラント公使はこれを本国のビスマルクに取り次いでるが、この頃のビスマルクは植民地獲得に関心を持っておらず却下した[624]。
- ビスマルクと最も親しかった日本人は駐独公使・外務大臣の青木周蔵であった。青木はドイツ貴族ハッツフェルト侯爵（ドイツ語版）家令嬢と結婚していたが、ビスマルクはこのハッツフェルト侯爵家と親しかったため、その縁で青木もビスマルクと懇意の間柄だった[625]。
- 海渡英祐の推理小説『伯林－一八八八年』ではドイツ留学中の若き日の森鷗外とビスマルクが殺人事件をめぐって知恵くらべをしているが、これはフィクションであり、ビスマルクと森鴎外に面識はなかった[626]。
- 「賢者は歴史から学び愚者は経験からしか学ばない」と語ったといわれており[627]、竹下登はその言葉を座右の銘にしていた[628]。
- ただし、この言葉についてビスマルク自身が残した記録は知られておらず、さらにビスマルクが語ったとされる言葉が文献に登場した初期の内容、その後にドイツ語や英語で広まった表現、現在日本語で翻訳されているもの、それらは互いに異なるものである。その時々の訳者や引用者の解釈が影響を与えながら社会的に作り上げられてきた可能性がある[629]。
- 1940年に書簡集『ビスマルクの手紙』が翻訳出版された。内容は本人が皇帝ヴィルヘルム1世やヴィルヘルム2世、ルドルフ・フォン・イェーリング教授、軍人のハインリッヒ・カール・プットカマー、政治家のルートヴィヒ・フリードリヒ・レオポルト・フォン・ゲルラッハやアルブレヒト・フォン・ローン、生理学者のエミール・デュ・ボア＝レーモン、音楽家リヒャルト・ワーグナーやイギリスの評論家であるトーマス・カーライル、ライプツィヒ高等学校校長のオットー・ケンメル博士、国法学者のヴィルヘルム・カール博士、親族などに宛てた手紙である[630]。

## その他

### ビスマルクの名を冠する物

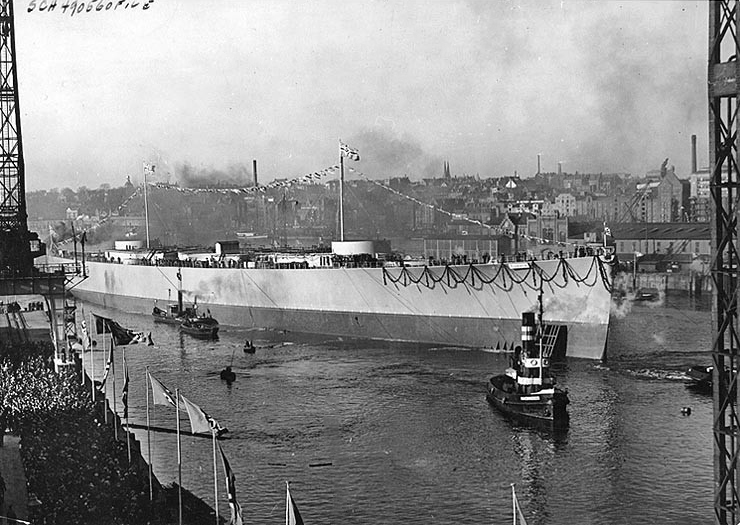
1939年2月14日、進水式を終えたばかりの戦艦ビスマルク

- 半熟卵を乗せたイタリア料理を「ビスマルク風」（alla Bismarck）という。「ビスマルク風ビーフステーキ」（Bistecca alla Bismarck）[631] やピザの「ビスマルク」（Pizza alla Bismarck）[632] などが有名である。ビスマルクが卵好きだったことに因むといわれる。
- 1939年のバレンタインデーに進水したドイツ海軍の戦艦ビスマルクは彼の名に因んでいる。ビスマルクの孫娘にあたるドロテア・フォン・レーヴェンフェルト（Dorothea von Löwenfeld）が命名のために進水式に出席している。また進水式でアドルフ・ヒトラーは「この巨艦に搭乗する乗組員たちがビスマルクのごとく鋼の精神力を持つことを期待する」と演説した[633]。
- アメリカ合衆国ノースダコタ州州都ビスマークは彼の名に因んでいる。ノーザン・パシフィック鉄道建設の際にドイツ資本を導入するためドイツ首相の名を町の名前にしたのである[634]。
- パプアニューギニアのビスマルク諸島やビスマルク山脈、ビスマルク海は彼の名に因んでいる。同国がかつてドイツ植民地だった名残である。
- ヤシ科の植物ビスマルキア（英語版）は彼の名にちなむ。

### エジソン蓄音器に残る肉声
新しい蓄音機の宣伝のため欧州を訪れたトーマス・エジソンの助手が1889年10月にビスマルクの自宅に立ち寄り、肉声を録音したいという求めに応じビスマルクはドイツ語や英語、フランス語による歌声、ラテン語による詩の朗読を披露している。これは遺されているビスマルク唯一の肉声であるとされ、長い間所在が不明であったが2012年にエジソンの研究所跡で蝋管が発見された。ビスマルクの伝記を著したジョナサン・スタインバーグはこれについて「ビスマルクは非常にウィットに富んだ人だった」「彼を楽しませただろう」と評している。